# Fellfarben der Pferde
Die heute bekannten Fellfarben der Pferde sind in erster Linie Resultat des züchterischen Eingriffs durch den Menschen, der beim Pferd, wie bei anderen domestizierten Tieren, Abweichungen als etwas Besonderes begünstigte und weiterzüchtete.
Die historisch gewachsenen Namen benennen die Farben anhand des Aussehens. Mit den genetischen Grundlagen beschäftigt sich die Genetik der Pferdefarben.

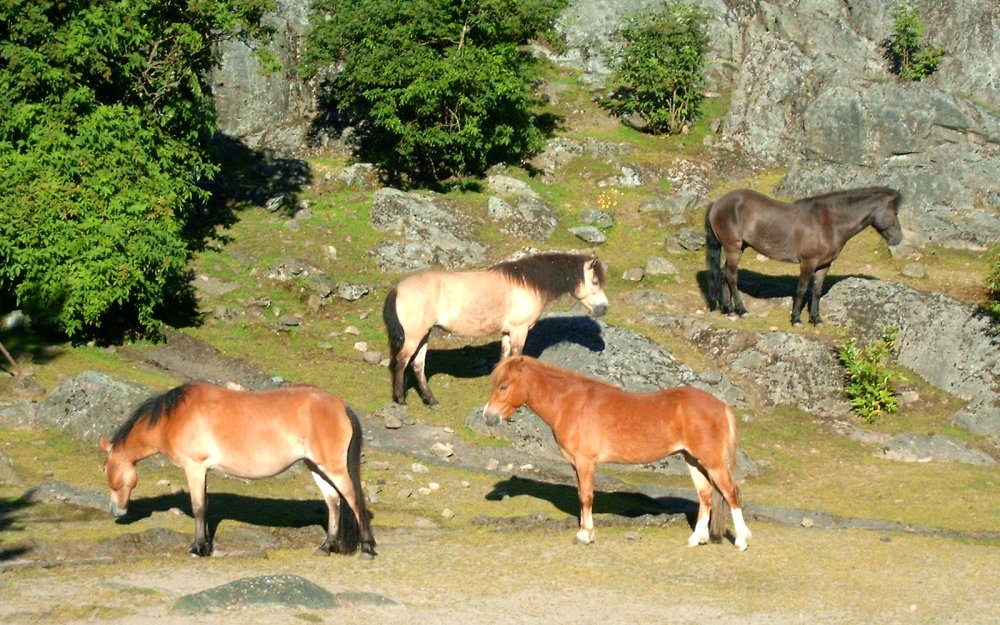
Pferde in verschiedenen Farben

## Ursprüngliche Fellfarben

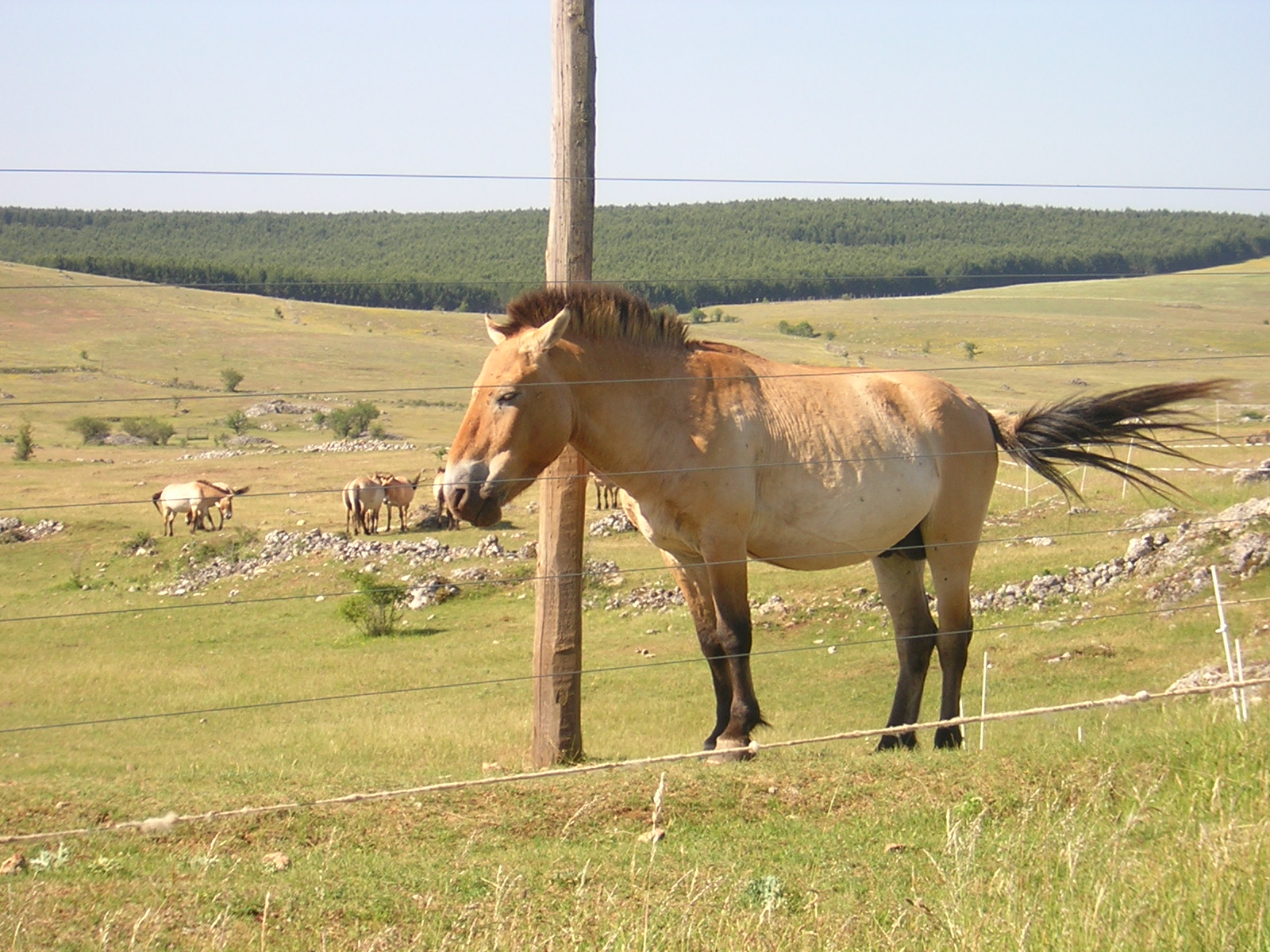
Przewalski-Pferd als Beispiel für ein braunfalbes Wildpferd

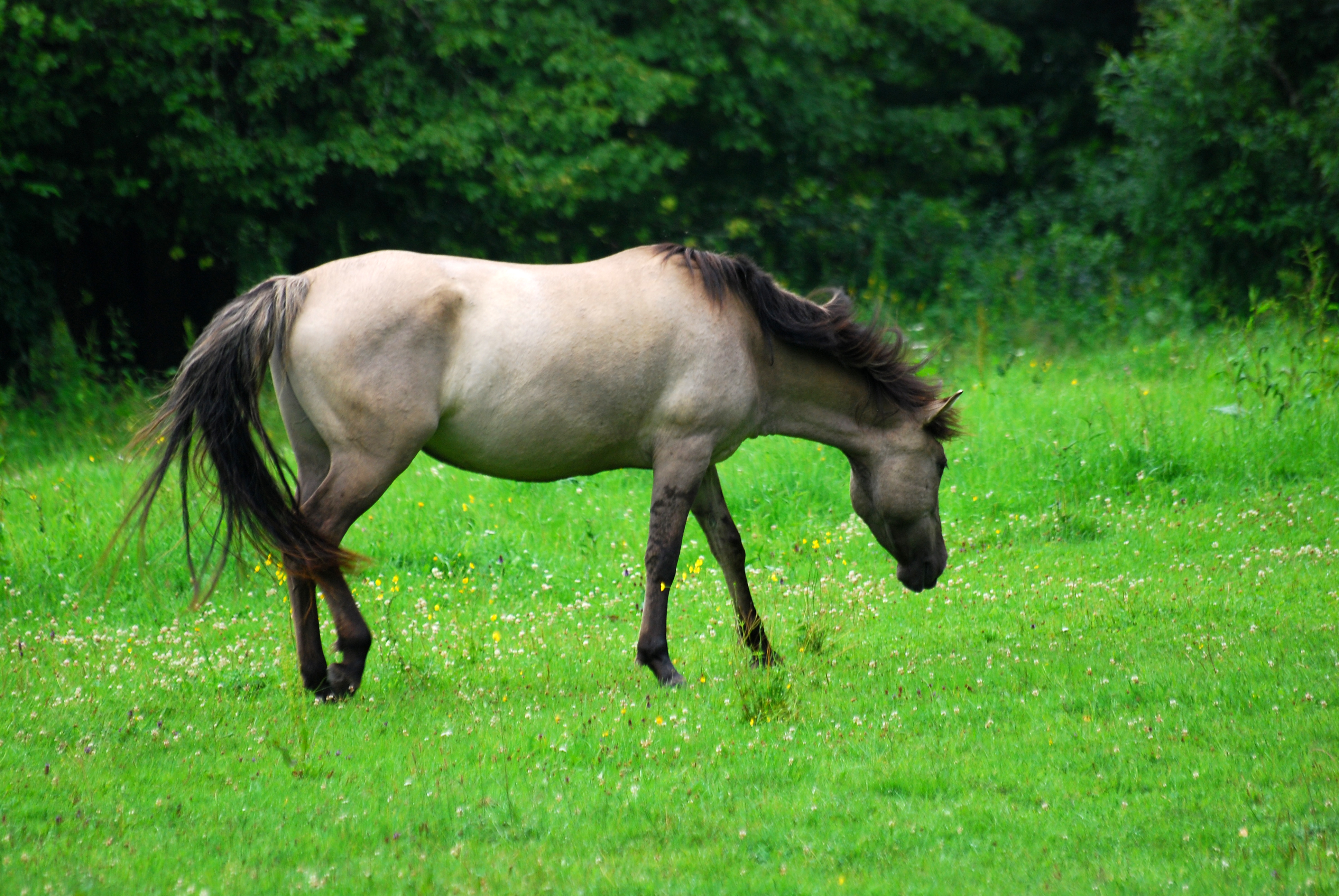
Konik als Beispiel für einen Schwarzfalben

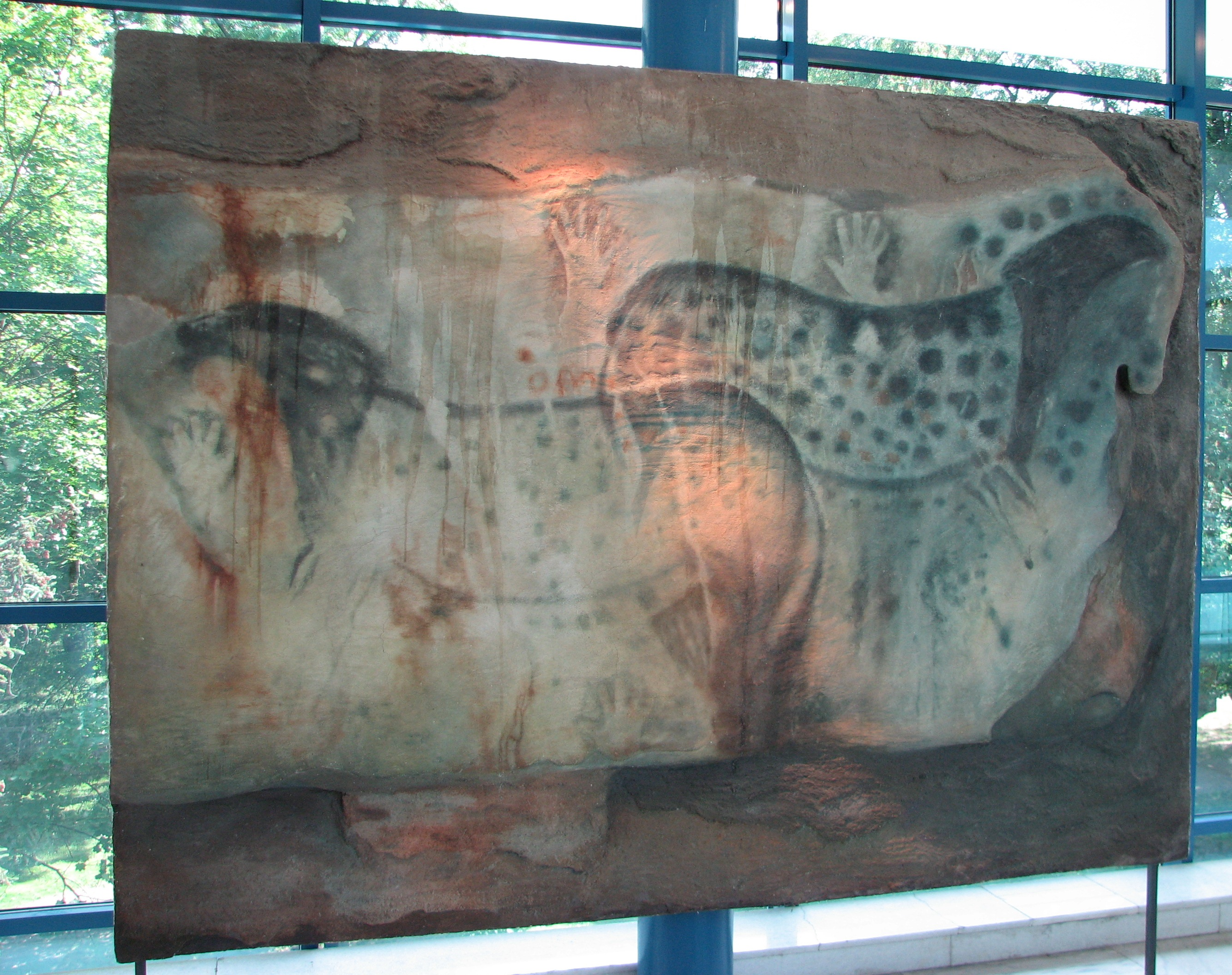
Replika einer Darstellung von Tigerschecken in Pech Merle

Als die ursprüngliche Pferdefarbe wird die Falbfarbe angenommen. Wildpferde sind als Pflanzenfresser und Beutetiere darauf angewiesen, möglichst wenig aufzufallen. Daraus resultiert meist eine einheitliche Tarnfarbe, wie sie bei vielen herdenbildenden Beutetieren anzutreffen ist. Je nach Lebensraum variiert die tarnende Farbe, um sich möglichst wenig vom Lebensraum abzuheben. Die Falbfarbe des Przewalski-Pferdes und anderer Wildequiden wie des Onager und des Kulan dürfte deshalb der Farbe der Ahnen unserer Hauspferde recht nahekommen. Viele Pferde, die auf prähistorischen Höhlenmalereien wie in der Chauvet-Höhle zu sehen sind, sind falb und mehrere eng verwandte Arten der Gattung Equus weisen Merkmale von Falben auf.
Erstmals wurde das Pferdegenom 2009 publiziert. Schon bei wildlebenden Pferden aus dem Pleistozän und in der Kupfersteinzeit gab es in Europa den Genotyp der Rappen, Braune und auch Tigerschecken. In einer genetischen Untersuchung aus dem Jahr 2011 waren von 31 untersuchten prähistorischen Wildpferden aus Sibirien, Ost- und Westeuropa 18 braune, sieben schwarze und sechs Tigerschecken. In einer weiteren Arbeit wurde in Sibirien und Ost- und Zentraleuropa wurde nur der Genotyp Braun nachgewiesen, in der Gegend von Spanien trat zusätzlich der Genotyp schwarz auf.

## Fellfarben als Resultat züchterischer Arbeit
Im 3. Jahrtausend vor Christus nimmt mit Beginn der Domestikation der Pferde die Zahl der Pferdefarben zu.
Aufgrund der züchterischen Leistung gibt es heute eine ganze Reihe an Farben bei Pferden. Viele davon sind in fast allen Rassen, manche jedoch auch nur in sehr wenigen Rassen anzutreffen. Auch gibt es umgekehrt bestimmte Rassen, bei denen es nur wenige Farbvarianten gibt.
Im Allgemeinen unterscheidet man die Farben des Pferdes in Bezug auf das Langhaar, also Mähne und Schweif, sowie das Kurzhaar, also das Fell. Die heutigen deutschen Farbbezeichnungen sind historisch gewachsen. Sie beruhen auf dem Erscheinungsbild, ohne Betrachtung der genetischen Zusammenhänge. Die Farbe wird durch das komplexe Zusammenspiel verschiedener Gene hervorgerufen, so dass sehr ähnlich aussehende Pferde unterschiedliche  Genotypen haben können. Die Fellfarbe wird in erster Linie durch die Menge und Verteilung der Pigmente bestimmt. Pferde besitzen nur zwei Farbpigmente – Eumelanin für schwarze und Phäomelanin für rote Zeichnung. Die genetischen Zusammenhänge bei der Färbung des Felles und der Augen der Pferde werden im Artikel Genetik der Pferdefarben erklärt.
Bei manchen Rassen sind nur bestimmte Farben zugelassen. Waren beispielsweise Friesen früher als Schecken, Schimmel, Füchse zu finden, so sind heute nur noch Rappen zur Aufnahme in das Zuchtbuch berechtigt. Ebenso dürfen Vollblutaraber zum Beispiel nur als klare Farben ohne Schecken auftreten.

## Die einzelnen Fellfarben
Die Fellfarbe, welche ein Fohlen bei seiner Geburt hat, kann sich im Laufe des Lebens verändern. In den meisten Fällen wird das Endergebnis beim erwachsenen Pferd dunkler ausfallen. Eine bekannte Ausnahme ist der Schimmel, welcher mit dem Erwachsenwerden immer heller wird. Auch Winterfell und Sommerfell eines individuellen Pferdes unterscheiden sich zum Teil deutlich voneinander.

### Grundfarben

#### Rappe

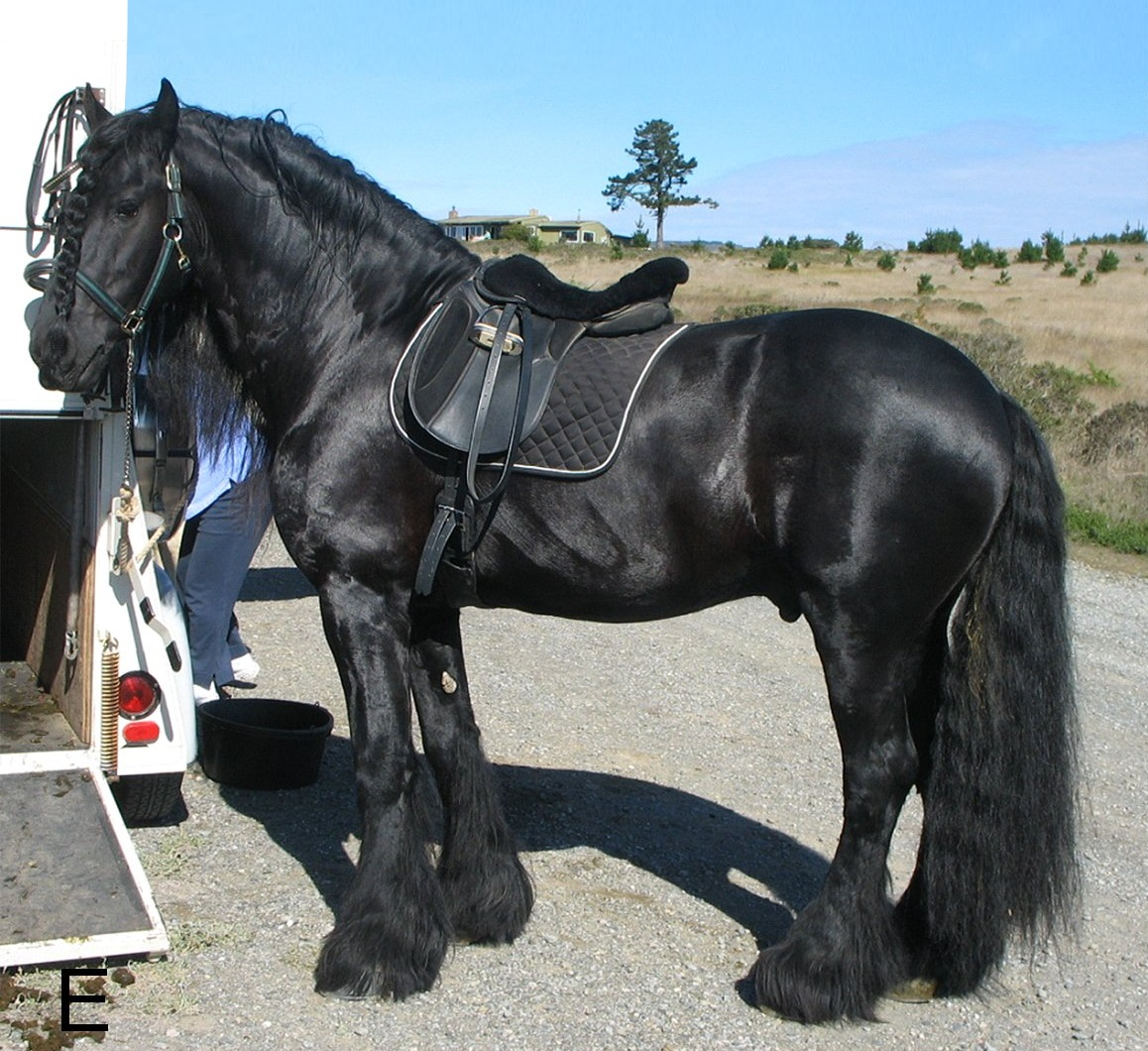
Glanzrappe
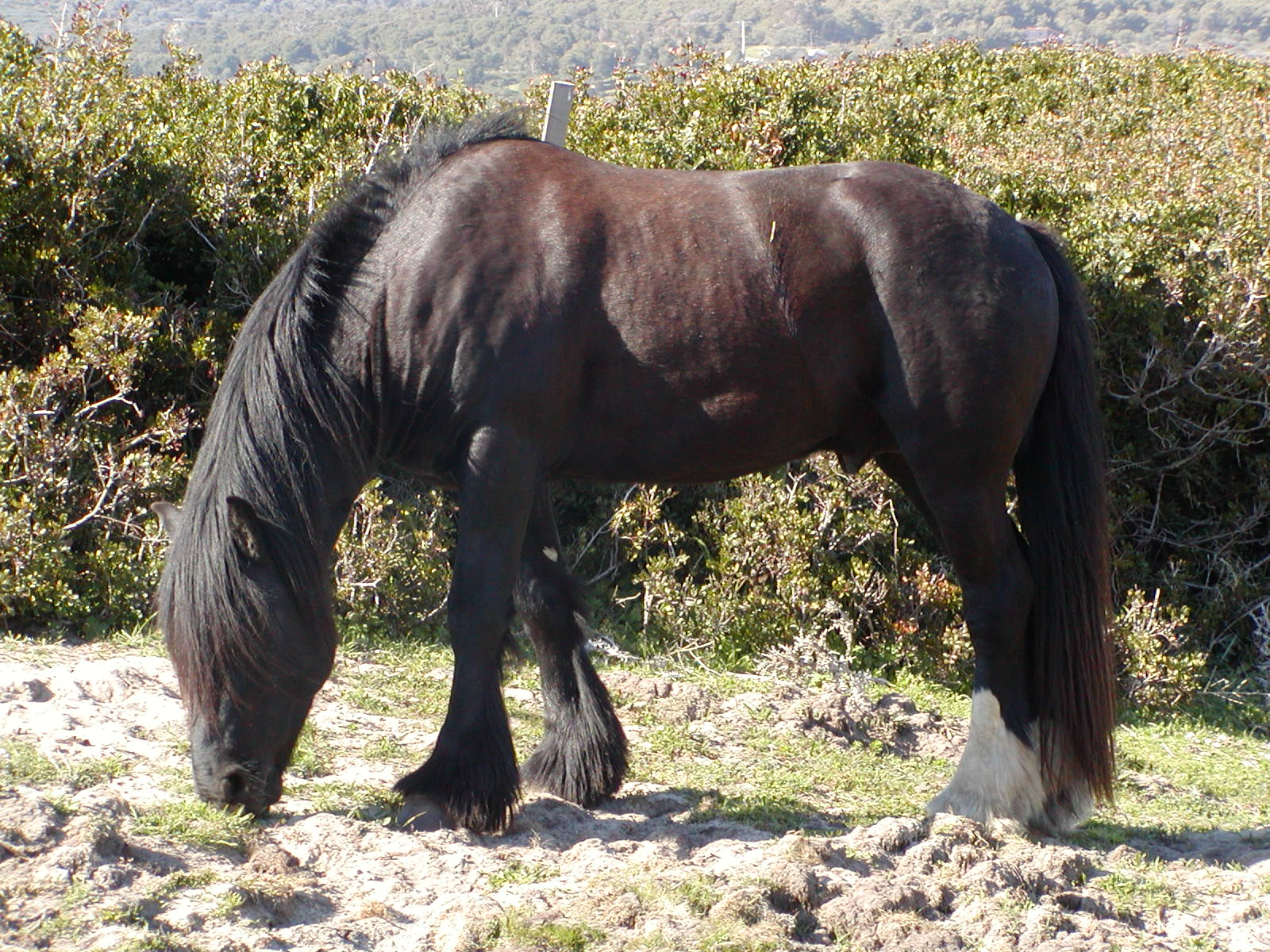
Rappe, durch Sommersonne ausgebleicht
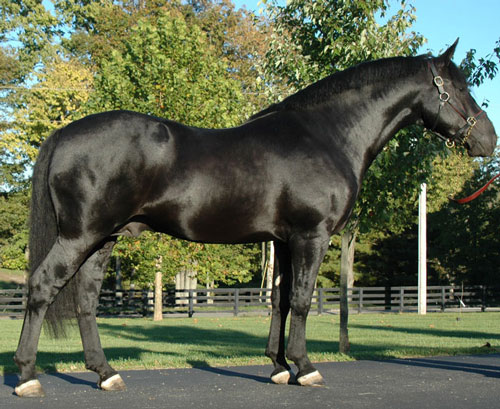
Völlig schwarzer Rappe
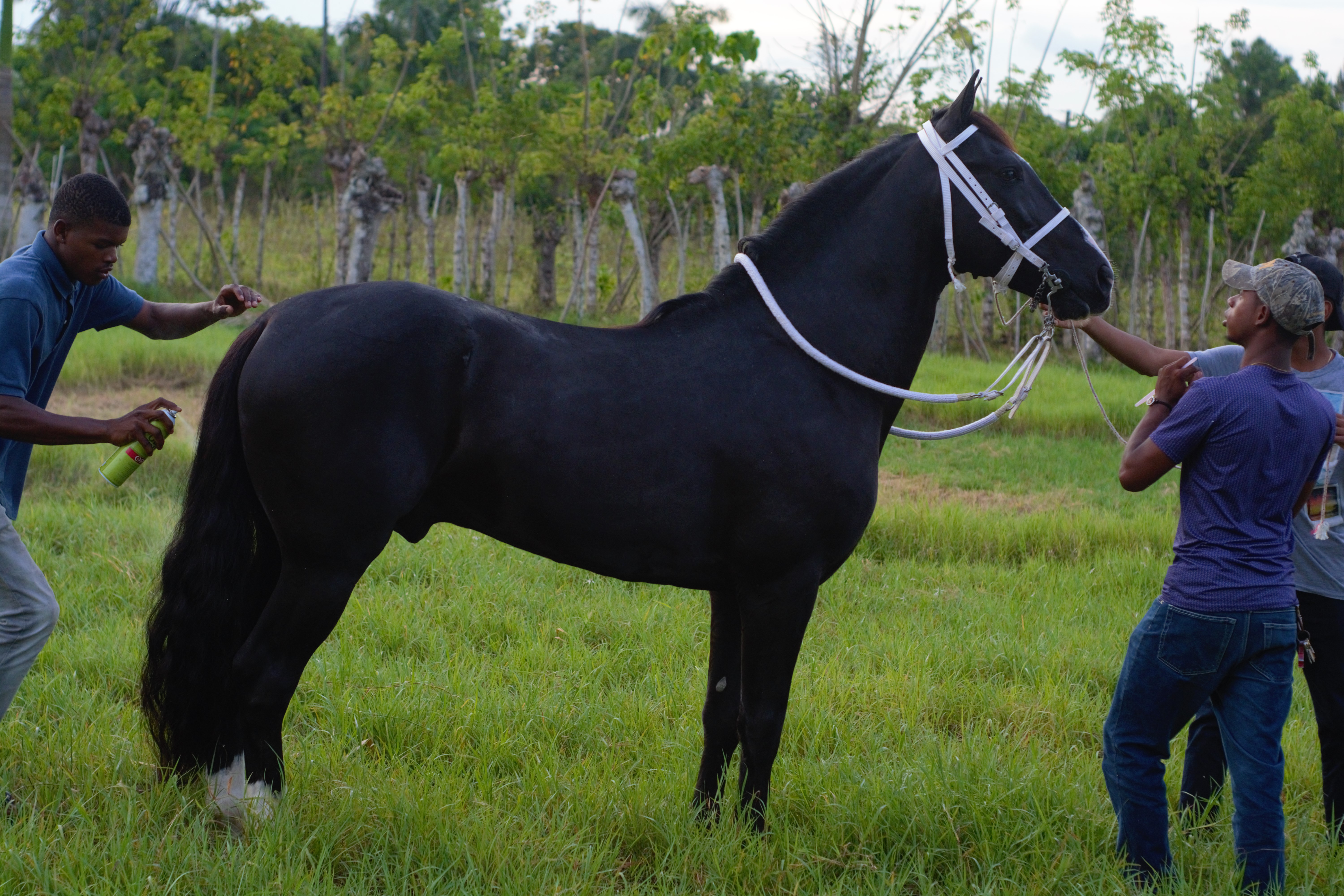
Völlig schwarzer Rappe

Der klassische Rappe hat sowohl schwarzes Langhaar als auch schwarzes Fell. Hufe und Augen sind, Abzeichen außer Acht gelassen, dunkel. Neben den „konstanten“ Rappen, die in jeder Jahreszeit schwarzes Fell haben (Glanzrappen oder Blaurappen), gibt es auch Sommerrappen die im Winter heller sind und Winterrappen, die im Sommer ausbleichen. Kohlrappen haben ein mattes Fell und wirken dadurch besonders schwarz, bleichen aber auch oft im Sommer leichter aus.

#### Brauner

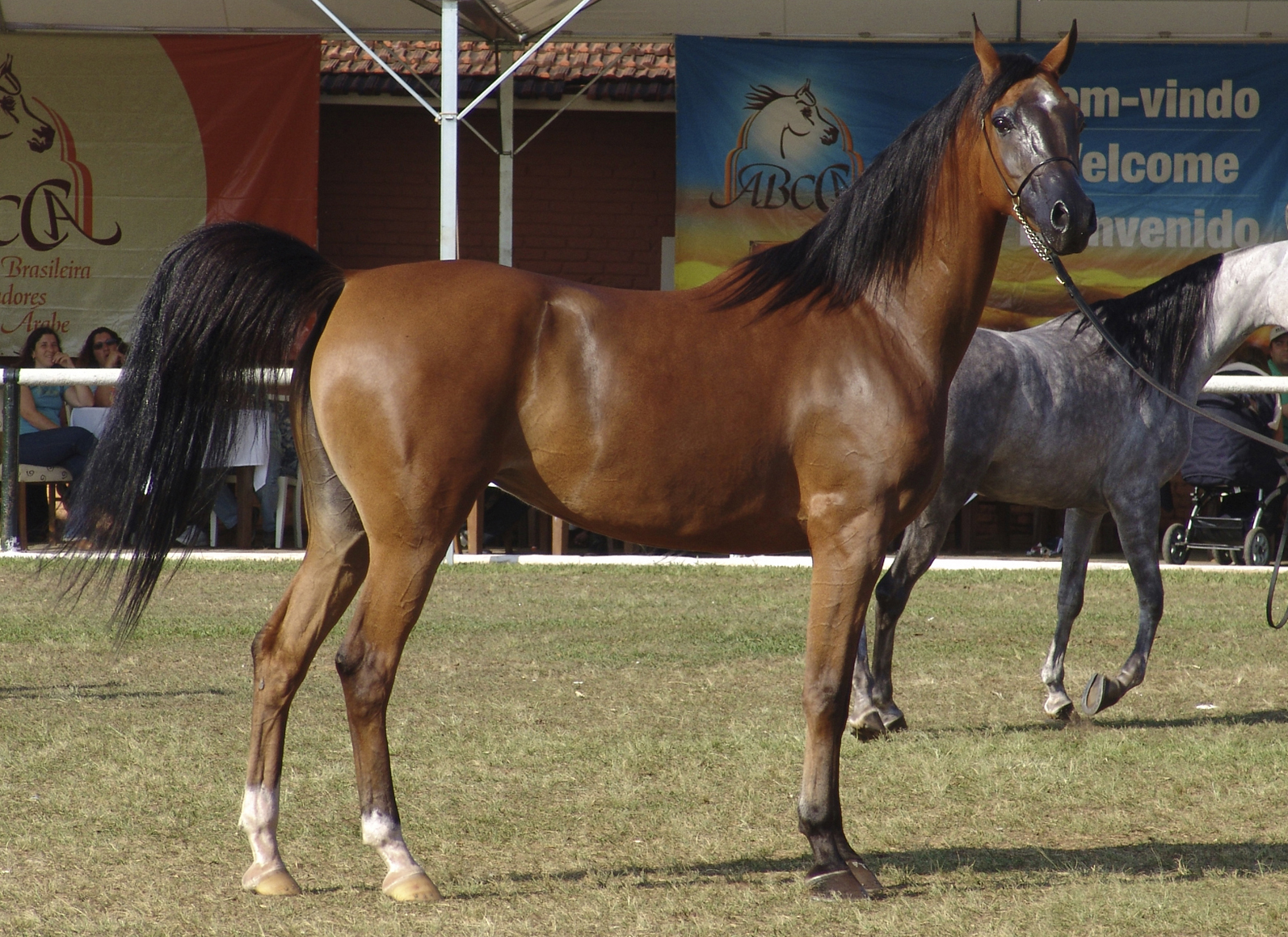
Brauner mit braunen Röhrbeinen
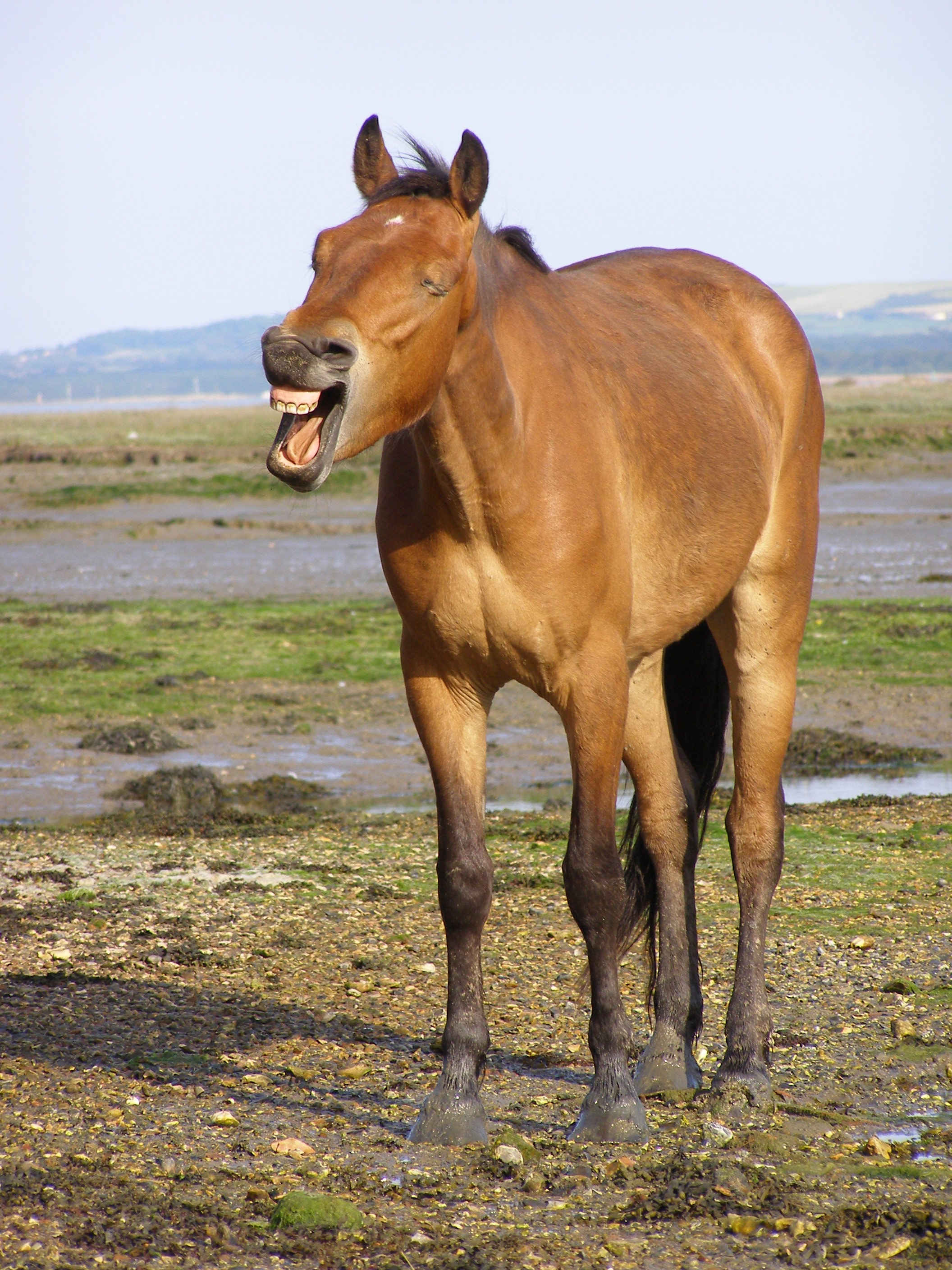
Normaler heller Brauner
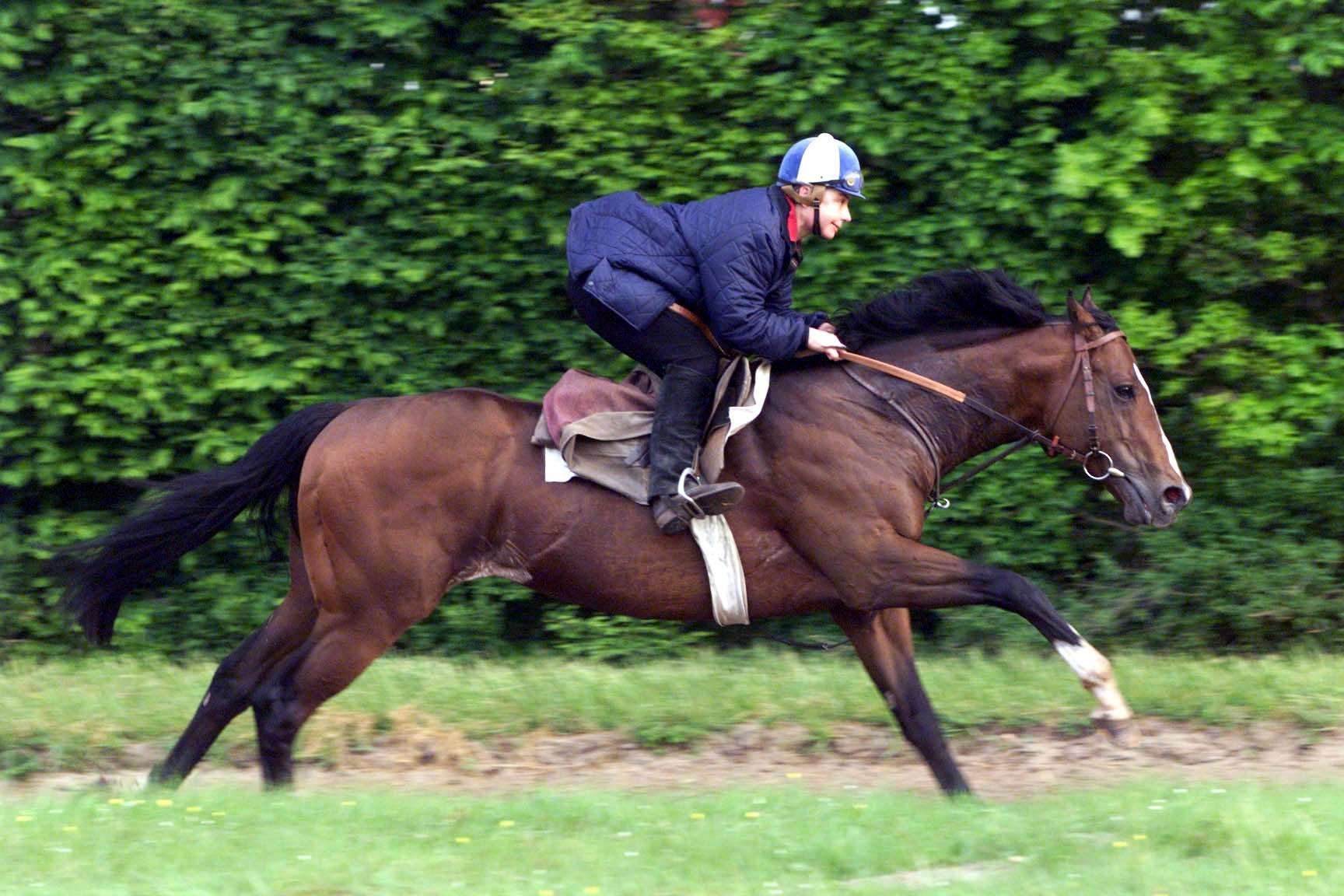
Normaler dunkler Brauner
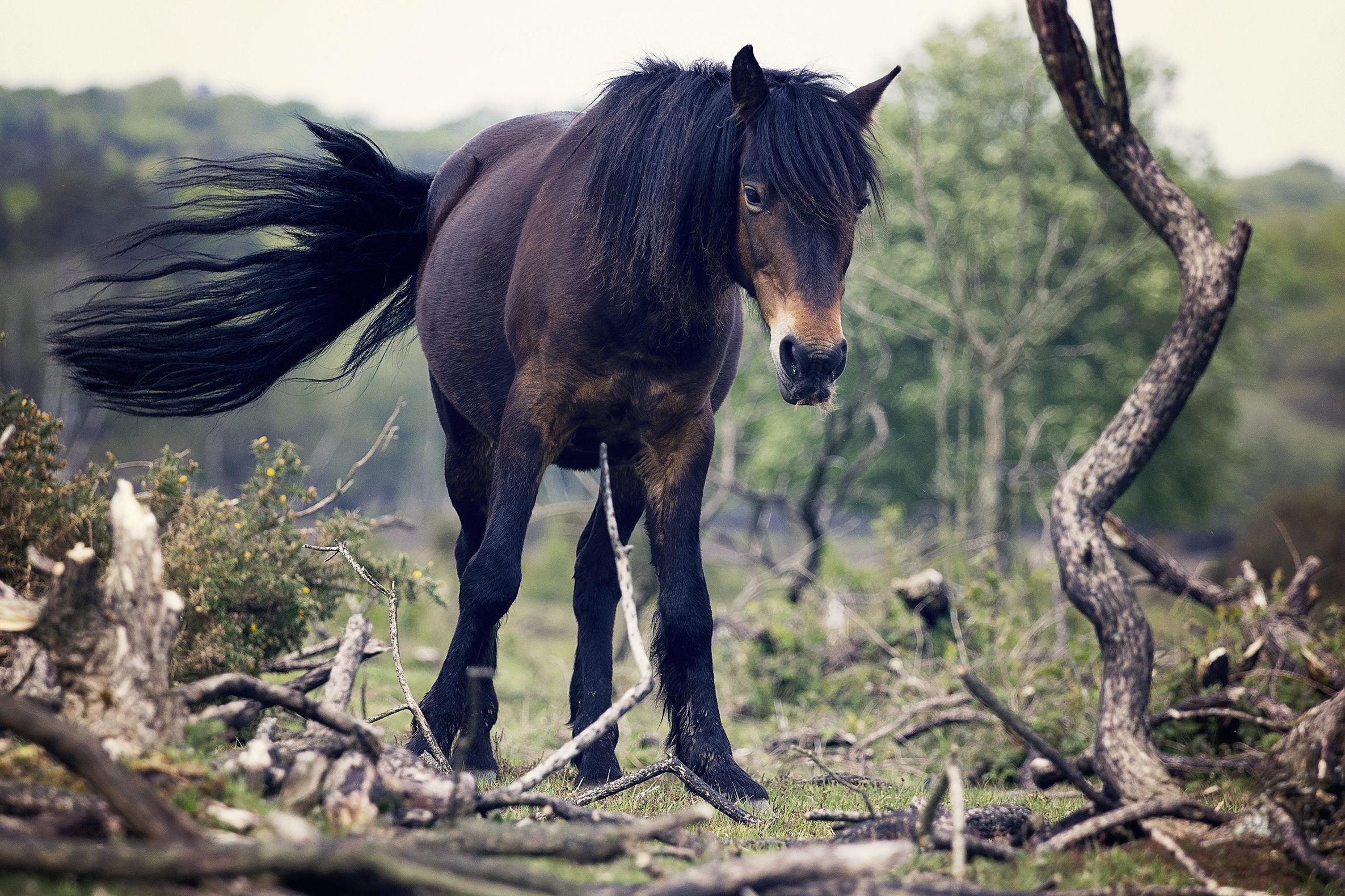
Schwarzbrauner mit braunen Haaren um Maul, Augen und zwischen den Beinen

Der Braune hat rötliches bis bräunliches Fell, dazu schwarze Beine und meist schwarze Ohrspitzen. Außerdem trägt er eine schwarze Mähne und einen schwarzen Schweif. Die Augen sind hell- bis dunkelbraun, die Hufe dunkel, es sei denn, sie tragen Abzeichen. Braune gibt es in allen möglichen Schattierungen. So gibt es Schwarzbraune, Dunkelbraune, Rotbraune, Kastanienbraune, Braune und Hellbraune.

#### Fuchs

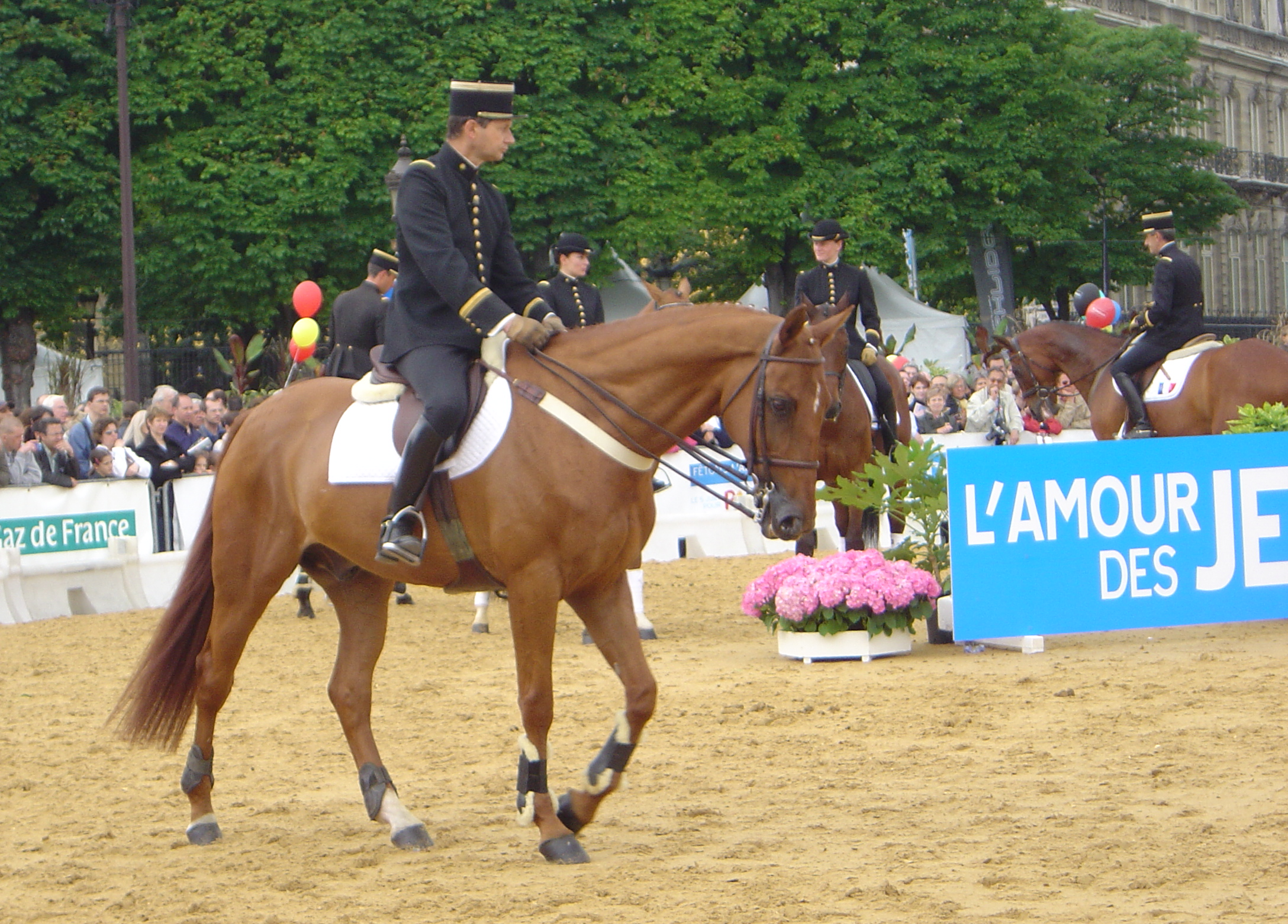
Heller Fuchs
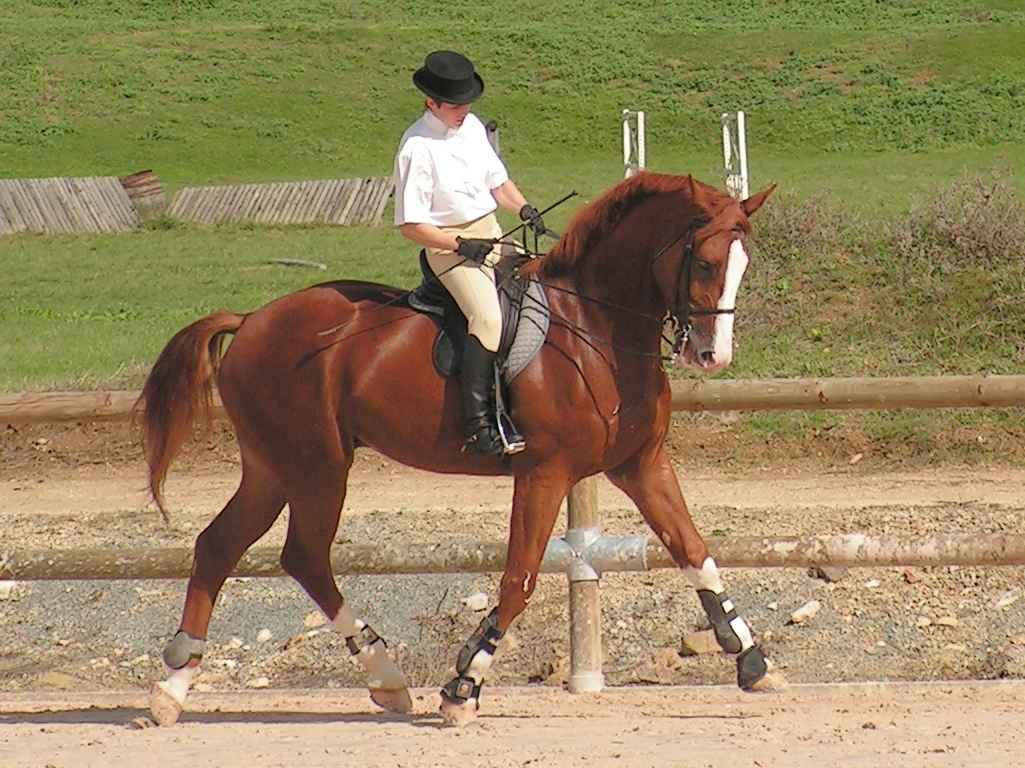
Normaler Fuchs
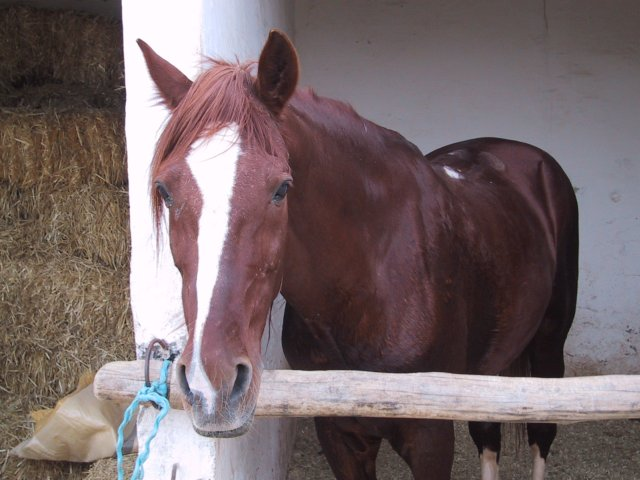
Normaler Fuchs
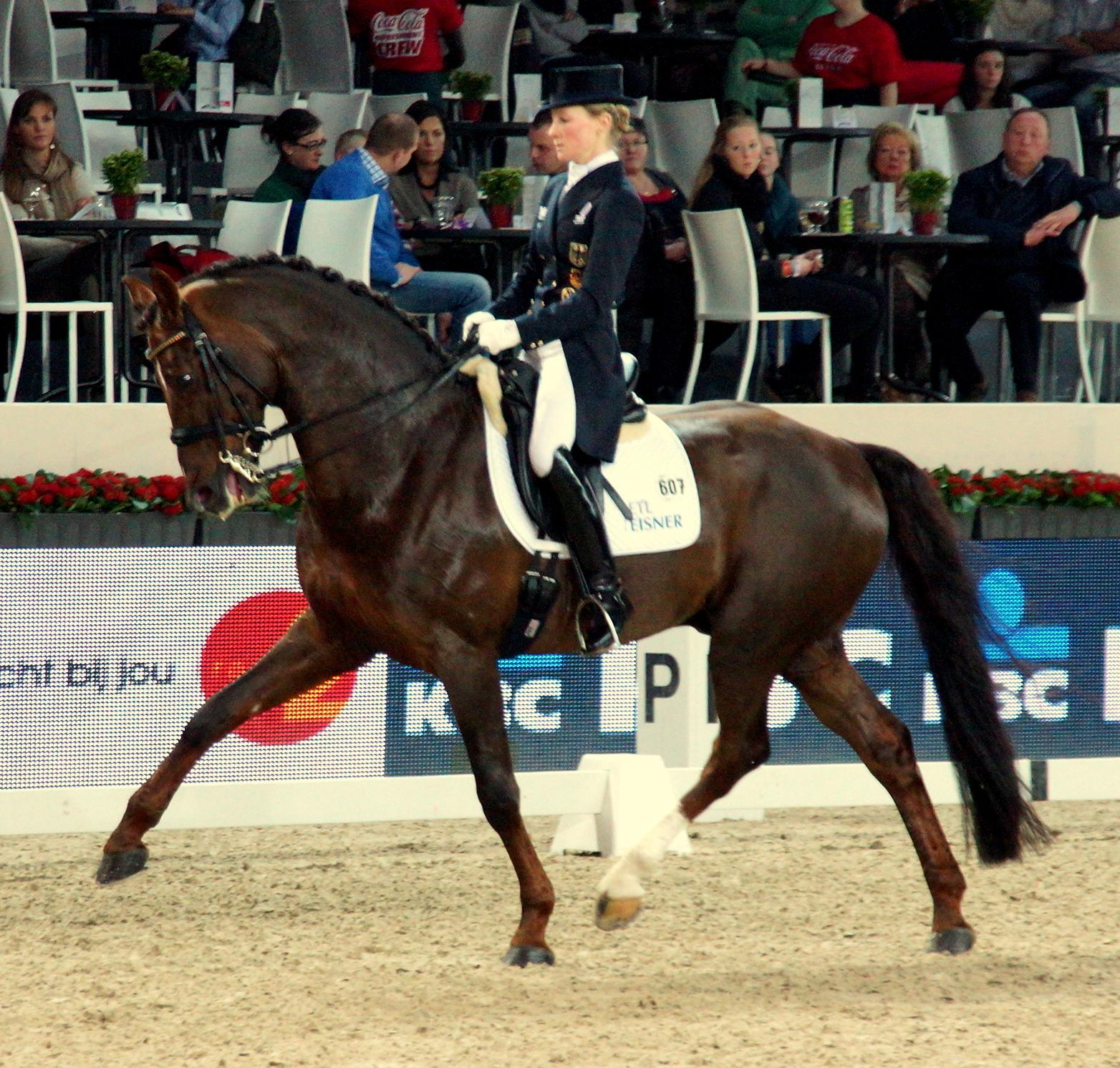
Dunkelfuchs

Der Fuchs hat ein braunes oder rötliches Fell und gleichfarbiges oder helleres Langhaar. Die Hufe sind dunkel, die Augen dunkel- bis hellbraun. Füchse gibt es in vielen verschiedenen Schattierungen: Lichtfuchs, Hellfuchs, Kupferfuchs, Rotfuchs, Dunkelfuchs, Kohlfuchs und Fuchs.

### Falbe

#### Fuchsfalbe

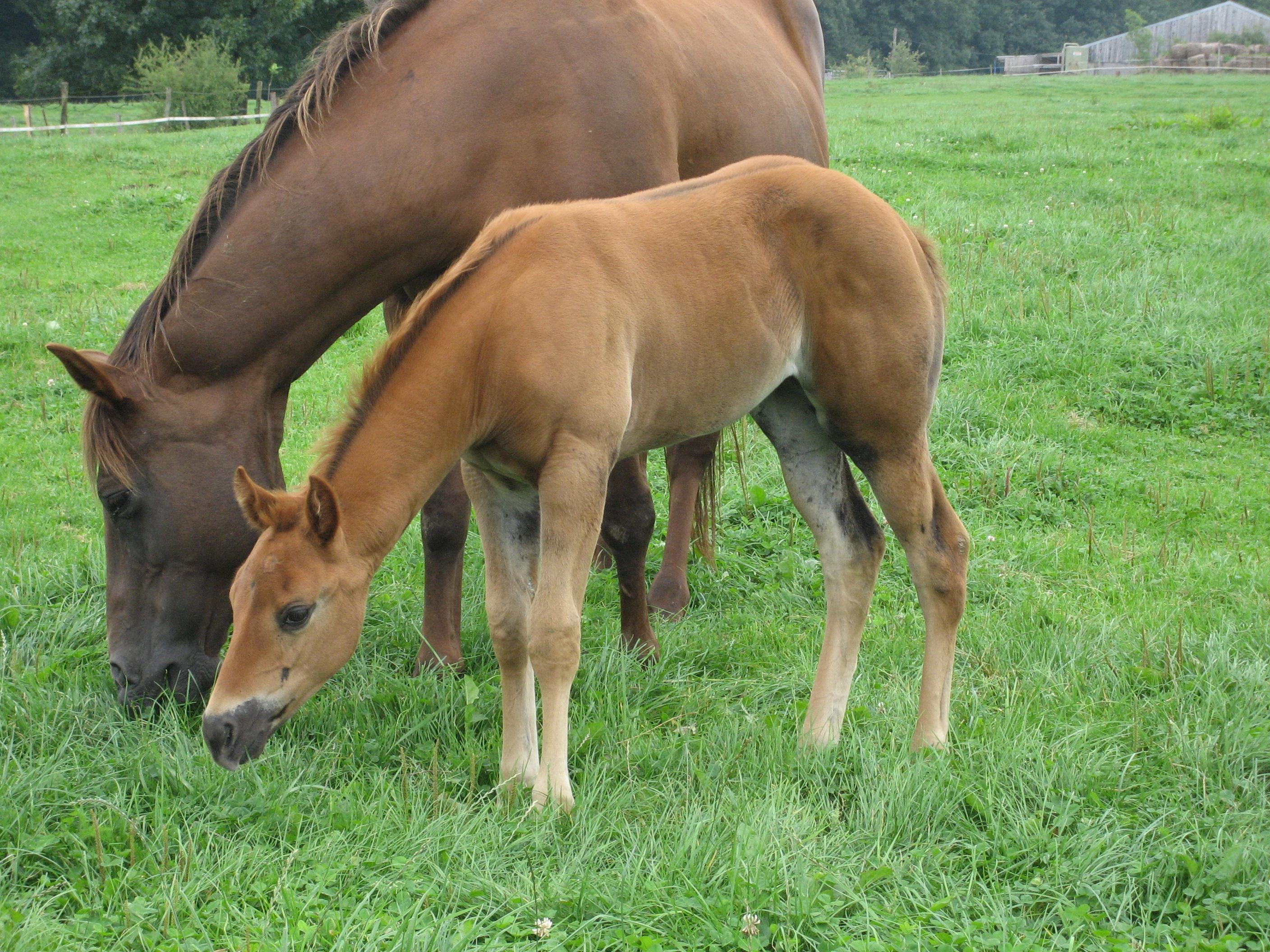
Fuchsfalbe mit Fohlenfell
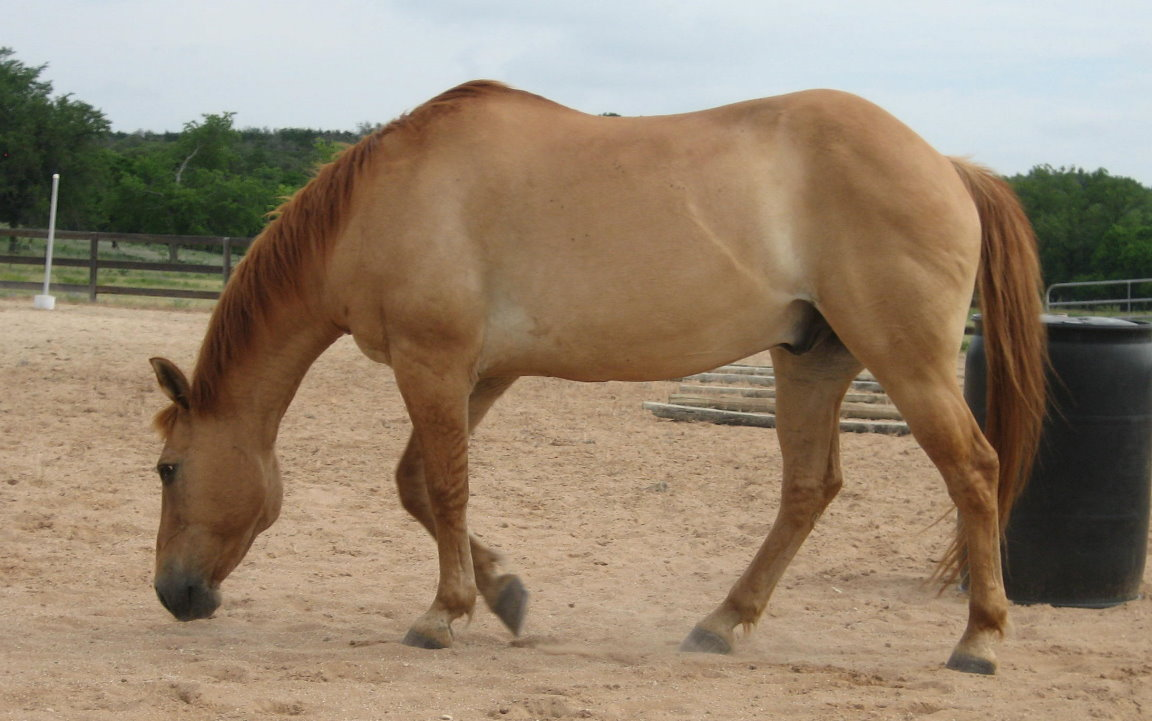
Normaler Fuchsfalbe
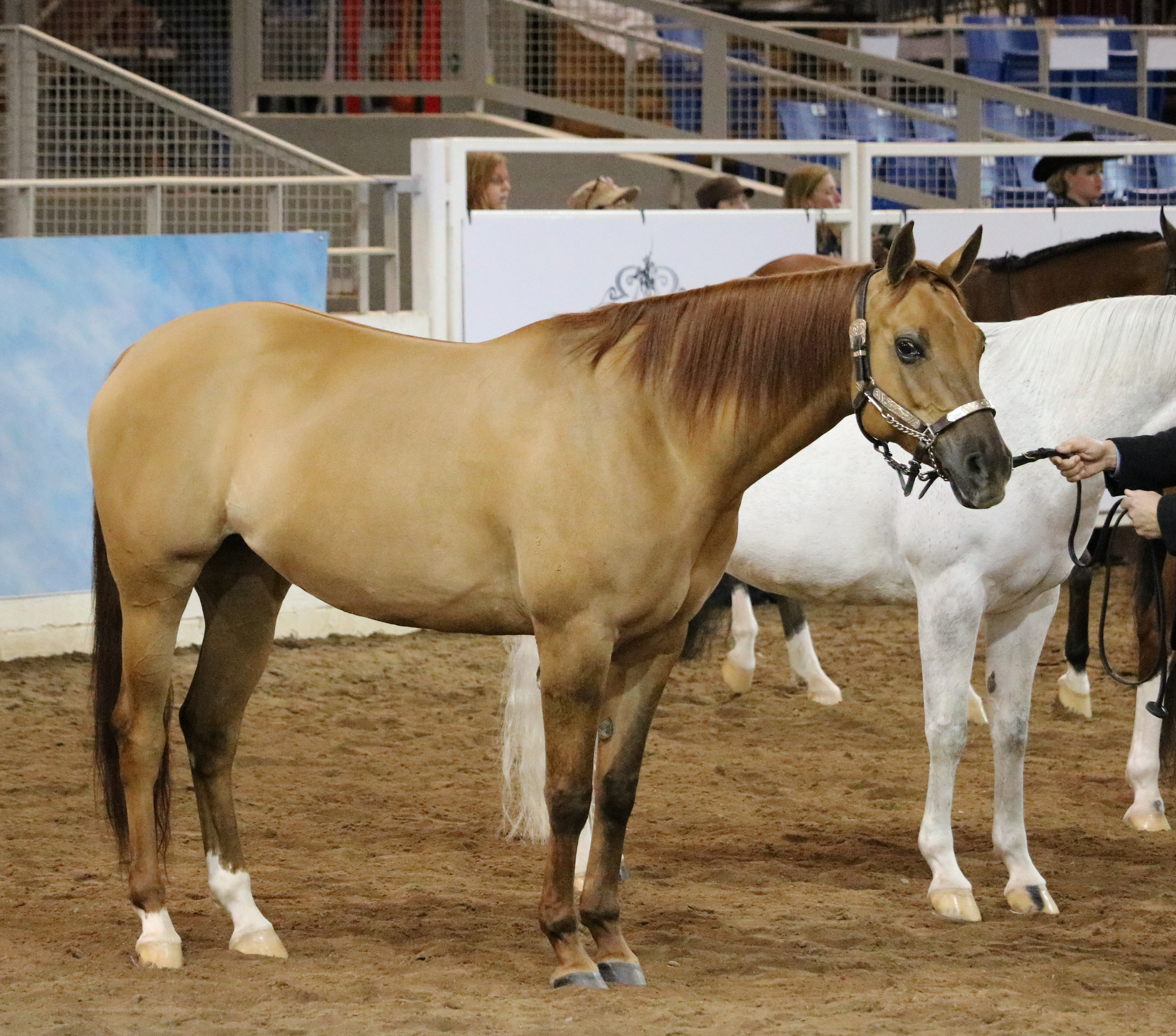
Normaler Fuchsfalbe
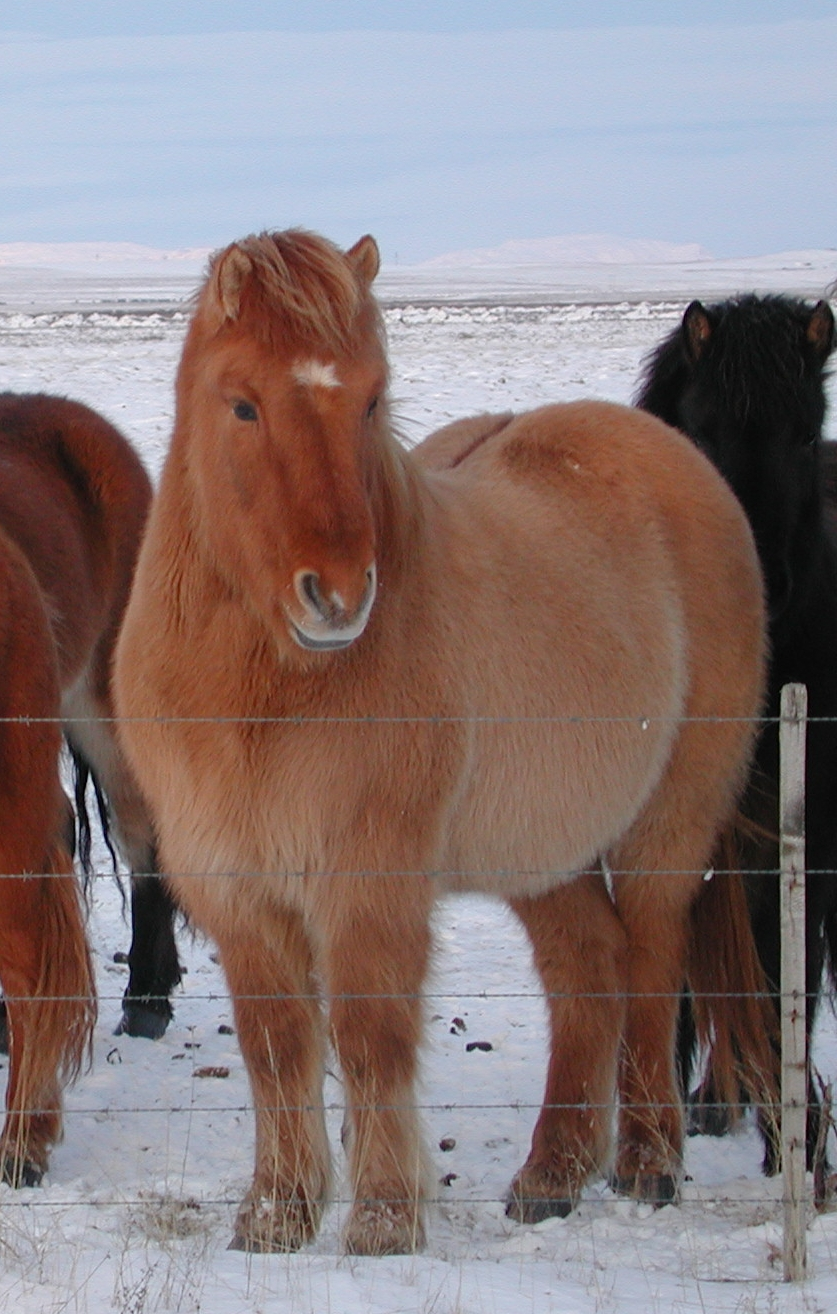
Dunkler Fuchsfalbe, Aalstrich gut sichtbar

Der Fuchsfalbe (engl. Red Dun) ist ein durch das Dun-Gen aufgehellter Fuchs. Er ist erkennbar an der fuchsfarbenen Mähne, sandfarbenem Körper, dem braunen Aalstrich auf der Mitte des Rückens und manchmal auch braunen Zebrastreifen an den Beinen und Schulterkreuz.

#### Braunfalbe

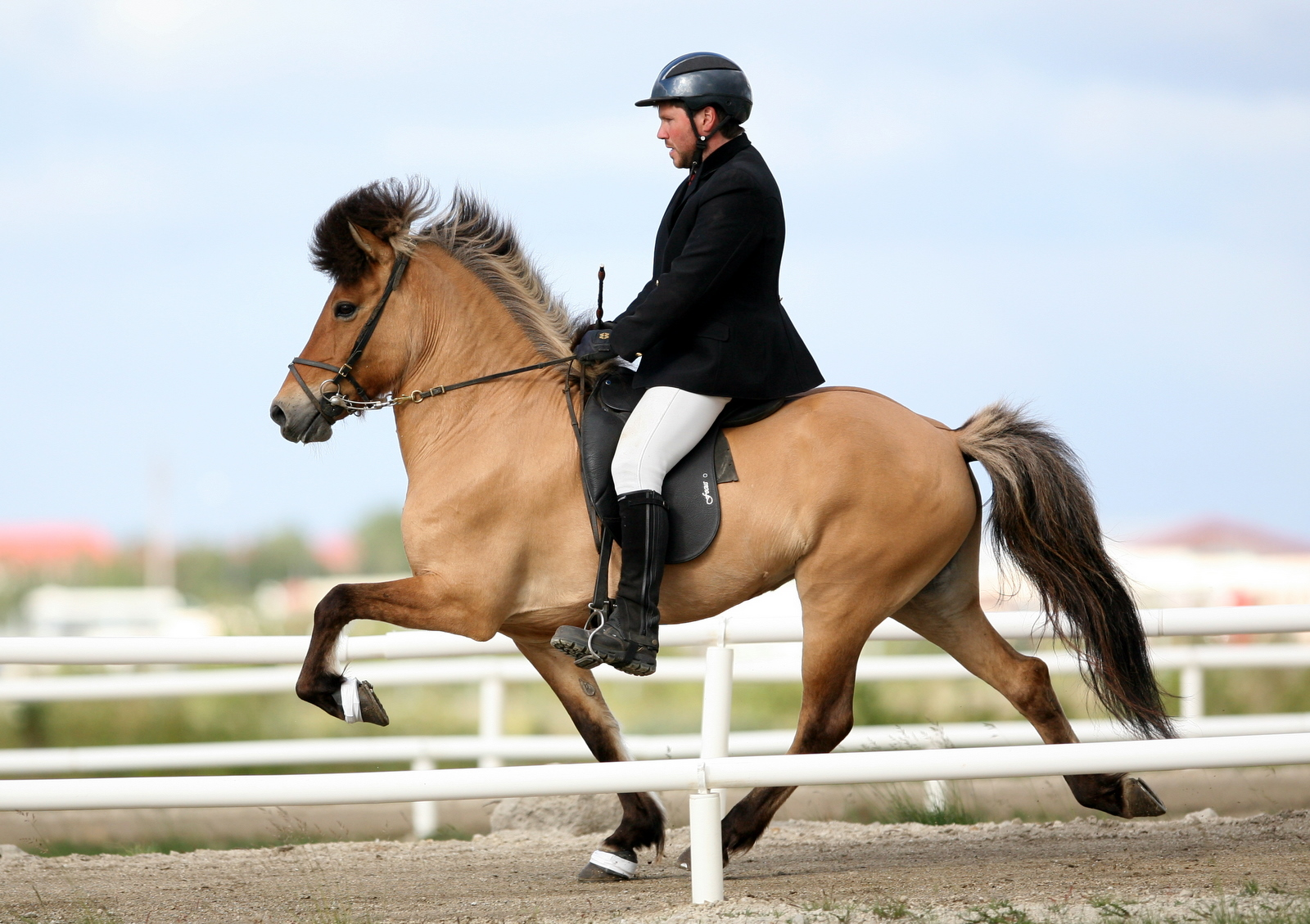
Heller Braunfalbe
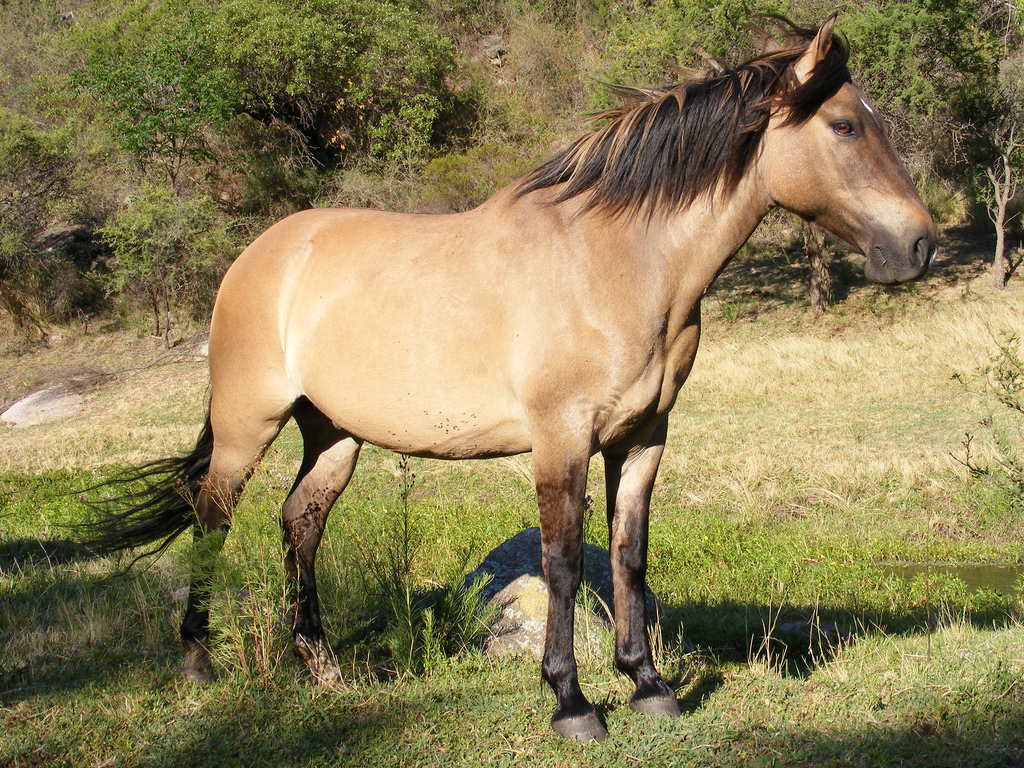
Normaler Braunfalbe
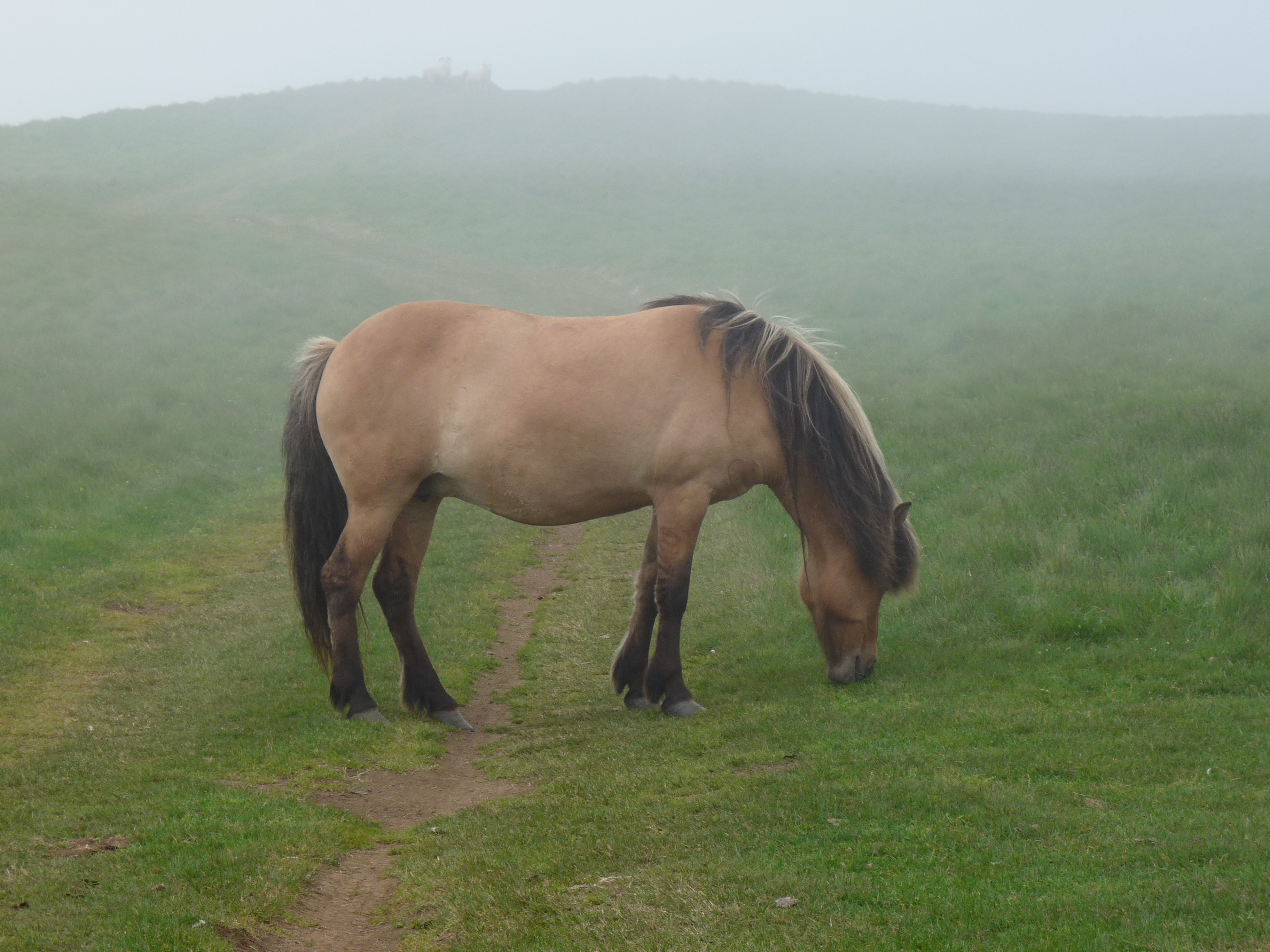
Normaler Braunfalbe
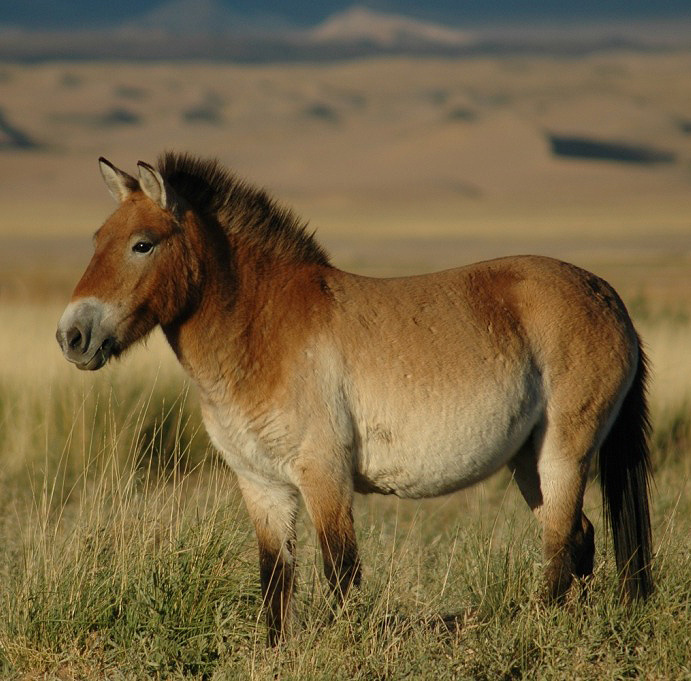
Alle Przewalski-Pferde sind Braunfalben

Der Braunfalbe (engl. Bay Dun), erkennbar an der zweifarbigen Mähne, dem dunklen Aalstrich auf der Mitte des Rückens und manchmal auch Zebrastreifen an den Beinen und Schulterkreuz. Es handelt sich um einen durch das Dun-Gen aufgehellten Braunen.

#### Mausfalbe

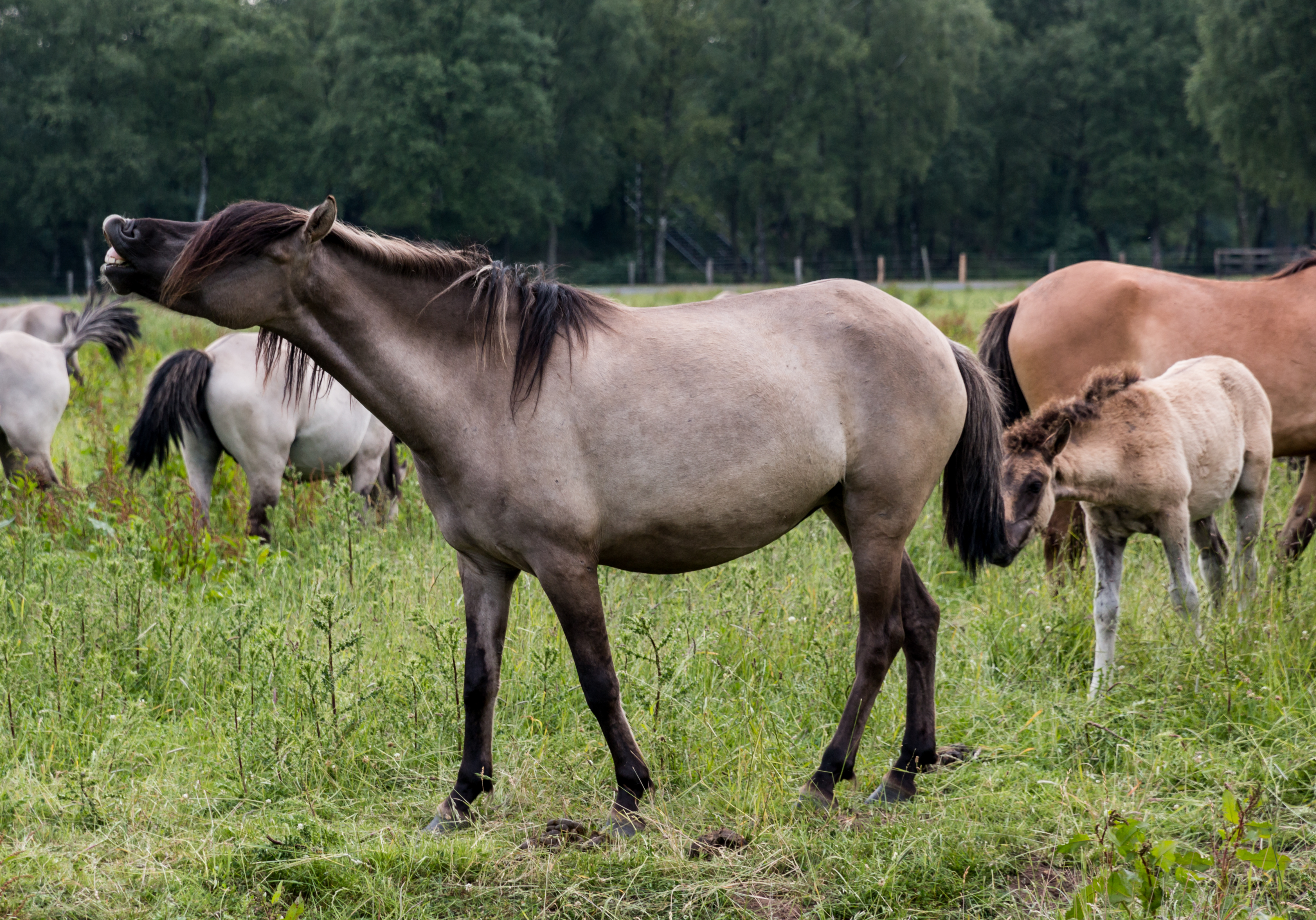
Normaler Rappfalbe
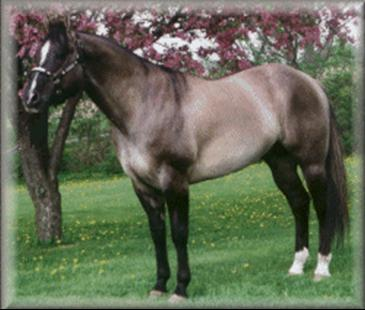
Rappfalbe mit ausgeprägtem Schulterkreuz
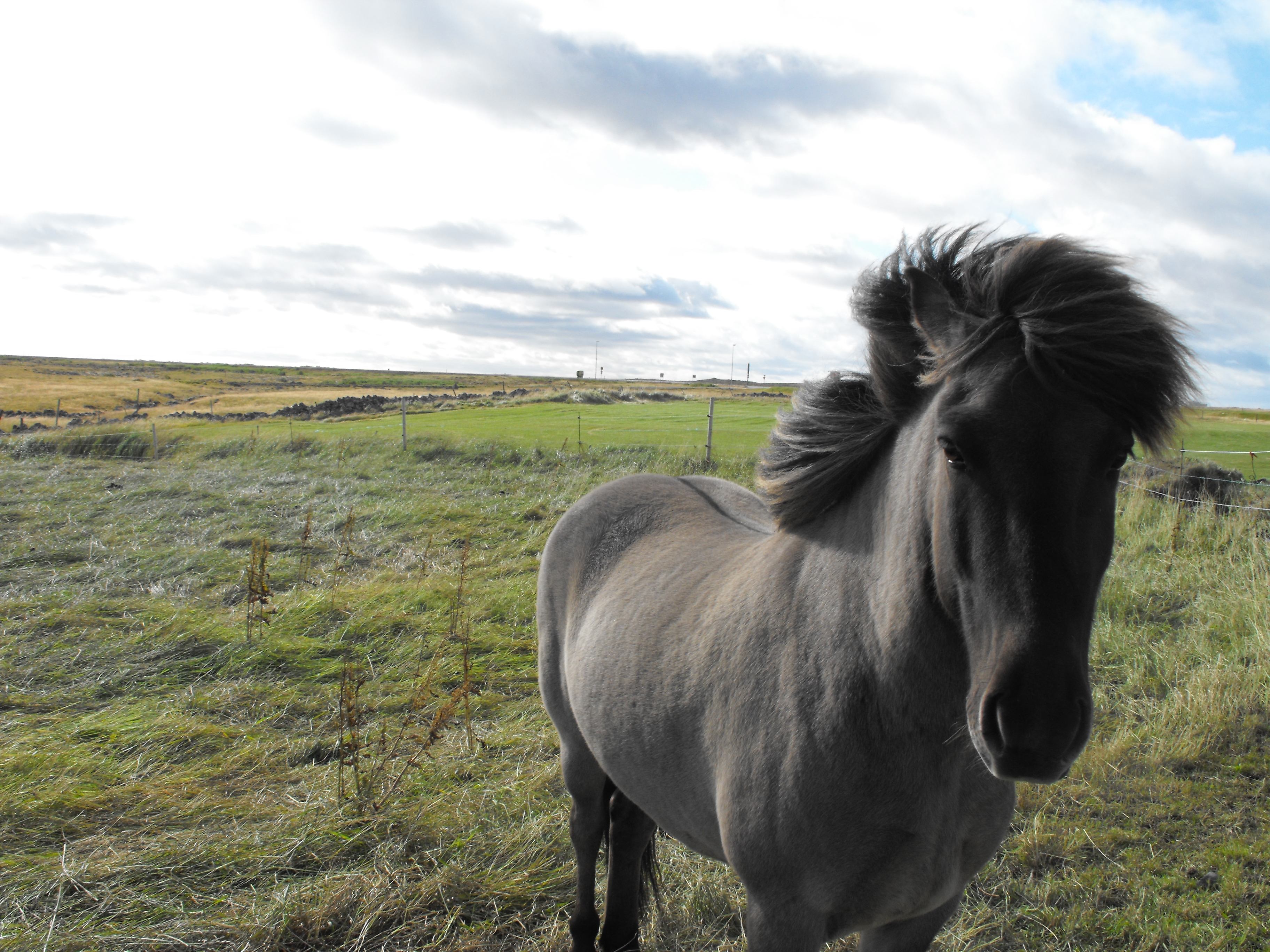
Dunkler Rappfalbe, Aalstrich gut erkennbar
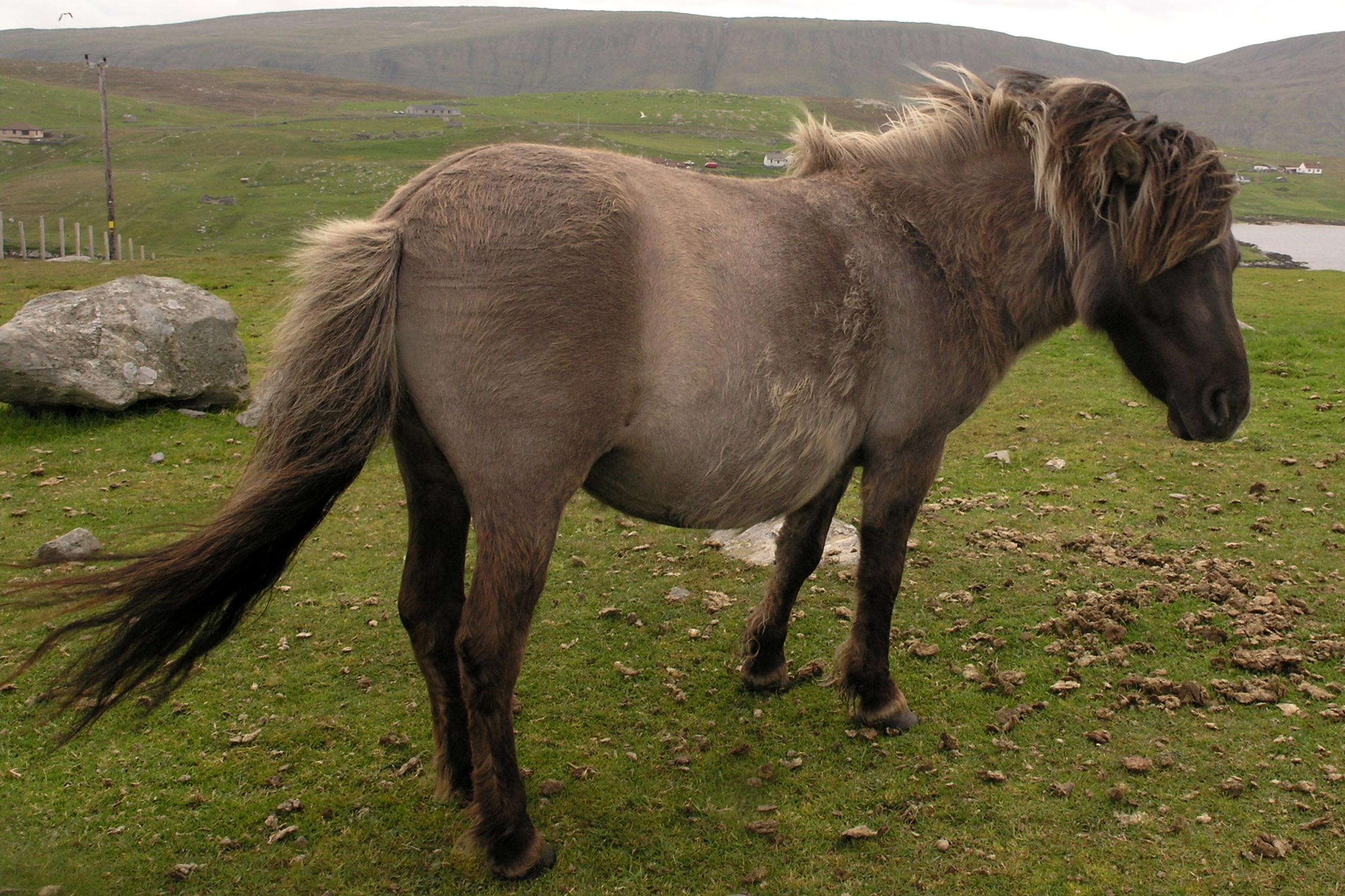
Normaler Rappfalbe

Der Mausfalbe (engl. Grullo) ist erkennbar an der zweifarbigen Mähne, dem dunklen Aalstrich auf der Mitte des Rückens und manchmal auch Zebrastreifen an den Beinen und Schulterkreuz. Er wird auch Rappfalbe oder Graufalbe genannt.

### Schimmel

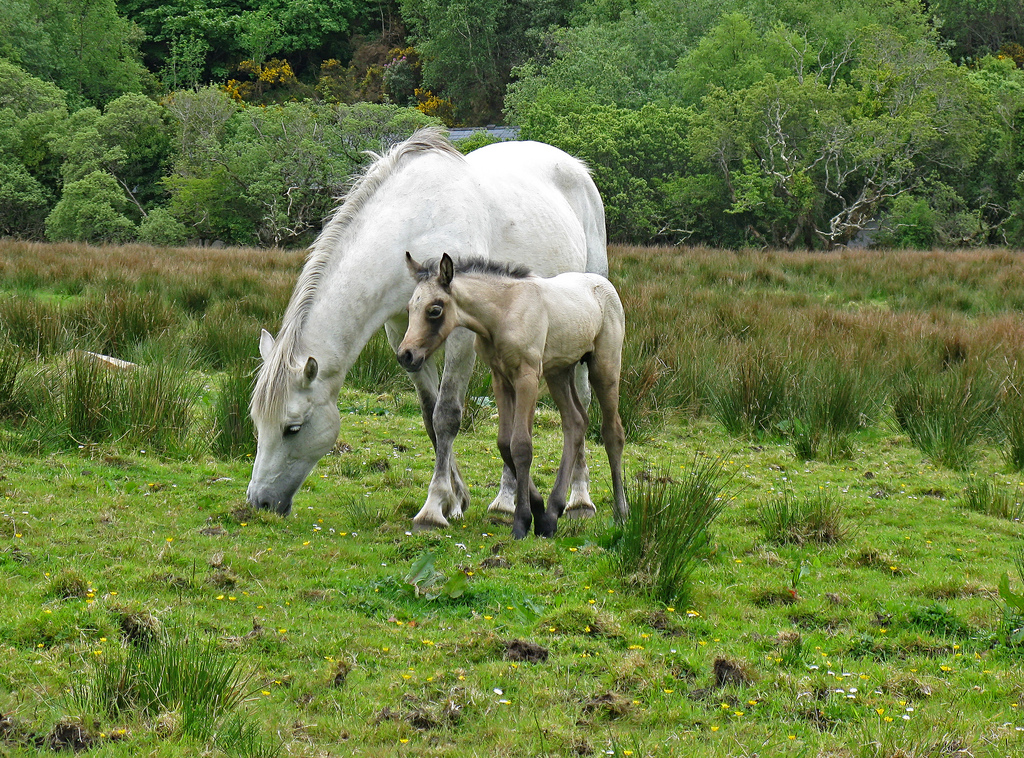
Schimmelstute mit Schimmelfohlen
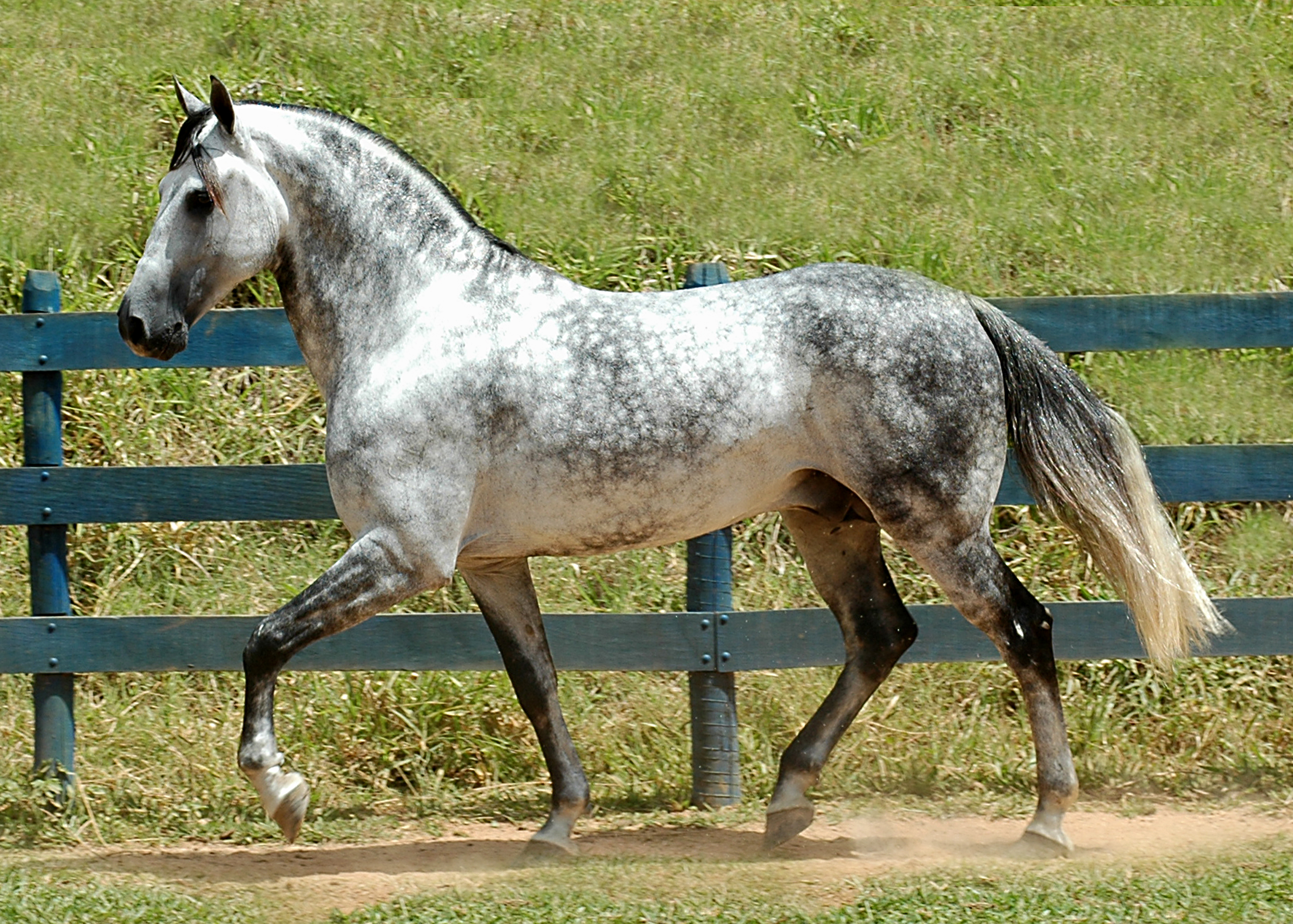
Apfelschimmel
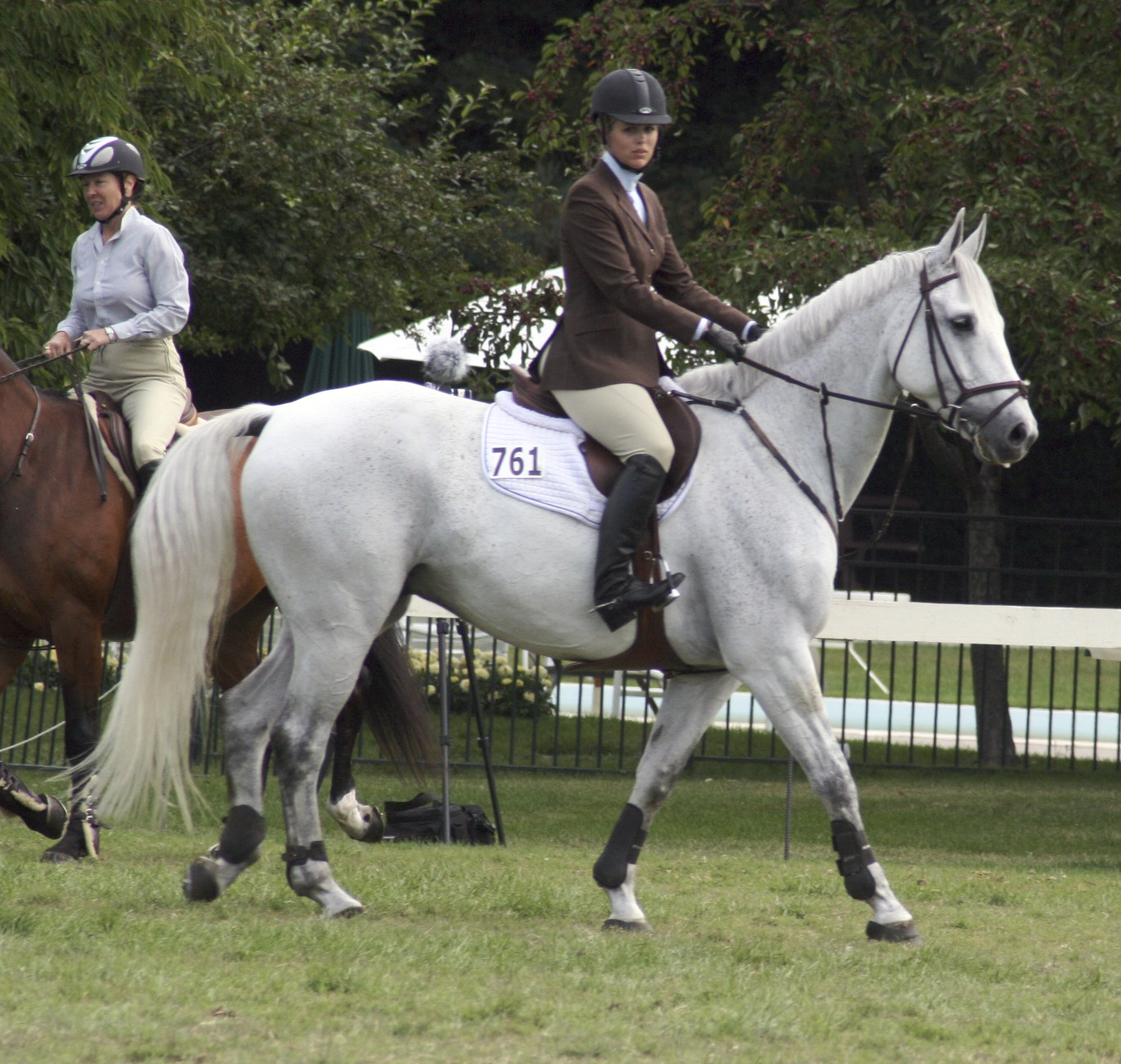
Vollständig ausgeschimmelt
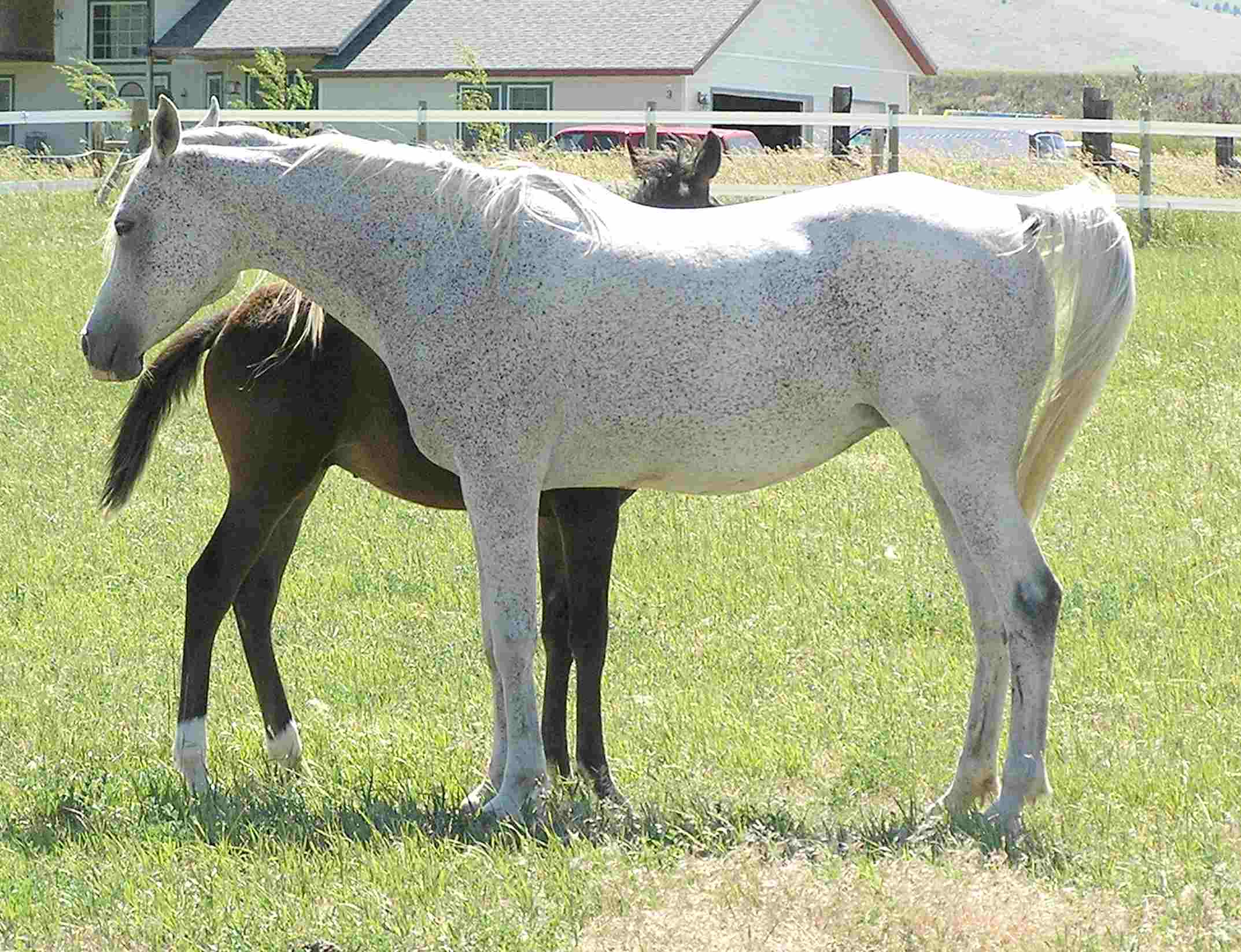
Fliegenschimmel

Schimmel kommen mit einer beliebigen Fellfarbe zur Welt und „schimmeln“ dann im Laufe der Jahre aus, bis sie komplett weiß sind. Das Erscheinungsbild ändert sich über die Jahre. Je nach Färbung während des Prozesses wird unter anderem von Forellenschimmel, Fliegenschimmel und Apfelschimmel gesprochen.

### Isabellen

#### Isabelle

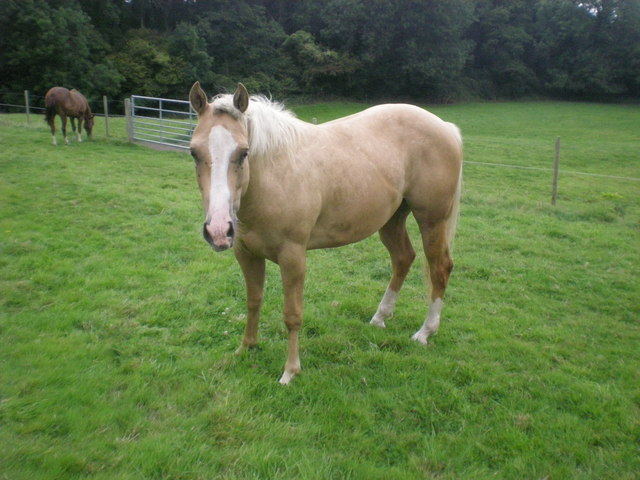
Heller Isabelle
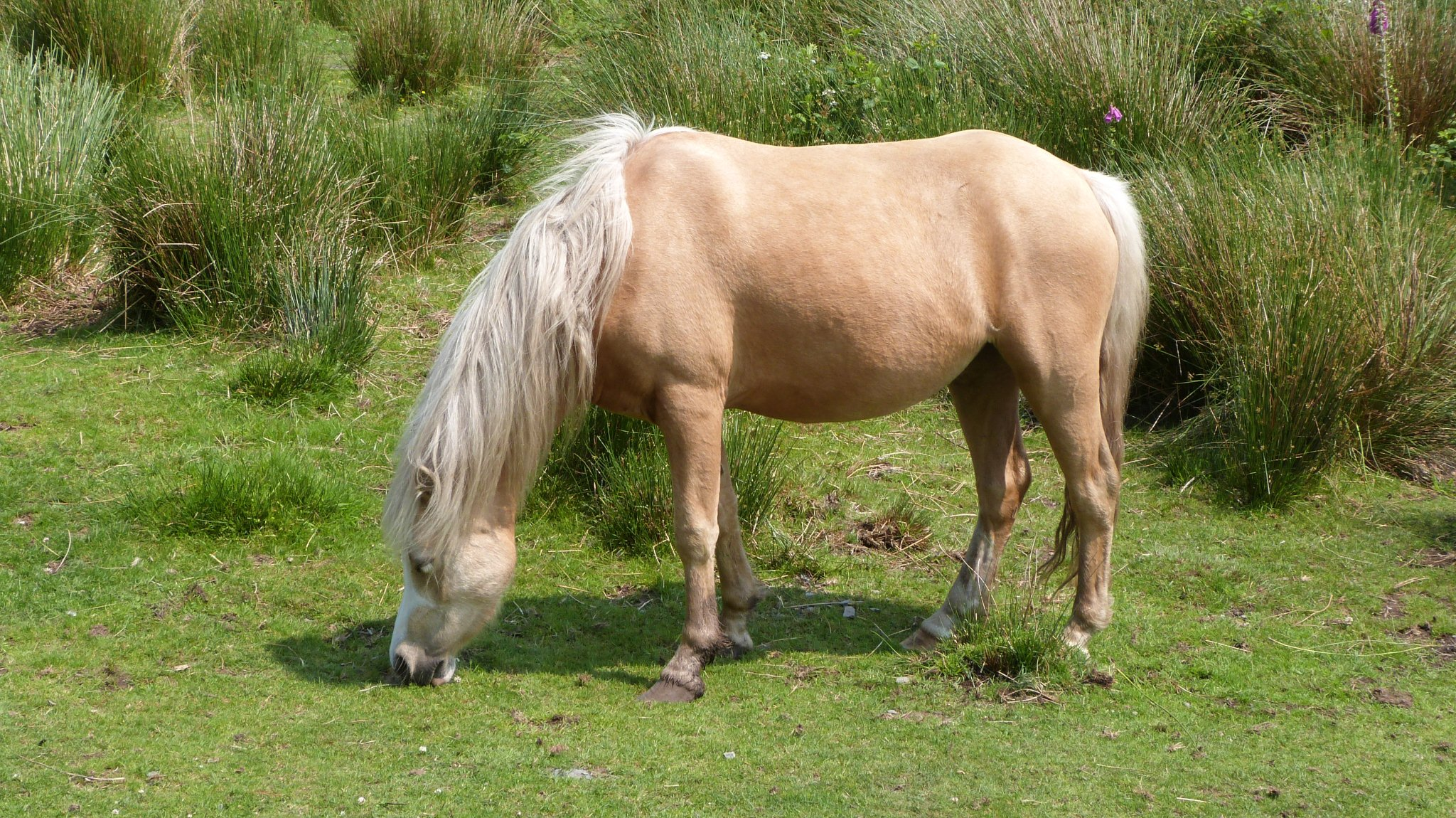
Normaler Palomino
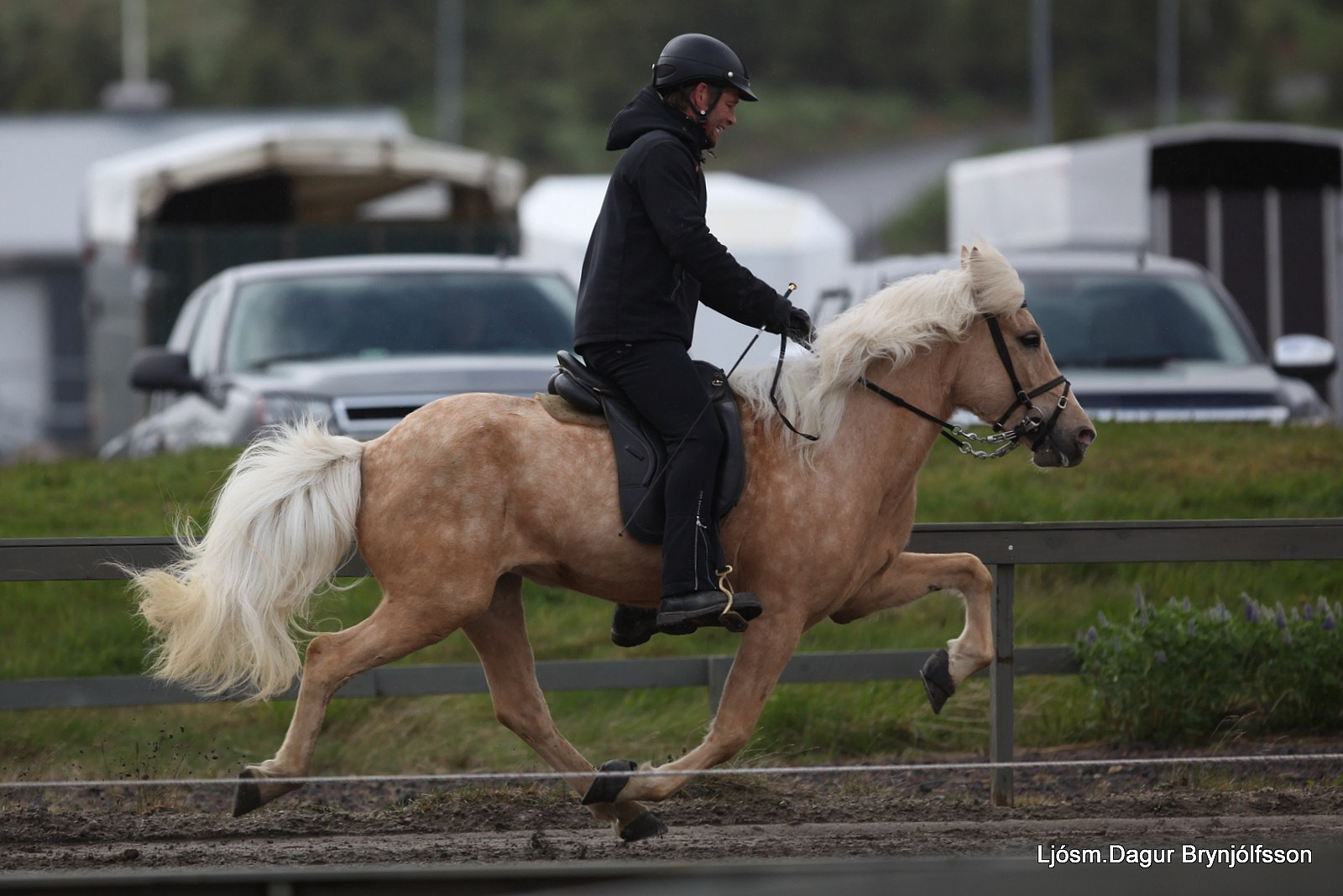
Palomino mit Äpfelung
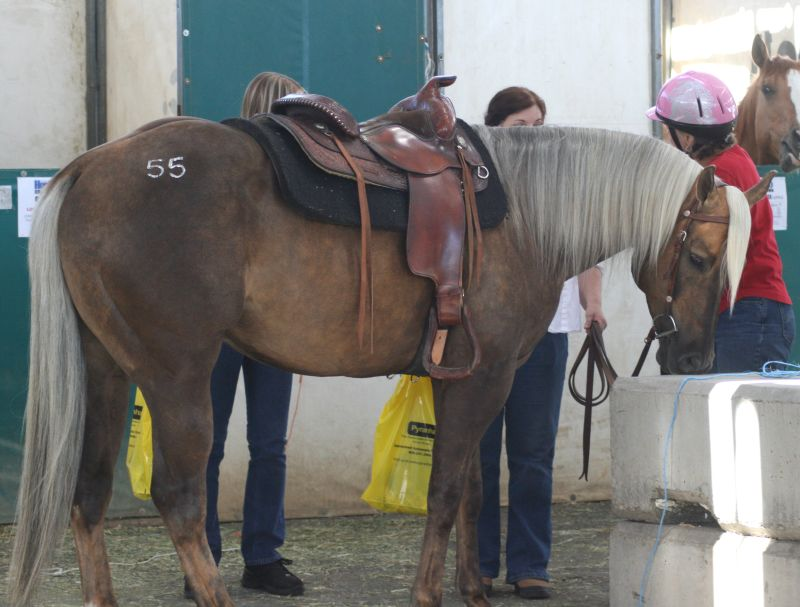
Palomino mit Smutty

Isabell und die englische Bezeichnung Palomino werden oft synonym verwendet. Isabellen sind durch das Cream-Gen aufgehellte Füchse. Bei Isabellen ist das Kurzhaar gelblich bis goldgelb, während Mähne und Schweif cremefarben oder weiß sind. Die Augen der Pferde sind braun.

#### Braunisabell

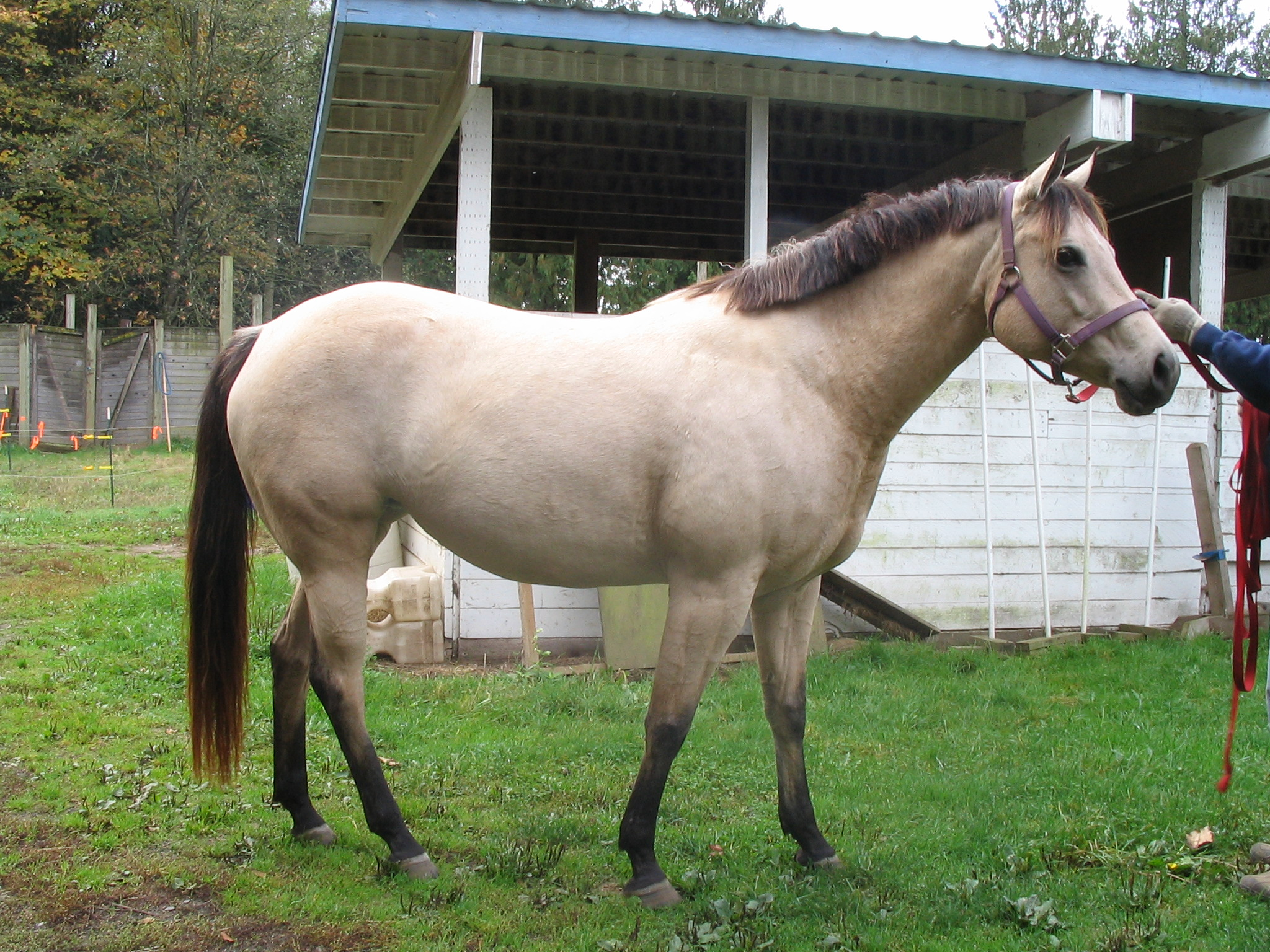
Heller Braunisabelle
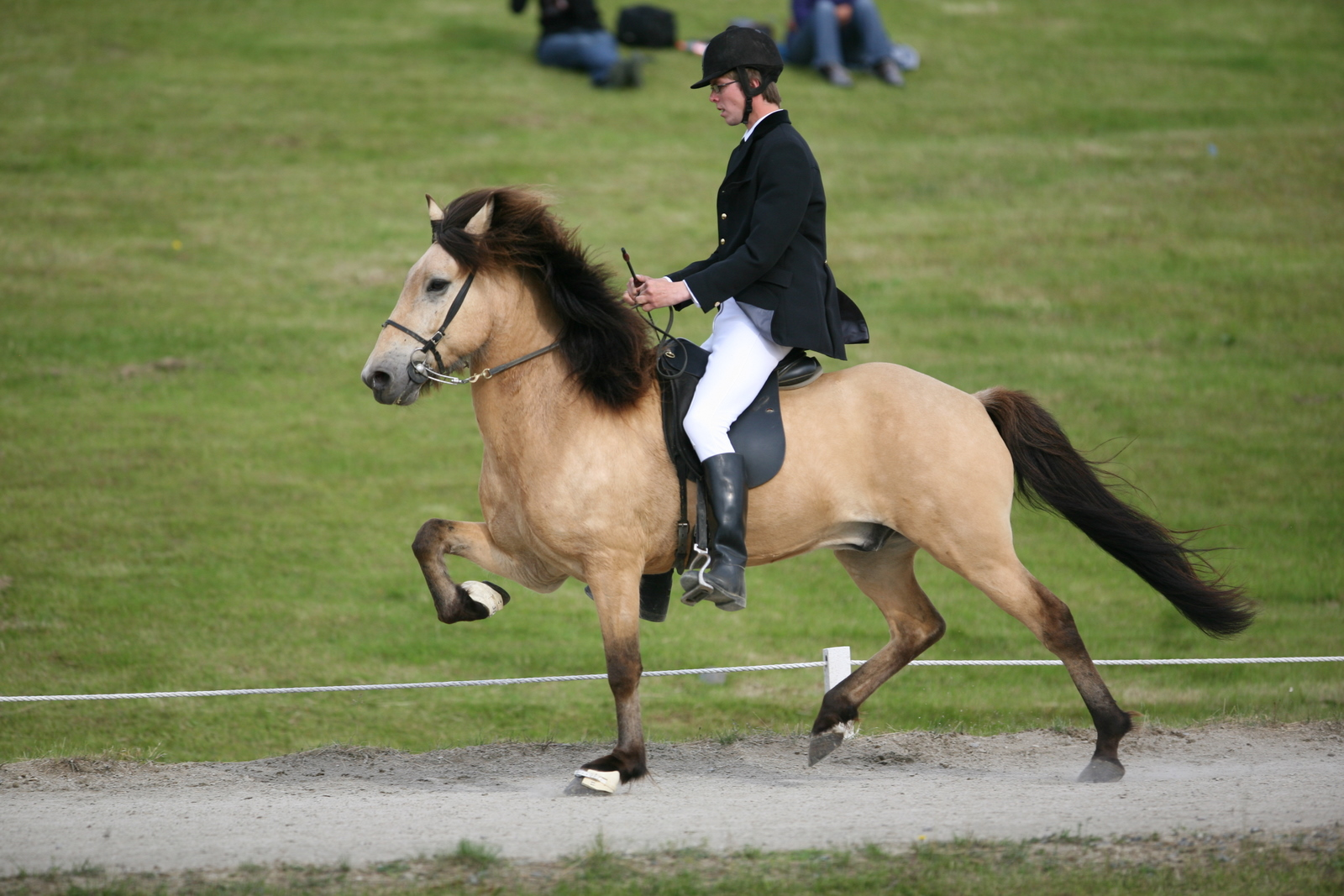
Normaler Braunisabelle
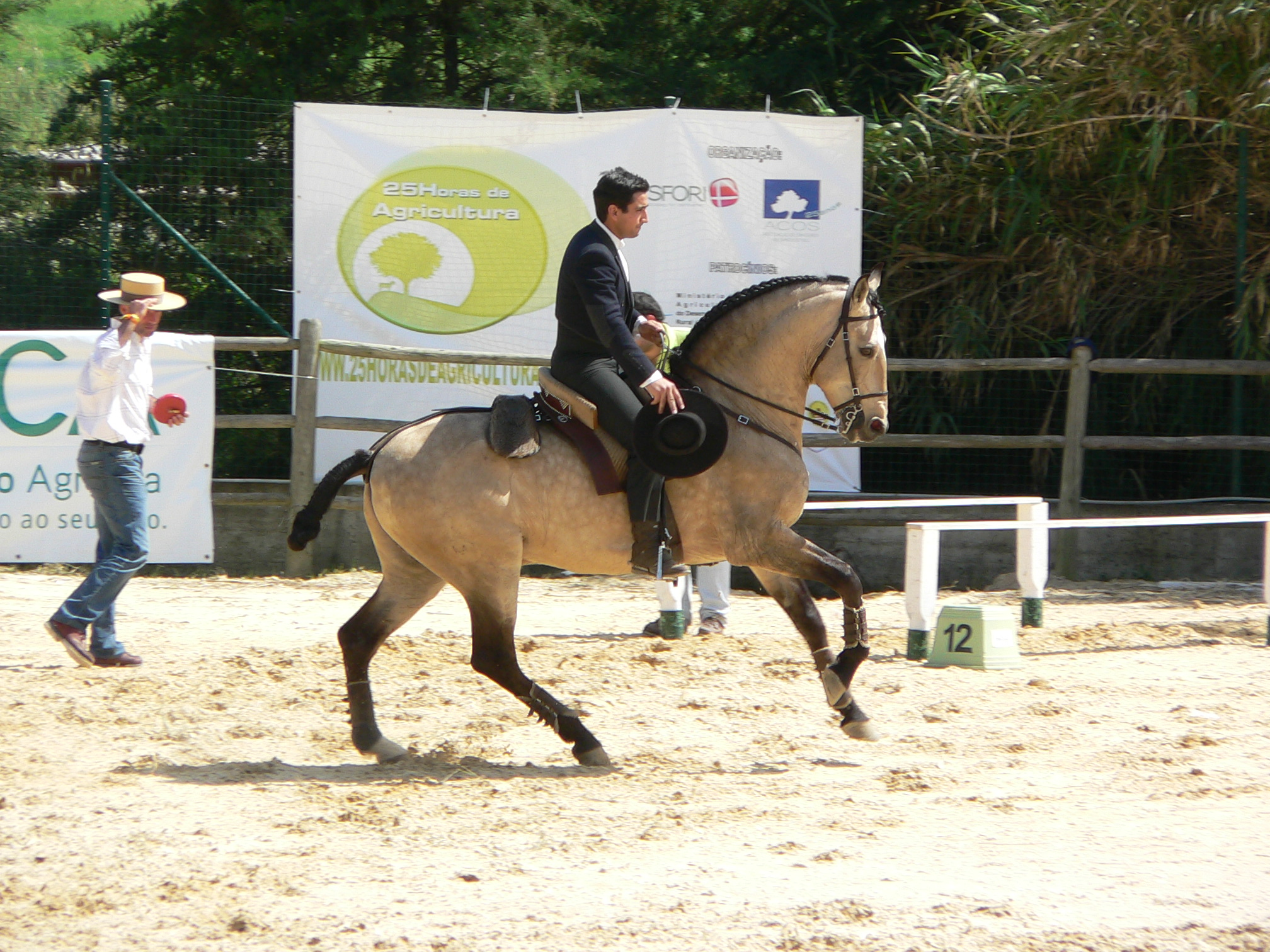
Normaler Braunisabelle
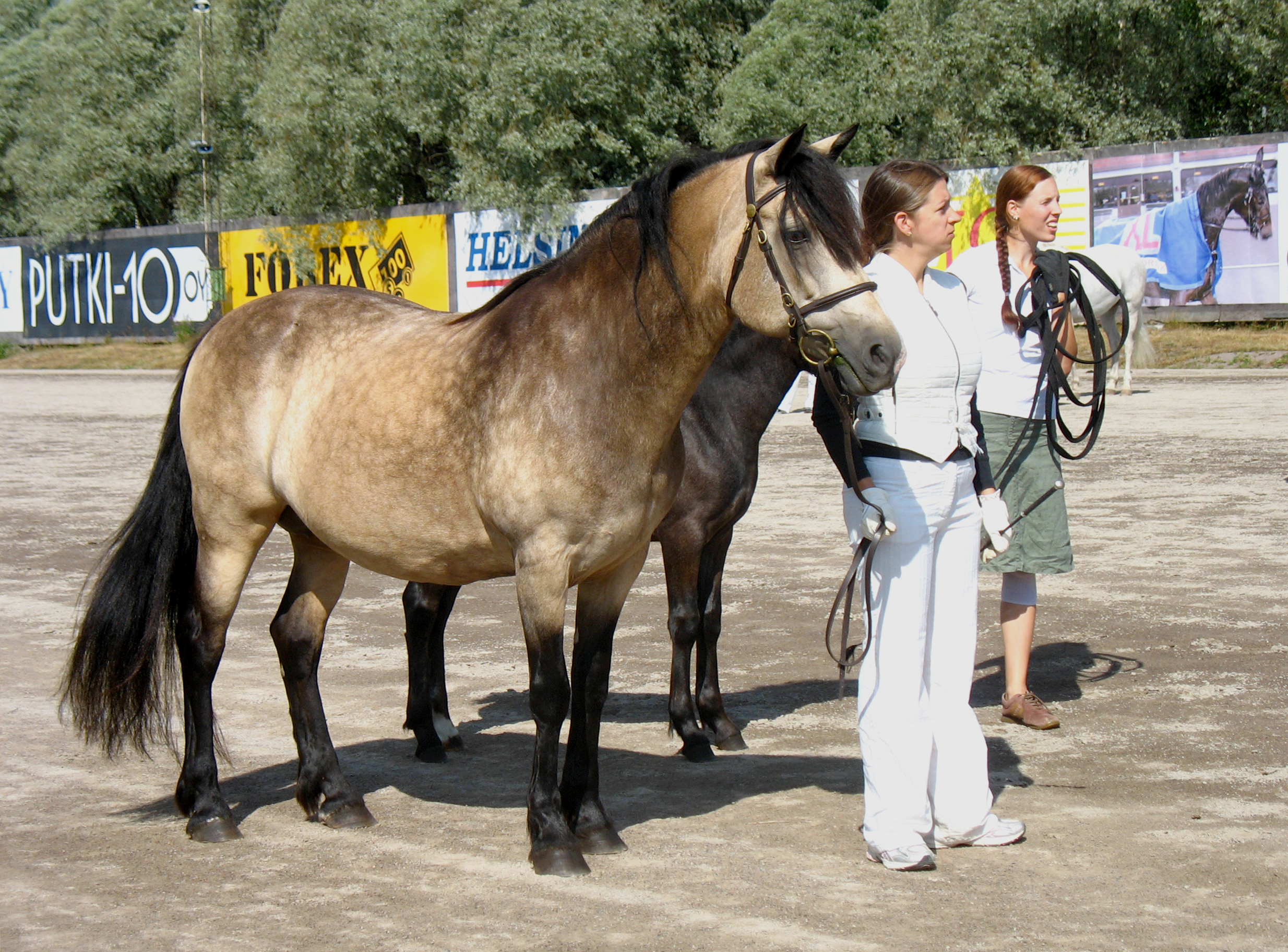
Braunisabelle mit Smutty

Als Braunisabell (engl. Buckskin) bezeichnet man durch das Cream-Gen bedingte Aufhellung bei Braunen. Das Kurzhaar ist goldbraun, das Langhaar schwarz.

#### Leuchtrappe
Ein Leuchtrappe (engl. Smoky Black) ist ein Rappe, der durch das Cream-Gen aufgehellt wurde. Eine Unterscheidung mit einem normalen Rappen ist meist nur durch einen Gentest möglich.

#### Weißisabell

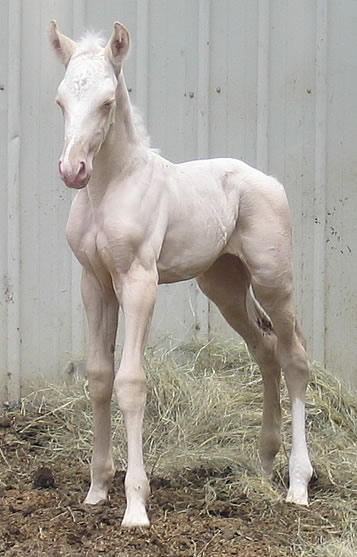
Weißisabell-Fohlen
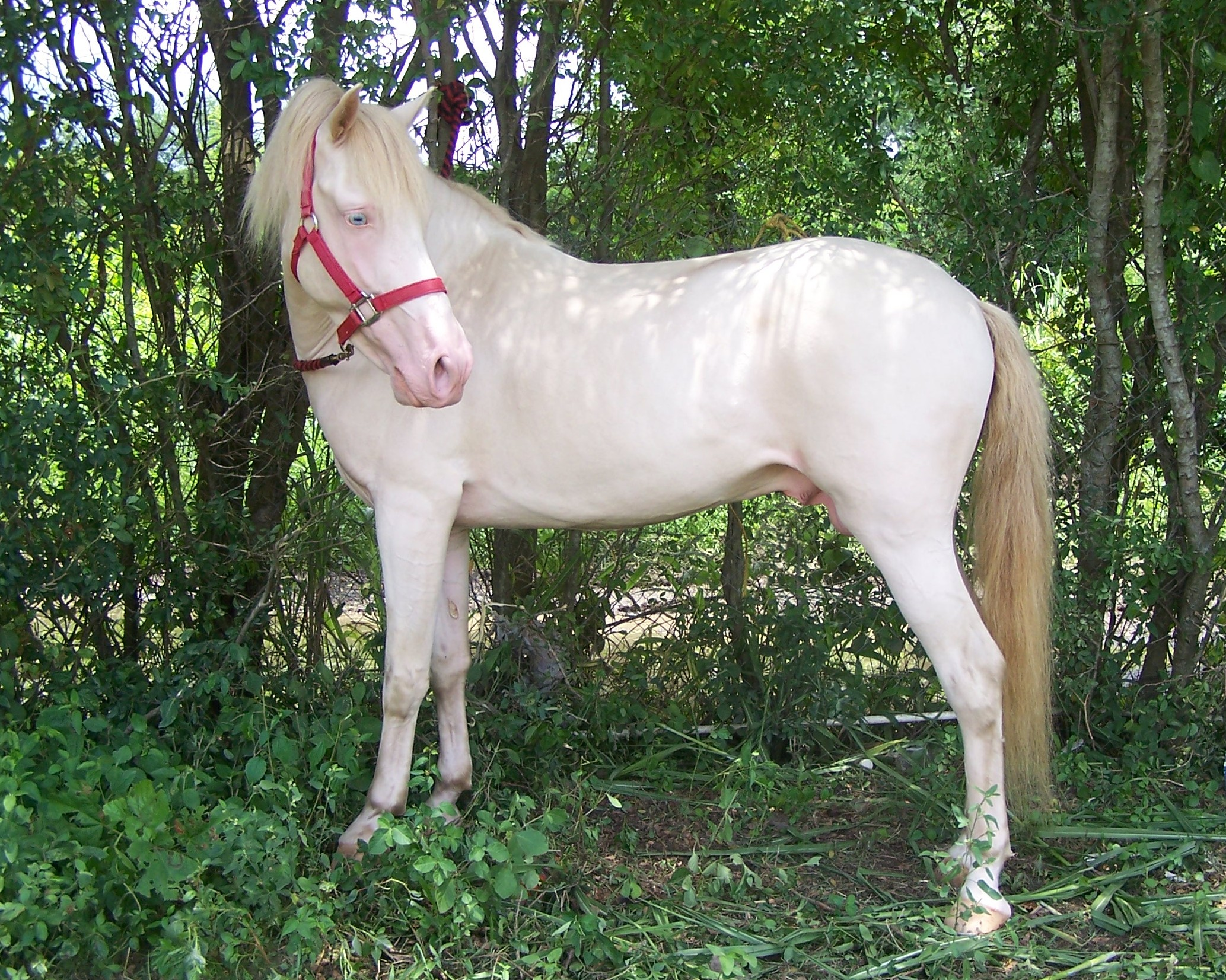
Perlino
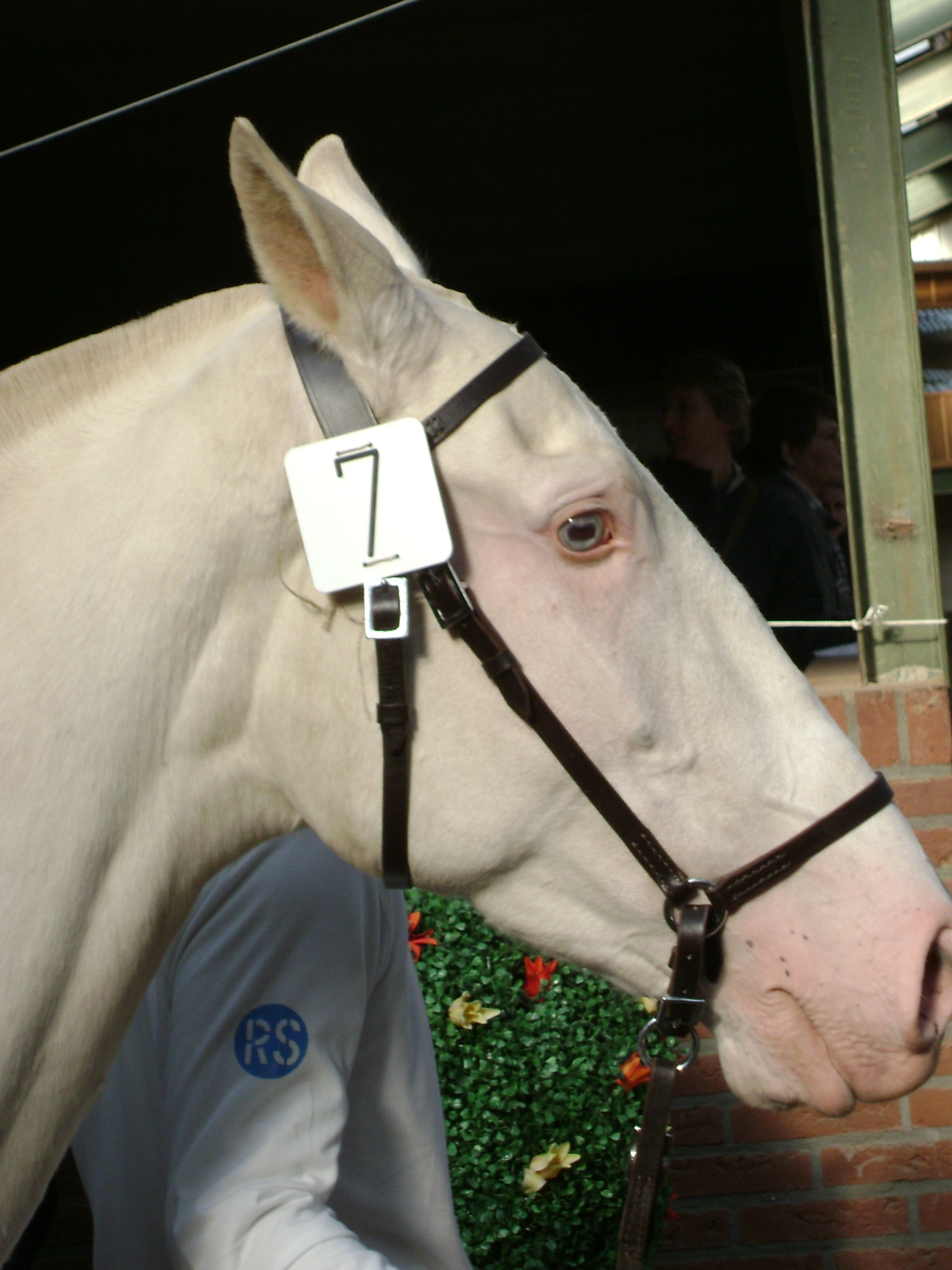
Rosa Haut um Augen und Nase
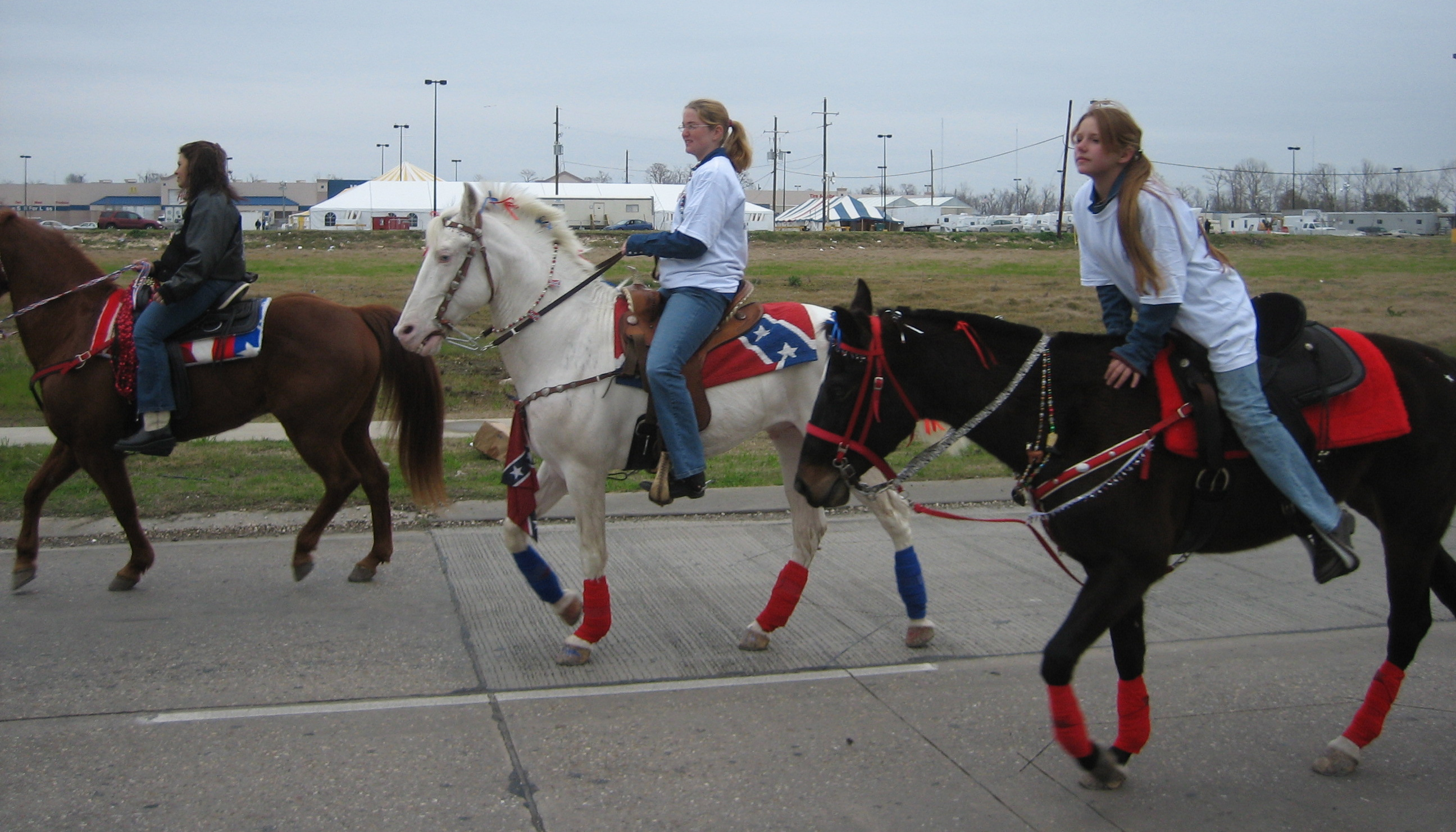
Doppelt aufgehellt (Mitte)

Weißisabellen, auch Cremello, sind Füchse, die durch ein zweifach vertretenes Cream-Gen doppelt aufgehellt werden. Ein Perlino ist ein doppelt aufgehellter Brauner und ein Smoky Cream ist ein doppelt aufgehellter Rappe. In der Regel lassen sich diese Farben äußerlich nicht unterscheiden. Sie unterscheiden sich von Schimmeln durch die typische rosa Haut um Augen und Nase.

### Weitere Aufhellungsgene
- Champagne (Gold Champagne, Amber Champagne, Classic Champagne)
- Windfarben (Rappwindfarben bzw. Silver Black, Braunwindfarben bzw. Silver Bay)
- Pearl

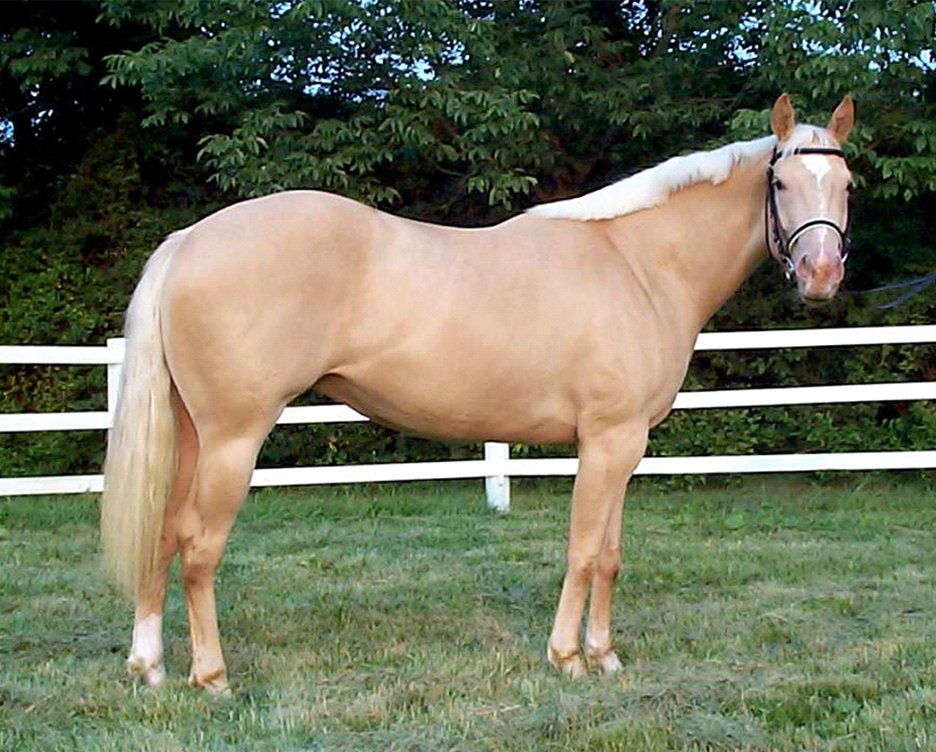
Farbe Gold Champagne
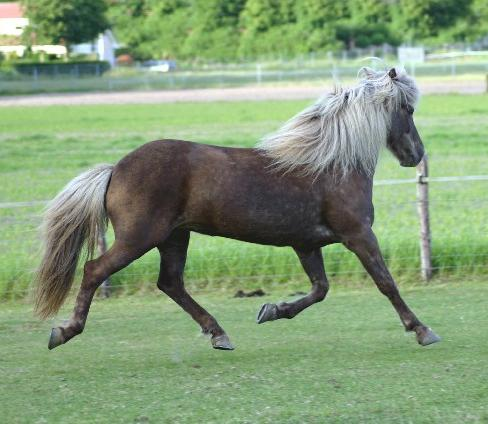
Rappwindfarbenes Pferd
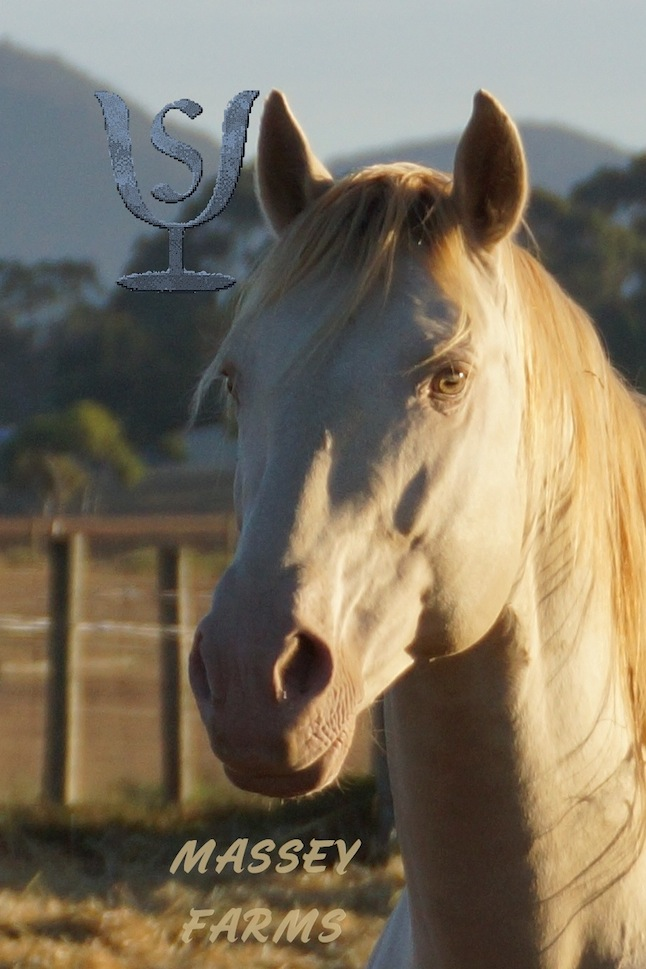
Pferd mit Pearl

### Scheckmuster

#### Tobiano, Plattenschecke

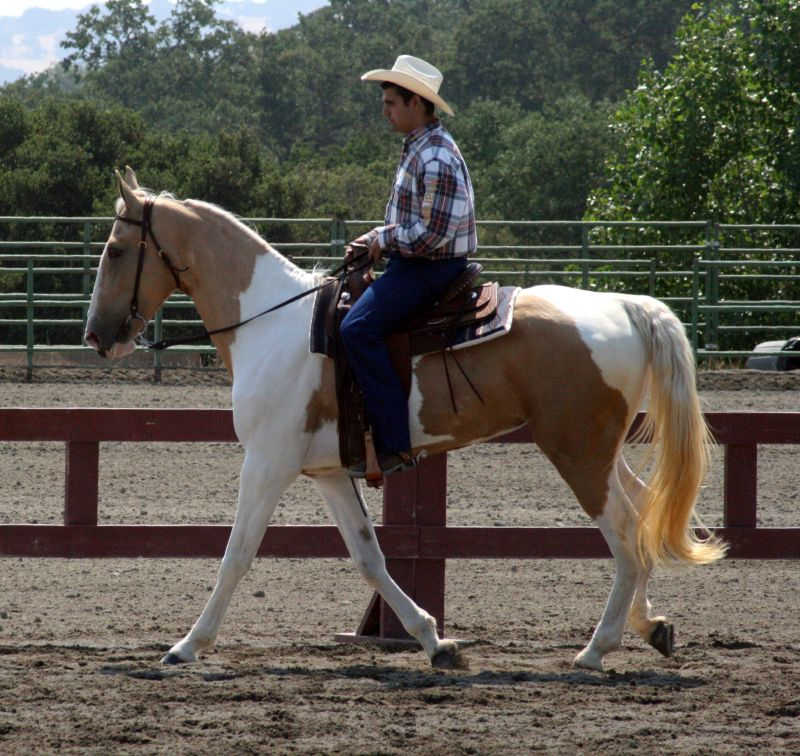
Palominoschecke
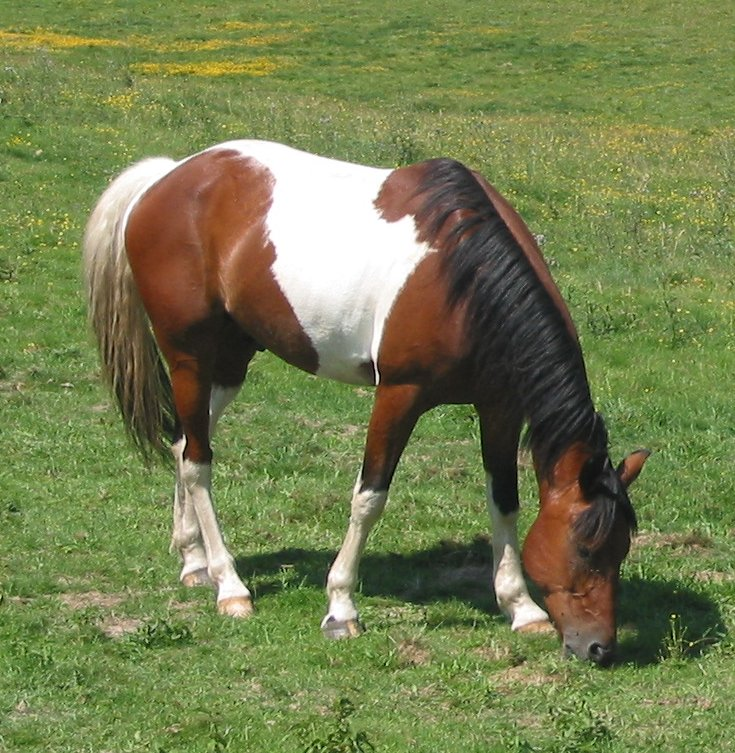
Braunschecke
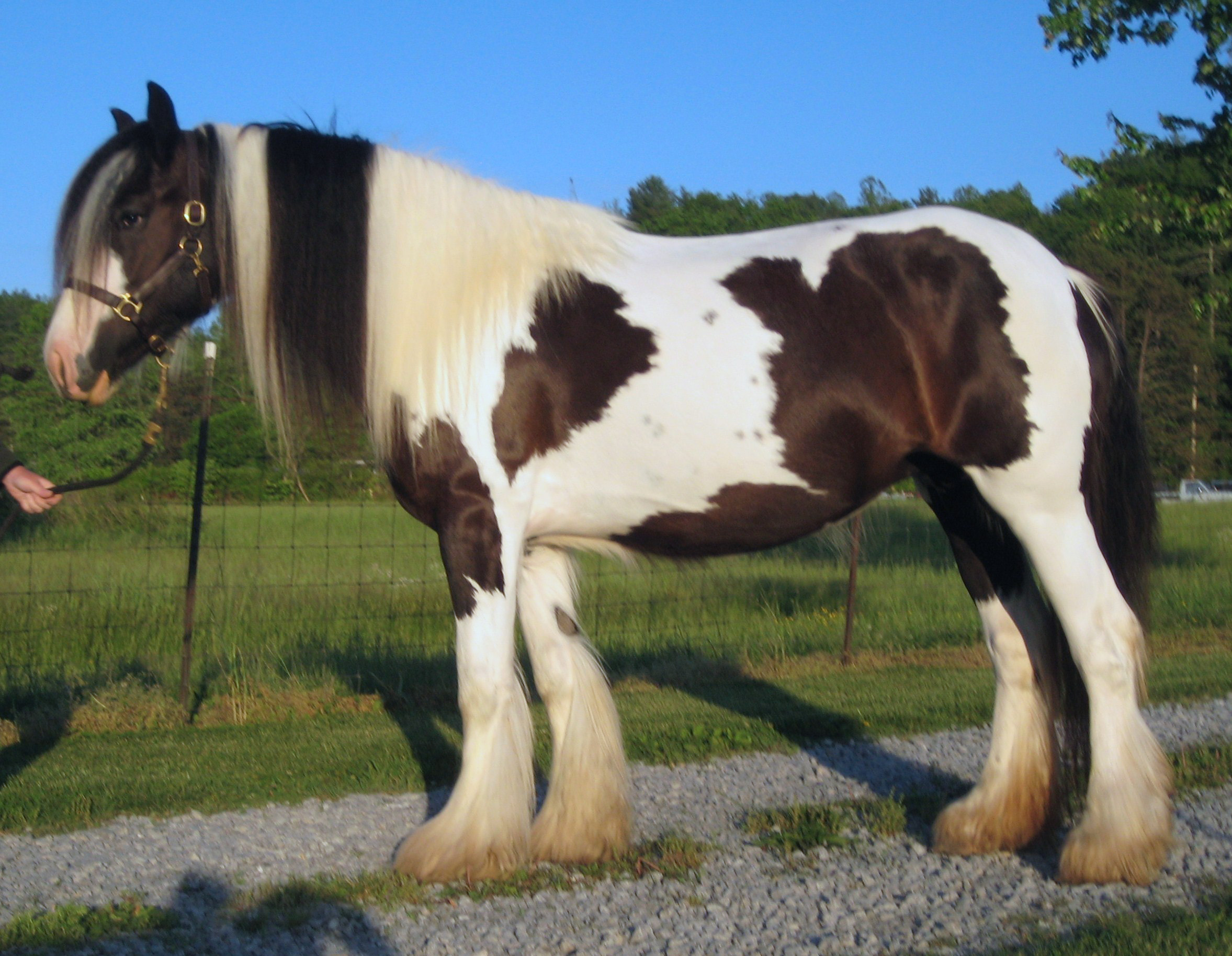
Rappschecke
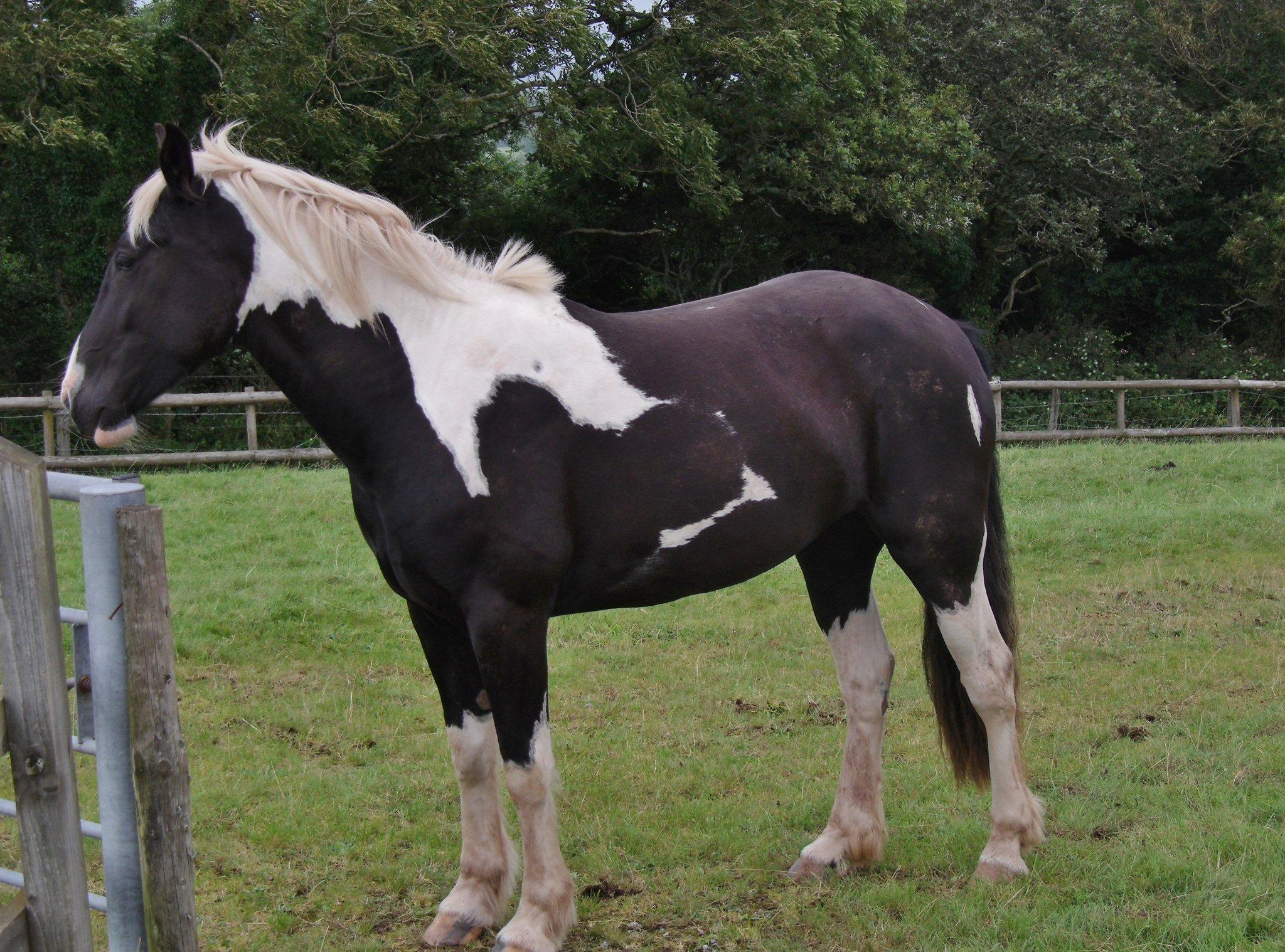
Rappschecke

#### Overo

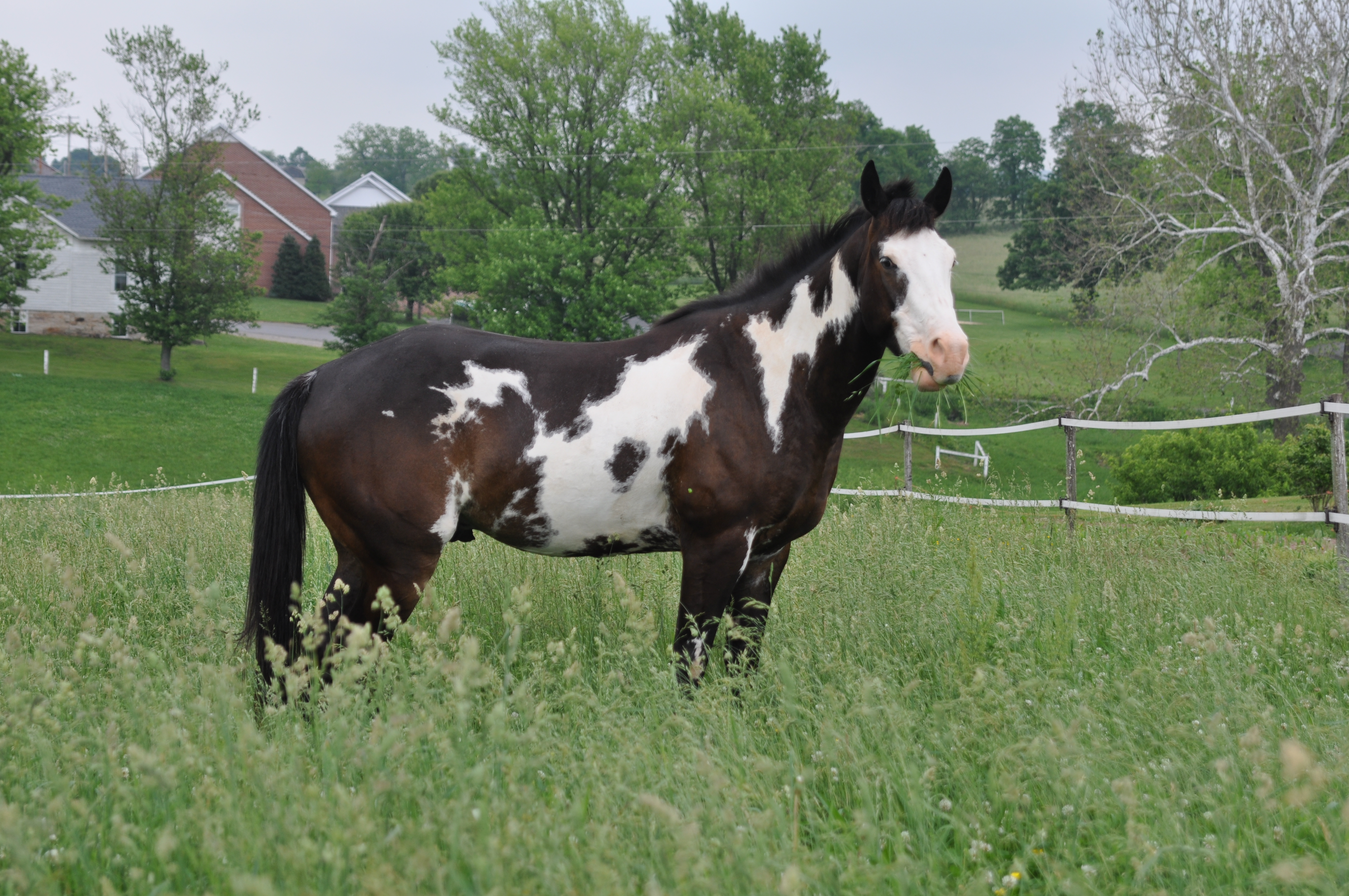
Brauner mit dem einfachen Rahmenschecken-Gen, Fohlen die das Gen doppelt erben sterben innerhalb weniger Tage an einer Kolik
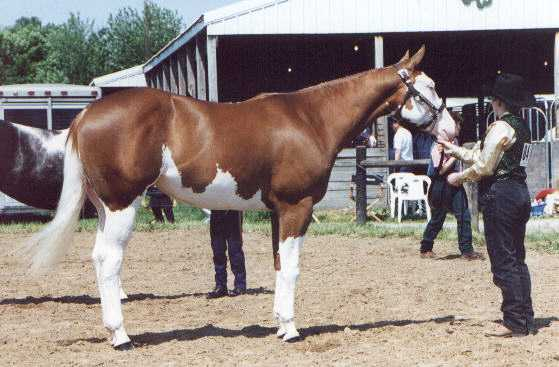
Fuchs mit Splashed White Overo, Pferde mit ausgeprägten weißen Kopfabzeichen sind häufig taub.

#### Tigerschecken-Komplex

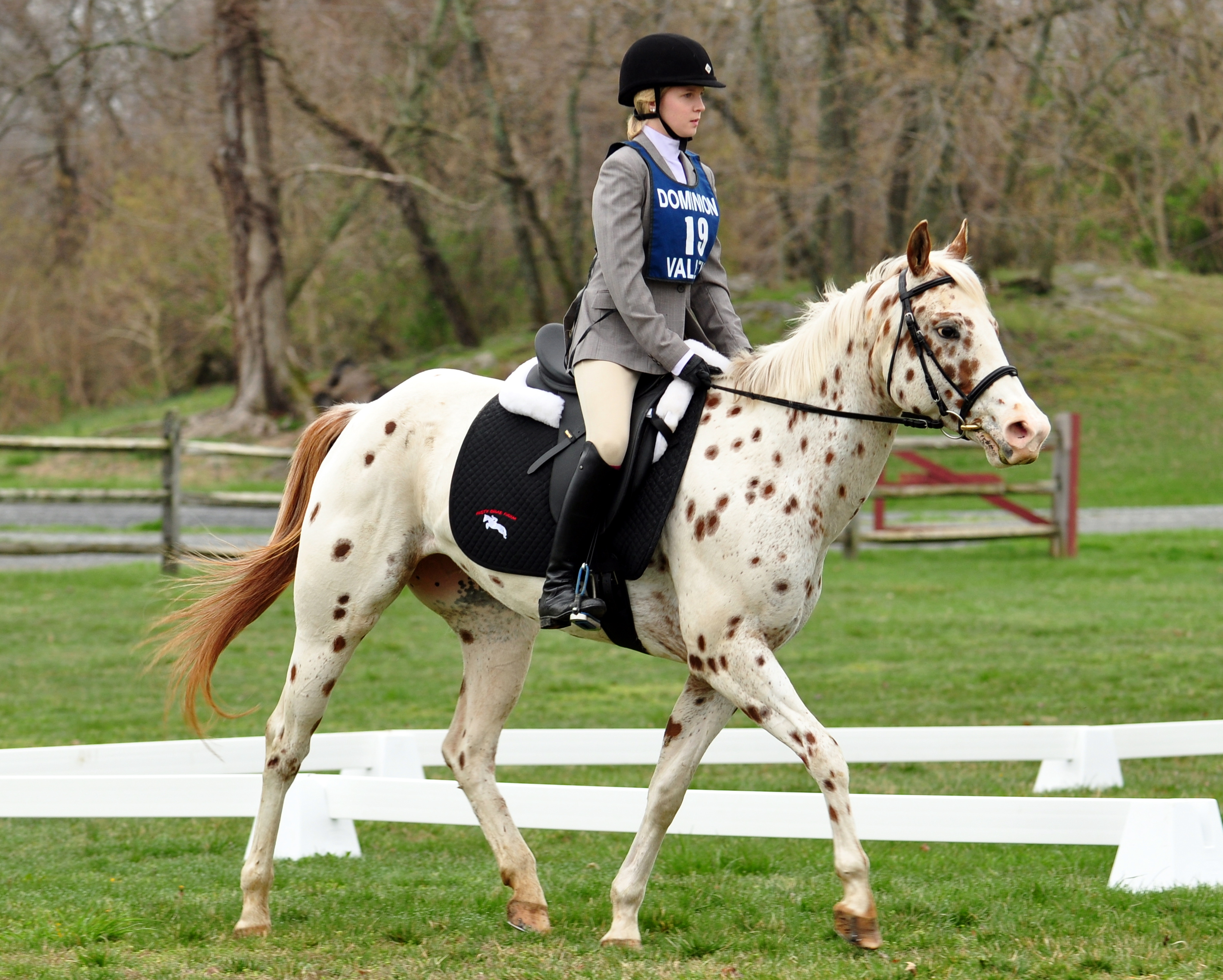
Volltiger
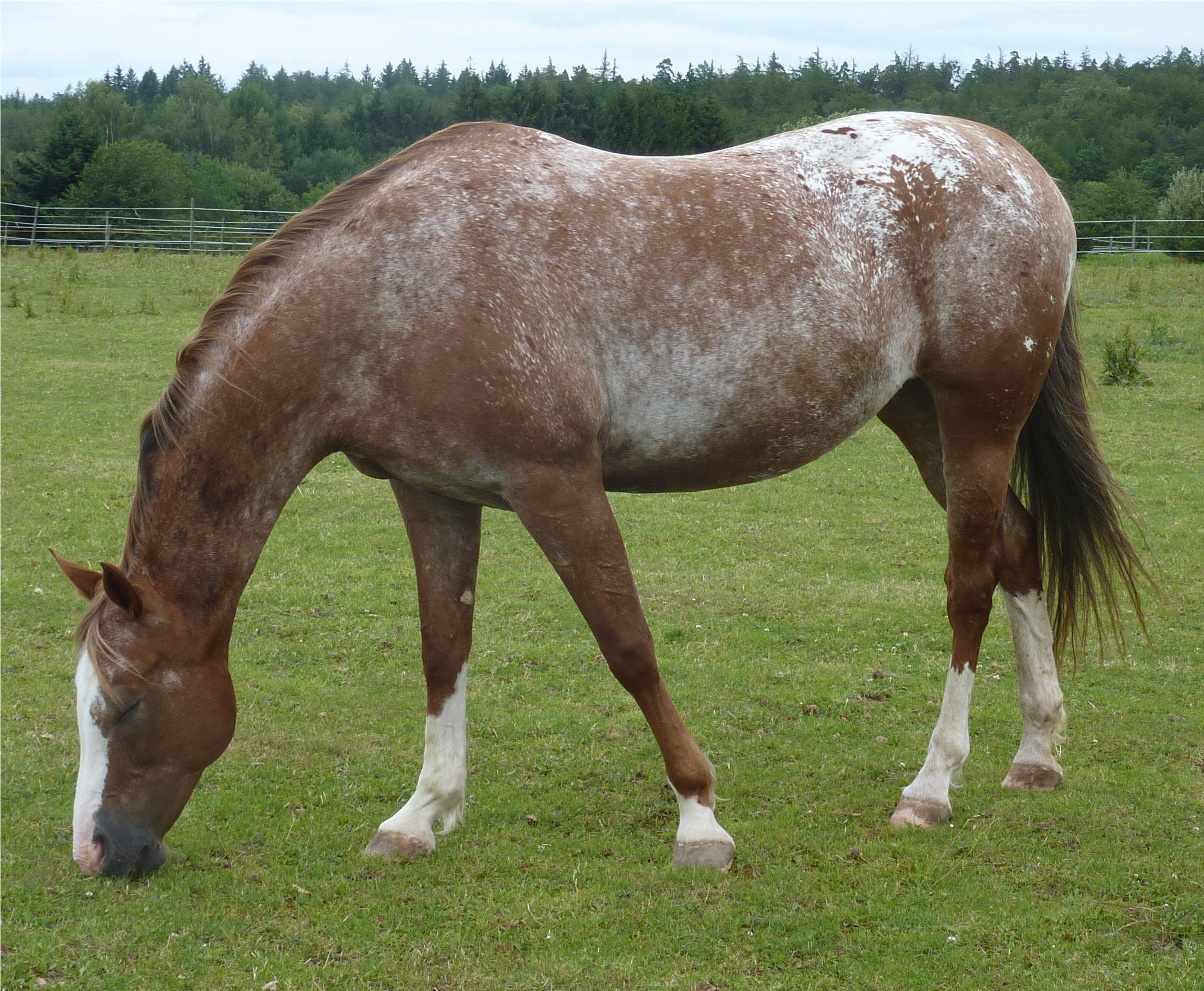
Varnish Roan
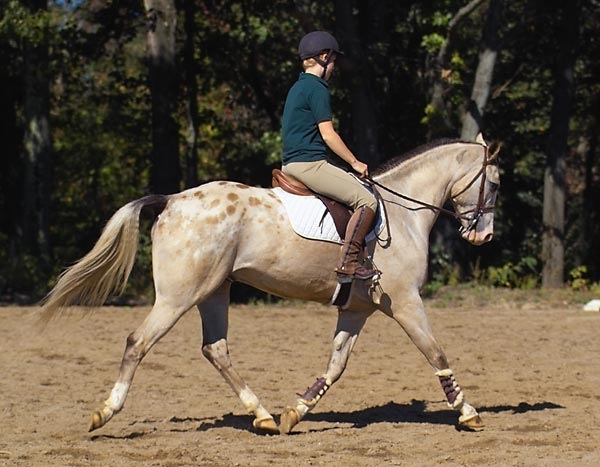
Schabrackentiger
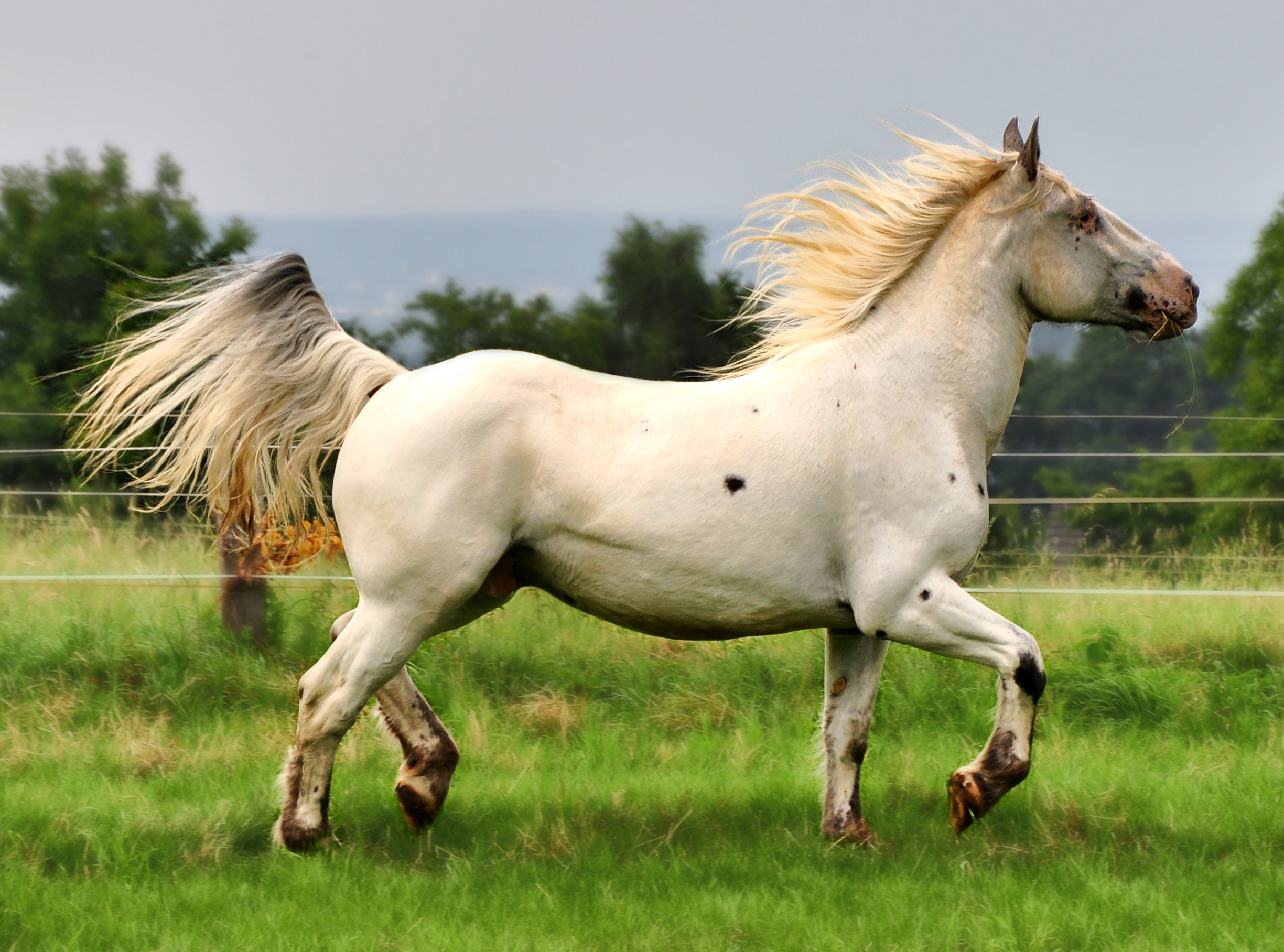
Snowflake

#### White Spotting

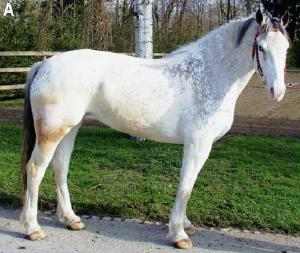
White Spotting W1
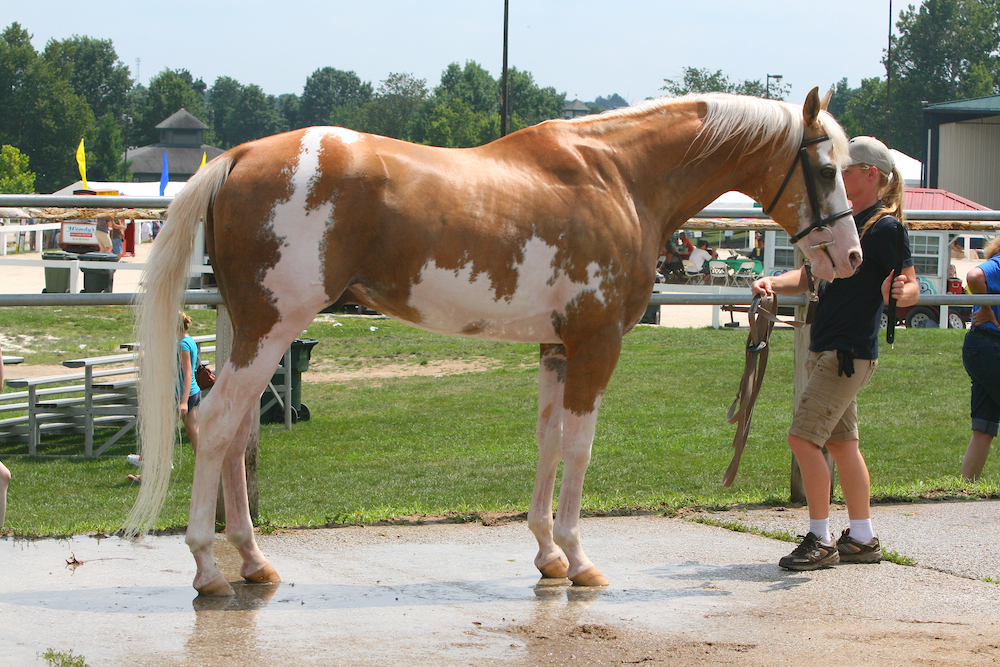
White Spotting W5
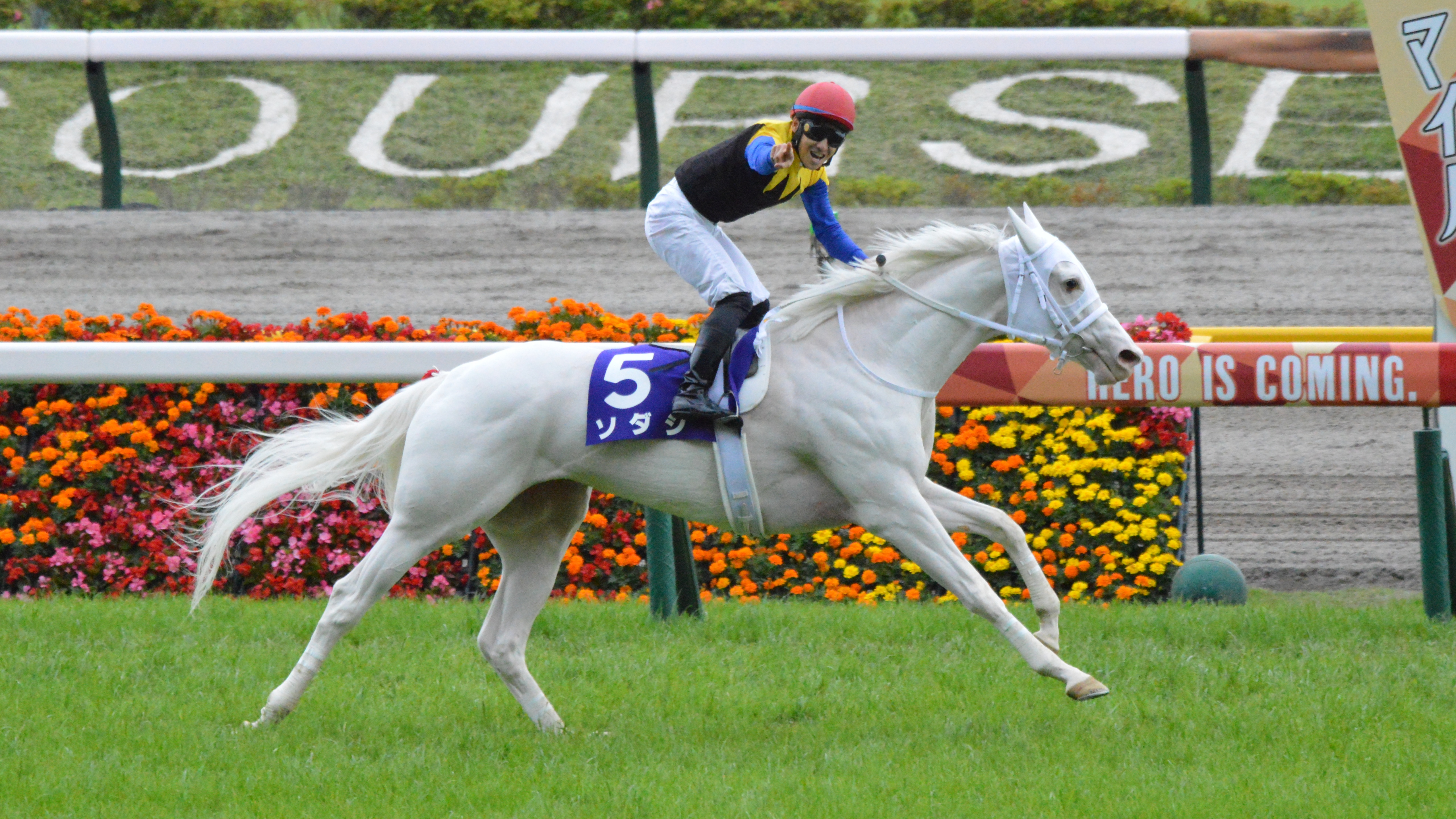
White Spotting W14
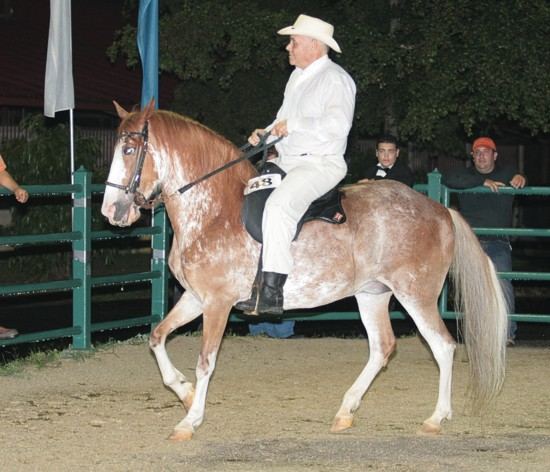
Sabinoscheckung

### Stichelhaarige Pferde

#### Dauerschimmel

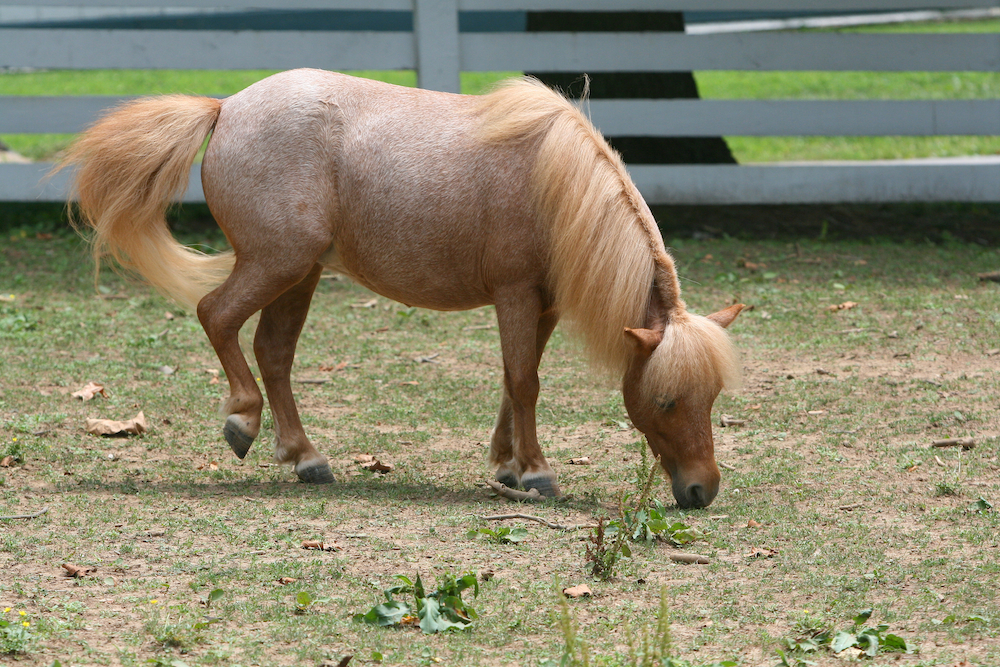
Stichelhaariger Fuchs
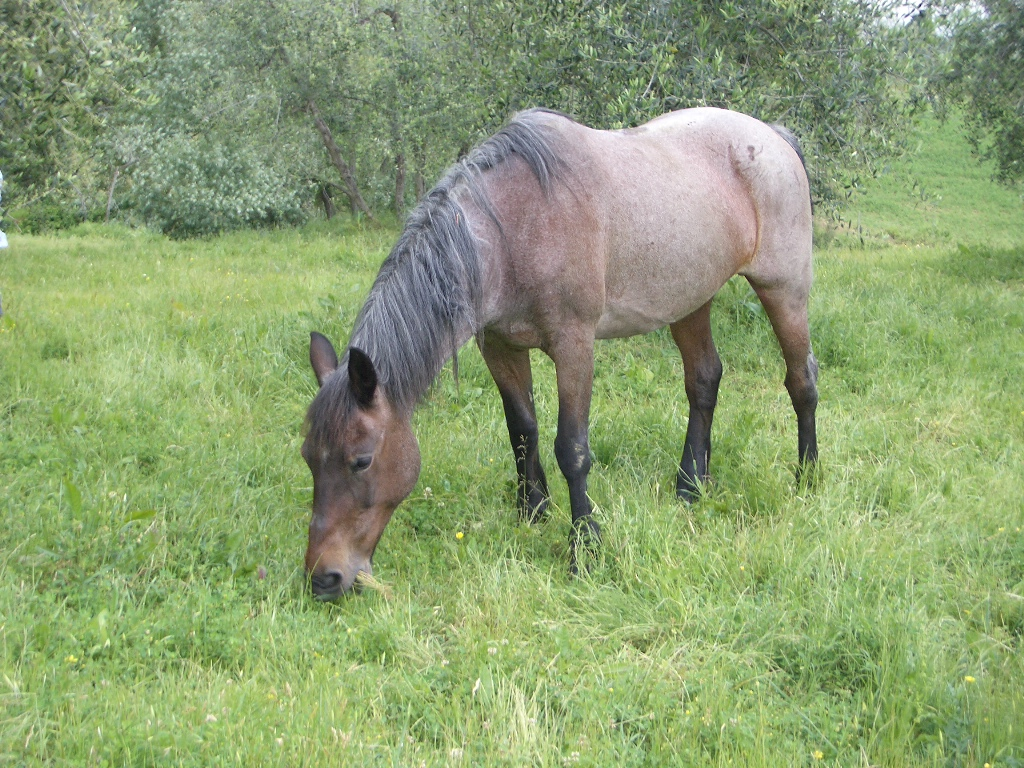
Stichelhaariger Brauner
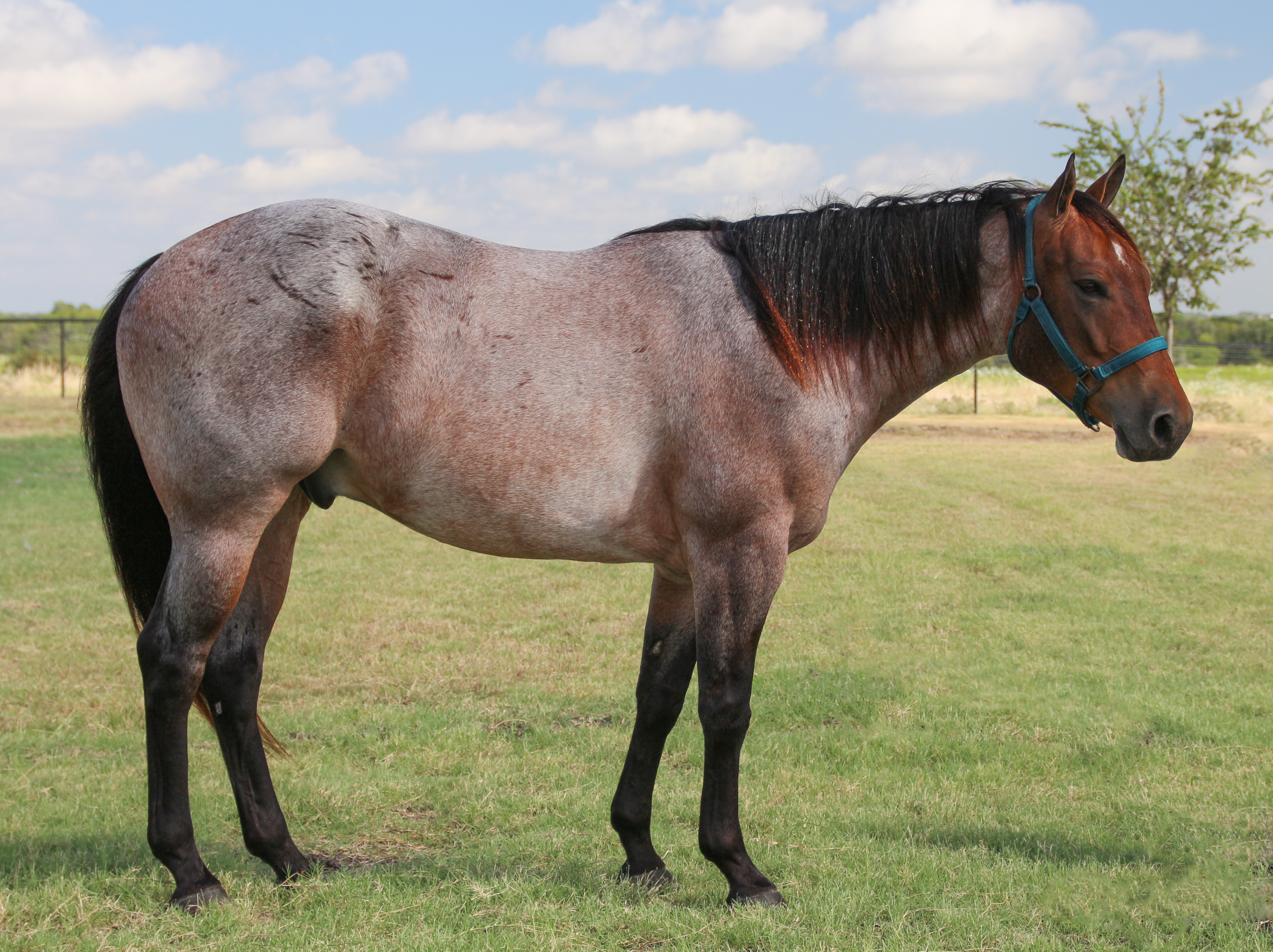
Stichelhaariger Brauner
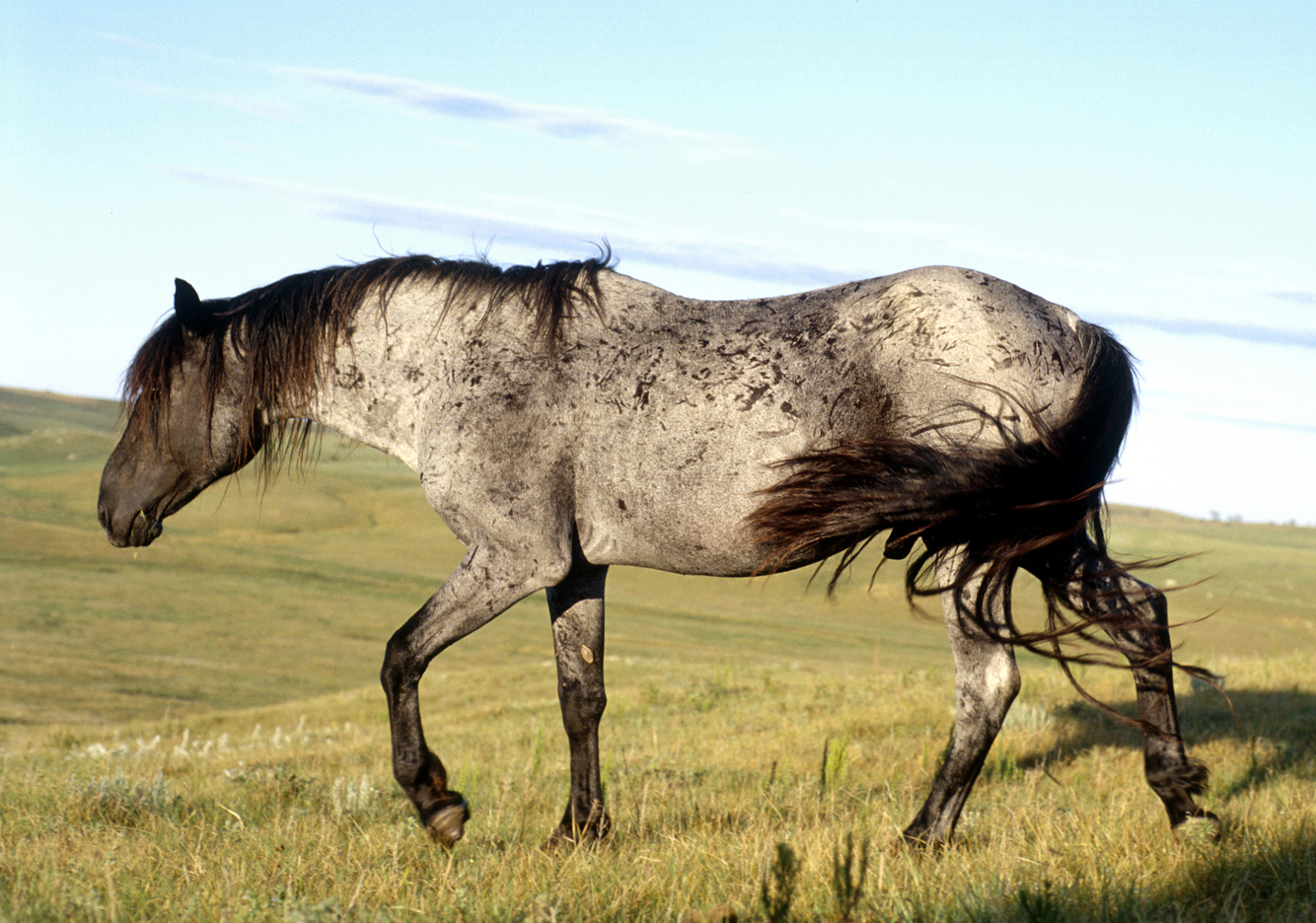
Stichelhaariger Rappe

Dauerschimmel (engl. Roan) sind Pferde mit sehr vielen Stichelhaaren, bei denen die Grundfarbe also mit weißen Haaren vermischt ist. Traditionell werden sie, je nach zugrundeliegender Farbe, Dauerrotschimmel, Dauerbraunschimmel oder Mohrenkopf genannt. Der Dauerschimmel unterscheidet sich durch das dunkle Gesicht und die dunklen Beine vom echten Schimmel. Die Menge der weißen Haare wechselt mit den Jahreszeiten, das Pferd wird aber im Laufe des Lebens nicht heller.

#### Rabicano

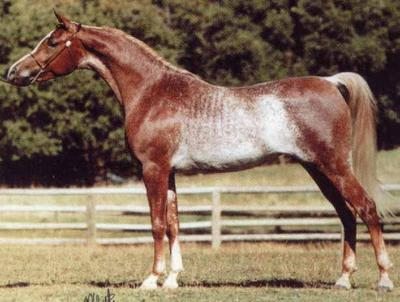
Starke Ausprägung von Rabicano
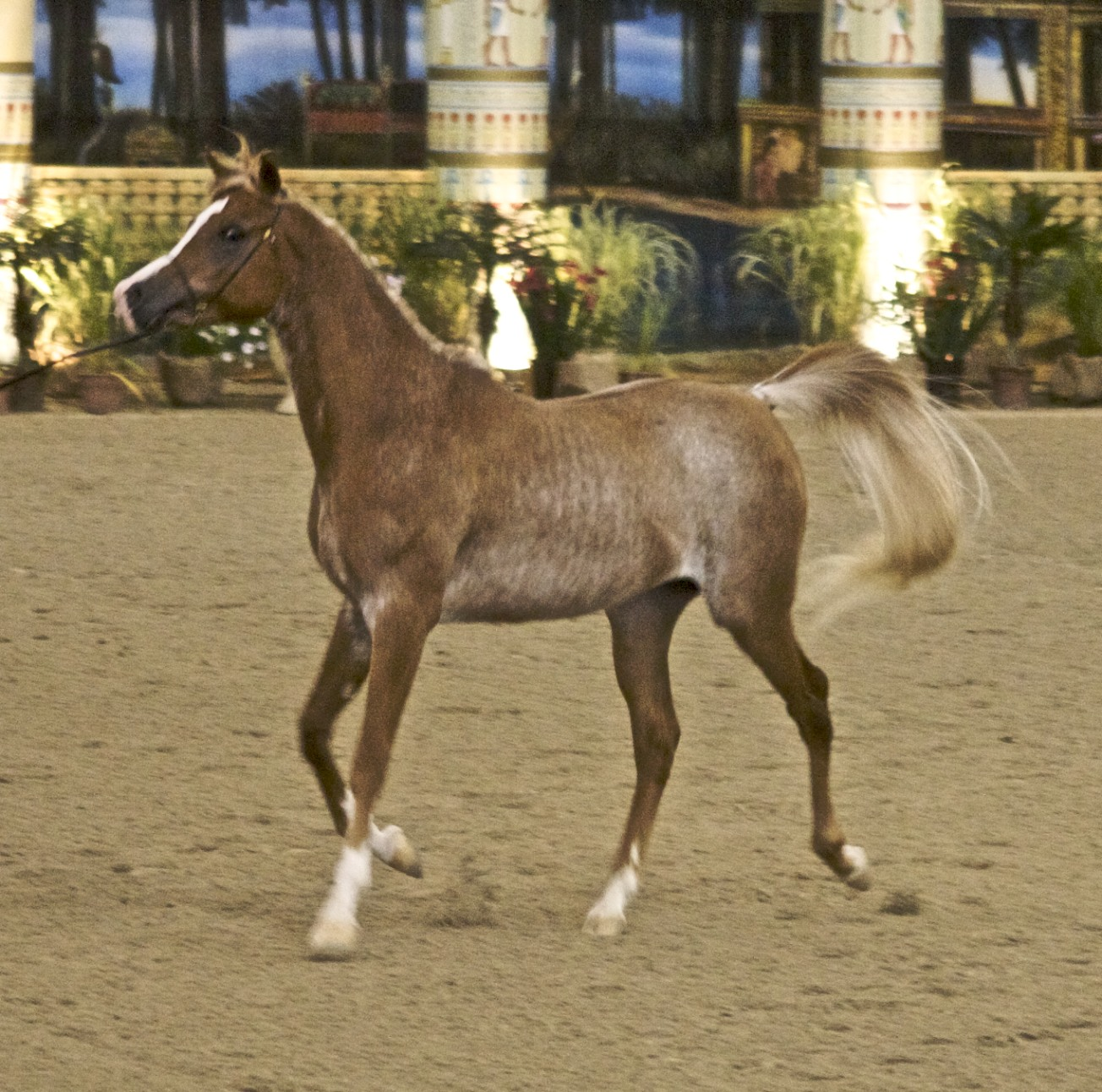
Starke Ausprägung
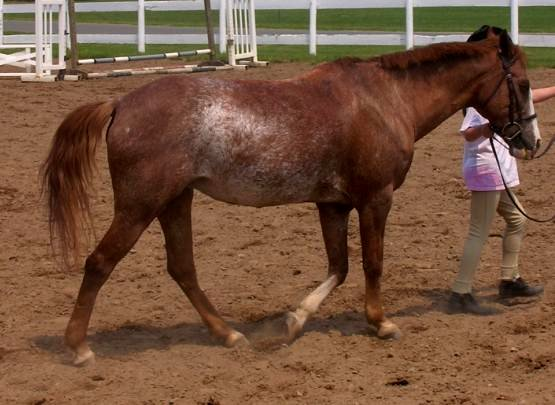
Starke bis moderate Ausprägung
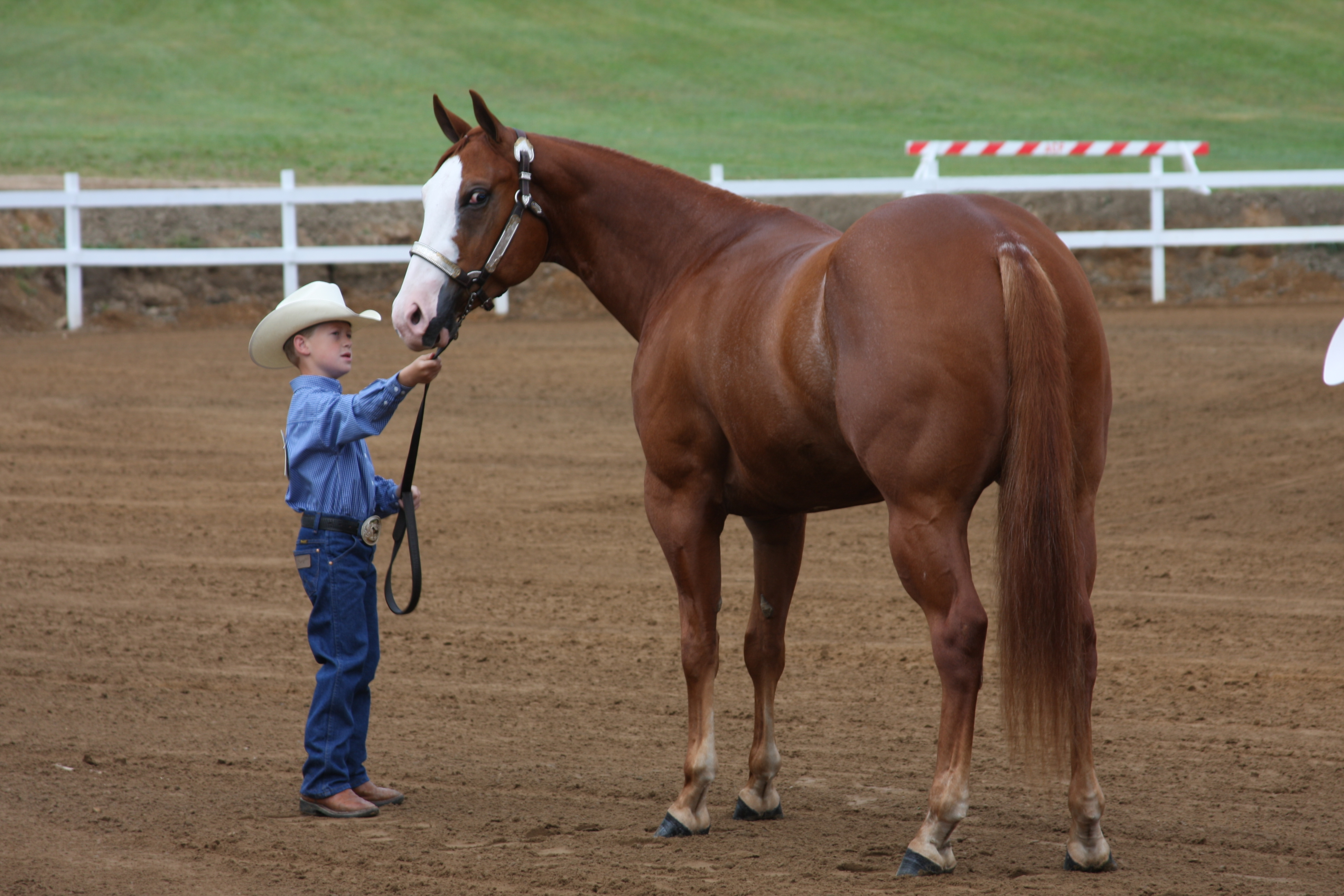
Minimaler Rabicano

Rabicanos werden vor allem im Bereich des Brustkastens und oben am Schweifansatz hell, Beine, Hüfte, Schulter, Kopf und Hals bleiben dunkel.

## Aalstrich, Schulterkreuz und andere Abzeichen
Manche Pferde, vorwiegend Falben, gelegentlich aber auch Braune oder Dunkelfüchse, weisen noch die primitiven Abzeichen ihrer Vorfahren auf. Diese können als Zebrastreifen an den Beinen auftreten oder in Form eines dunklen Streifens, der den Rücken entlang verläuft und Dorsalstrich oder Aalstrich genannt wird, oder aber als Streifen, welche seitlich die Schultern hinunter laufen, dann meist zusammen mit einem Aalstrich ein sogenanntes Schulterkreuz bildend. Diese Merkmale sind selten bei Ponys zu beobachten, häufig hingegen bei Eseln.

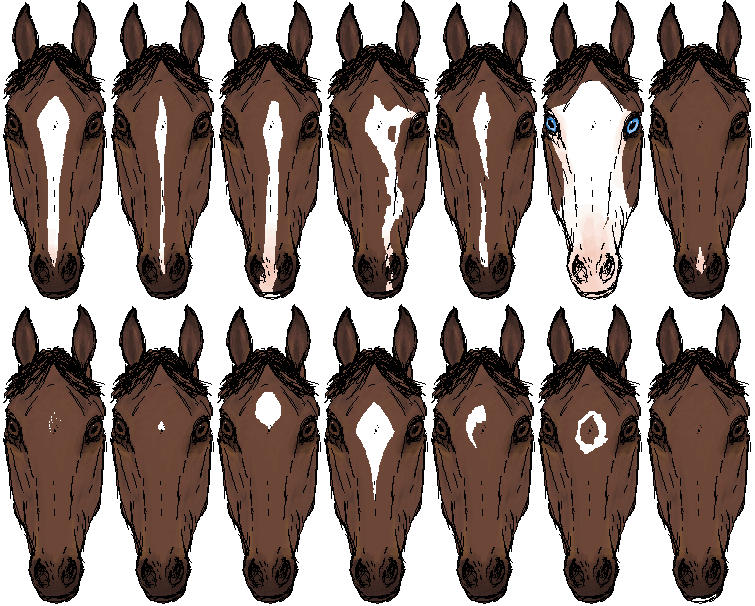
Abzeichen am Kopf
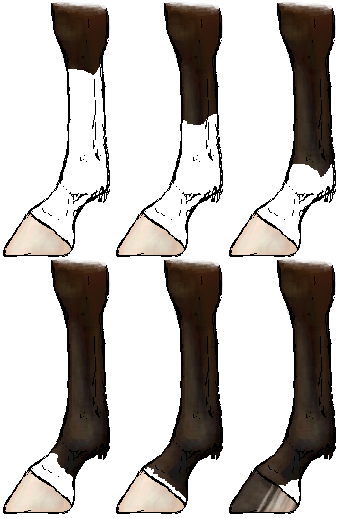
Beinabzeichen
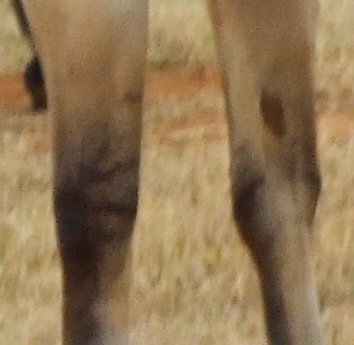
Zebrastreifen
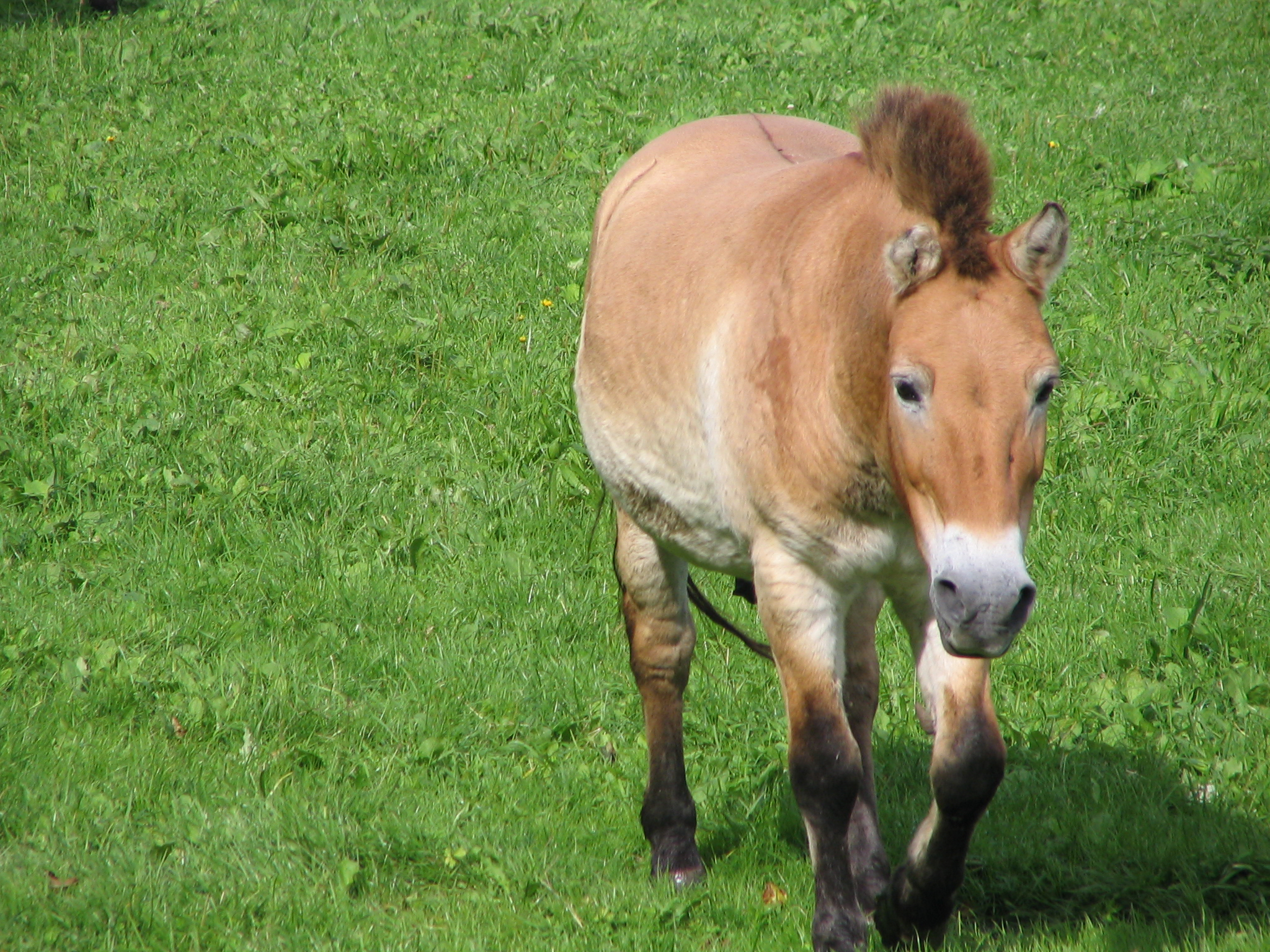
Aalstrich in der Mitte des Rückens

Eine andere Art von Abzeichen sind ebenfalls angeborene, weiße, weil pigmentfreie Stellen im Fell der Pferde. Sie kommen in verschiedener Form am Kopf oder an den Beinen vor und haben je nach Form, Lage und Größe verschiedene Bezeichnungen. Grundsätzlich können diese weißen Abzeichen bei allen Pferderassen auftreten, die Zuchtvorschriften mancher Rassen verbieten sie jedoch.
Außerdem nennt man auch die bei Pferden individuell unterschiedlichen Fellwirbel Abzeichen.

## Futterflecken
Futterflecken werden auch Edelflecken, Haferflecken oder Hafertaler genannt. Es sind rundliche aufgehellte Flecken, die ähnlich wie die Flecken von Apfelschimmeln aussehen, aber auch bei Füchsen, Braunen und Rappen vorkommen, und bei manchen Pferden durch gute Fütterung entstehen können.

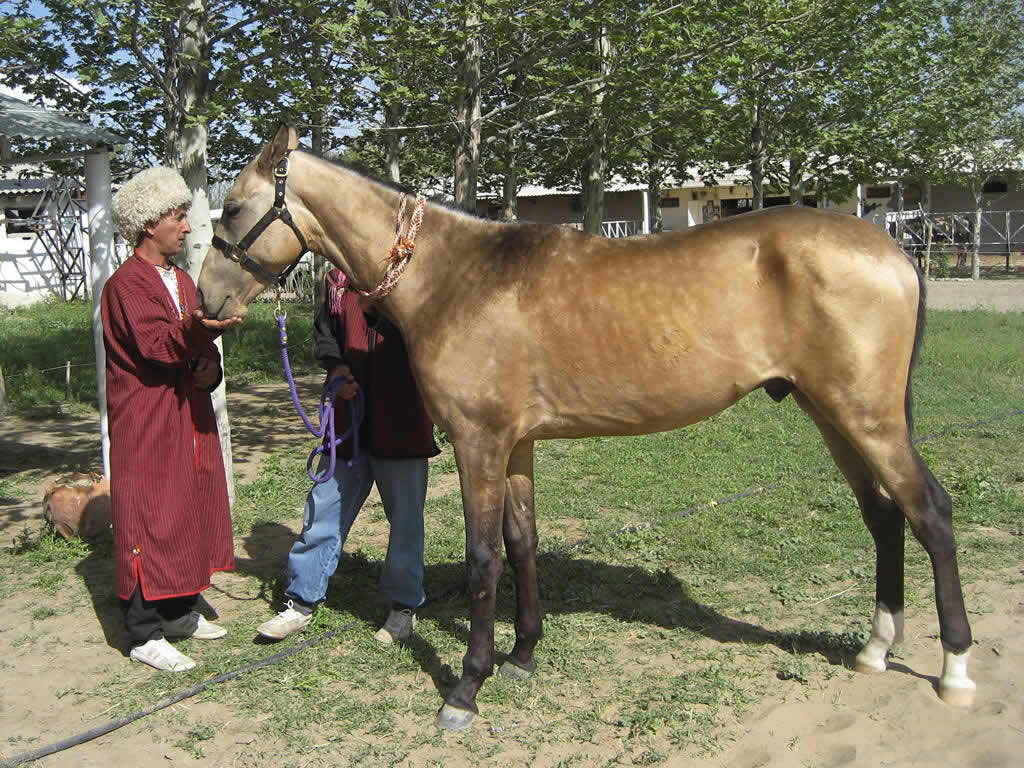
Braunisabell mit Futterflecken
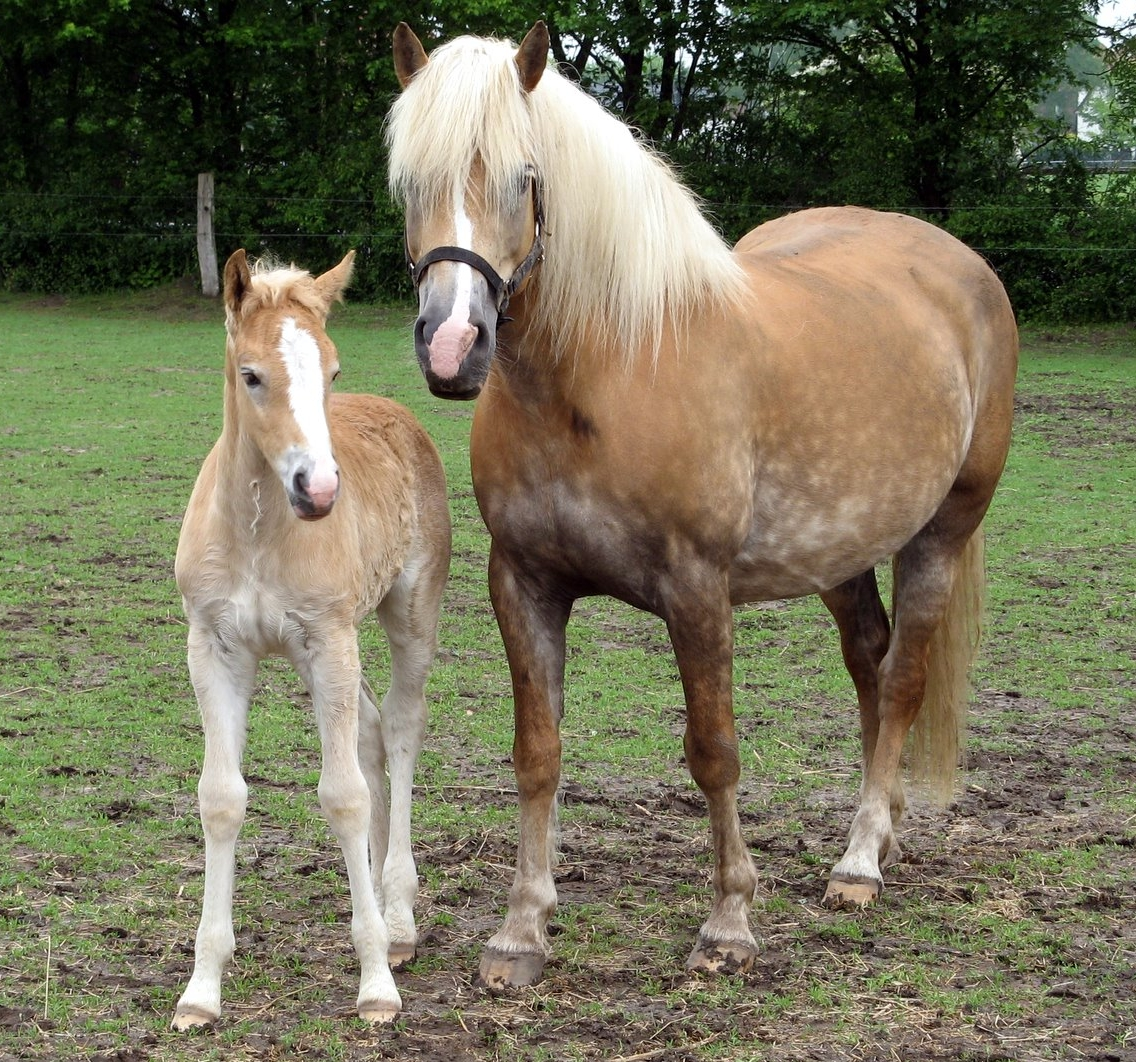
Fuchsstute mit Edelflecken
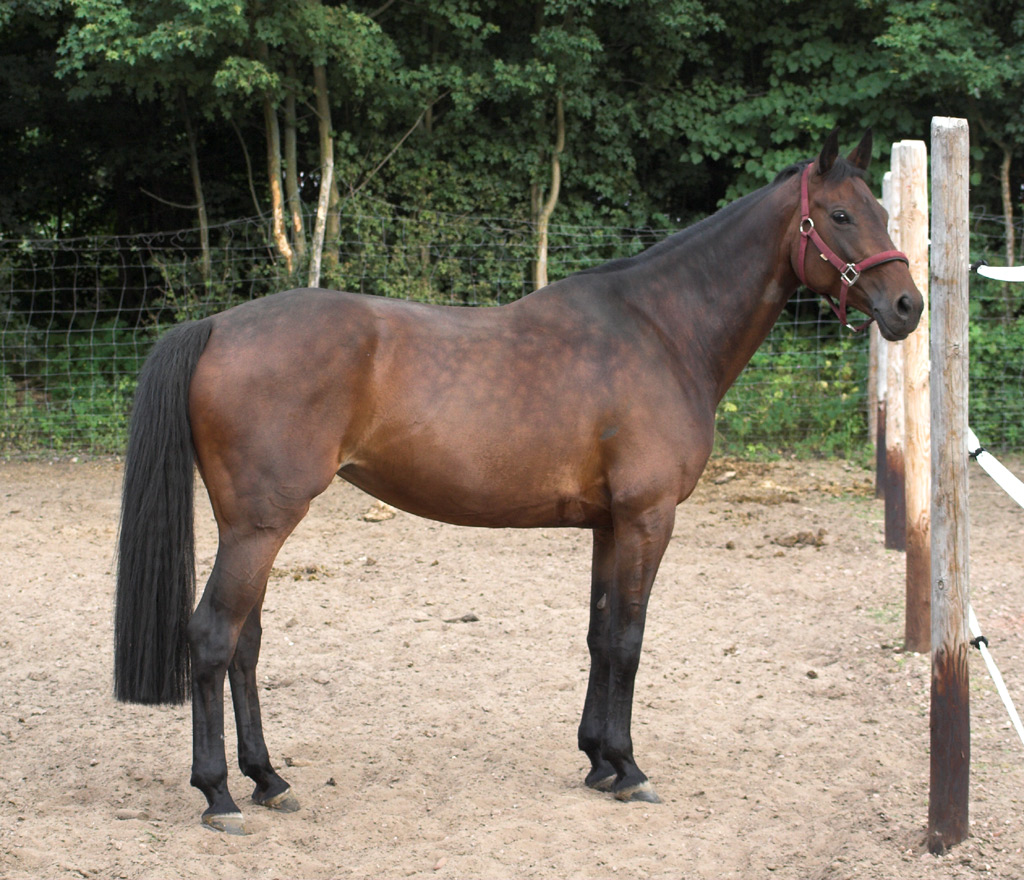
Dunkelbraune mit Futterflecken
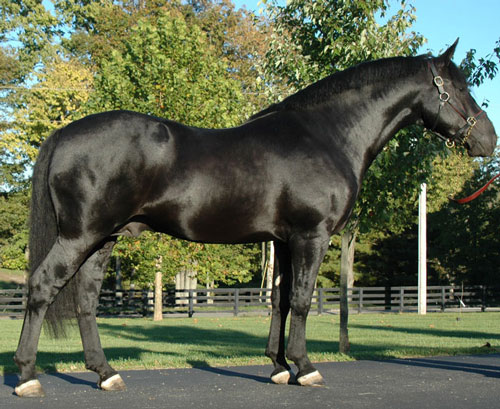
Rappe mit Futterflecken